# American Motors Corporation
La American Motors Corporation (en español, Corporación del Motor Estadounidense, abreviada AMC, conocida simplemente como American Motors) fue un fabricante de automóviles estadounidense operativo entre 1954 y 1987. La compañía fue fundada a partir de la fusión de dos fabricantes automotrices pioneros en el ramo, la Nash-Kelvinator Corporation (sucesora de Nash Motors, creada en 1916), y la Hudson Motor Car Company (creada en 1909), siendo en su momento la fusión de empresas automovilísticas más grande de los Estados Unidos.
AMC pasó a competir con los tres grandes fabricantes de los Estados Unidos, Ford, GM y Chrysler, produciendo modelos pequeños (como los Rambler American, Hornet, Gremlin y Pacer); muscle cars (como los Marlin, AMX y Javelin), y las primeras variantes de cuatro ruedas motrices del Eagle, el primer verdadero crossover en los Estados Unidos. La compañía era conocida como "una pequeña empresa lo suficientemente hábil como para explotar segmentos particulares del mercado que estaban desatendidos por los tres grandes".
AMC también fue ampliamente conocida por el trabajo de diseño de su estilista jefe, Dick Teague, quien "tuvo que arreglárselas con un presupuesto mucho más ajustado que sus colegas de los Tres Grandes de Detroit", pero que "tenía la habilidad de aprovechar al máximo el dinero de su empleador".
Los coches todoterreno formaron parte de su línea de productos, después de que la AMC adquiriera en 1970 la Kaiser Jeep (fundada en 1903). Desde la década de 1960 y hasta los años 1980, fue copropietaria de varias fábricas en el extranjero, como Dina y la compañía VAM (Vehículos Automotores Mexicanos) en México, que fabricaban sus modelos bajo otros nombres.
Después de períodos de éxito intermitente pero no sostenido, Renault adquirió una amplia participación en AMC en 1979, y la empresa finalmente fue adquirida por Chrysler. Cuando desapareció en 1987, The New York Times dijo que AMC  "nunca había sido una compañía con el poder o la estructura de costos necesaria para poder competir con garantías ni en el mercado local ni en el extranjero".

## 1954: Formación
En enero de 1954, Nash-Kelvinator Corporation comenzó la adquisición de Hudson Motor Car Company (en lo que se denominó una fusión). La nueva corporación se llamaría American Motors Corporation. Una corporación anterior con el mismo nombre, cofundada por Louis Chevrolet, existió en Plainfield, Nueva Jersey desde 1916 hasta 1922, antes de fusionarse con Bessemer-American Motors Corporation.
El trato Nash-Kelvinator/Hudson fue un cambio de acciones directo (tres acciones de Hudson cotizadas en 11⅛, por dos acciones de American Motors y una acción de Nash-Kelvinator cotizadas en 17⅜, por una acción de American Motors) y finalizó en la primavera de 1954, formando la cuarta compañía automotriz más grande de los EE. UU. con unos activos de 355 millones de dólares y más de 100 millones de fondo de maniobra. La nueva compañía contrató como consultor al director general de Hudson, A.E. Barit, quien pasó a ocupar un puesto en el consejo de administración. George W. Mason de Nash fue nombrado presidente y director ejecutivo.

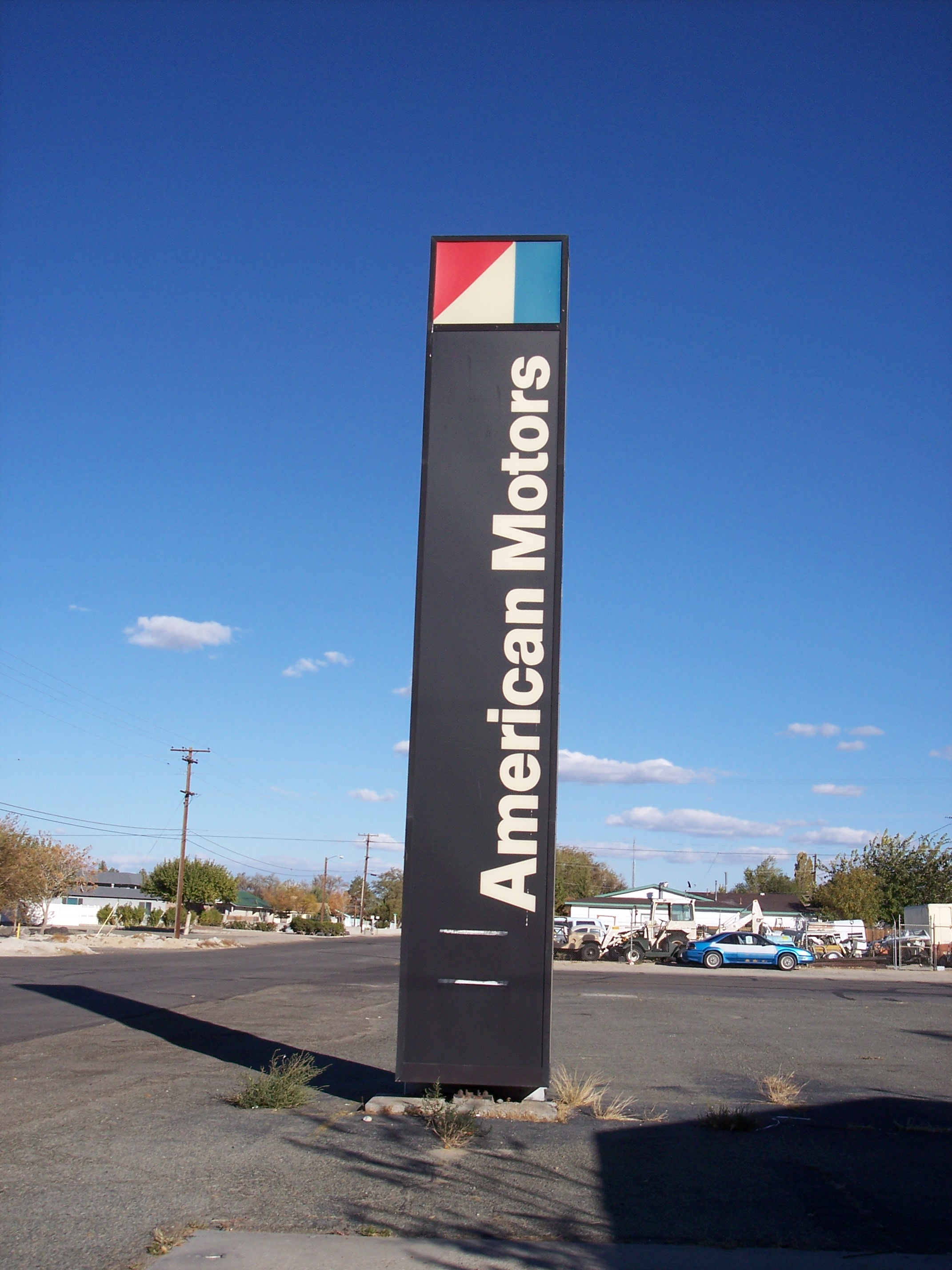
Cartel anunciador de un concesionario de American Motors

Mason, el arquitecto de la fusión, creía que la supervivencia de los restantes fabricantes de automóviles independientes de EE. UU. dependía de su unión en una empresa de múltiples marcas capaz de desafiar a los Tres Grandes como un igual. La "frenética guerra de precios entre Ford y GM librada en 1953-1954" tuvo un impacto devastador en los restantes fabricantes de automóviles "independientes". Las razones de la fusión entre Nash y Hudson incluyeron contribuir a reducir costos y fortalecer sus organizaciones de ventas para poder hacer frente a la intensa competencia que se esperaba por parte de las "Tres Grandes" firmas de Detroit.
Un resultado rápido de la fusión fue duplicar la producción y las compras de Nash, lo que permitió a Hudson reducir los precios en un promedio de 155 dólares en la línea Wasp y hasta en 204 en los modelos Hornet más caros. Después de la fusión, AMC tuvo su primer trimestre rentable durante los segundos tres meses de 1955, ganando 1.592.307 dólares en comparación con unas pérdidas de 3.848.667 durante el mismo período del año anterior. Mason también inició conversaciones informales con James J. Nance de Packard para delinear su planificación estratégica. Se hicieron planes provisionales para que American Motors comprara motores V8 y transmisiones automáticas Packard Ultramatic, y para que a su vez Packard comprara ciertos componentes de American Motors.
En julio de 1954, Packard adquirió Studebaker. La nueva Studebaker-Packard Corporation (S-P) puso a disposición de American Motors el nuevo motor Packard V8 de 320 plg³ (5,2 L) y la transmisión automática Ultramatic de Packard para sus modelos Nash Ambassador y Hudson Hornet de 1955. Cuando Mason murió en 1954, George Romney lo sucedió. Irónicamente, a Romney le habían ofrecido una vez el trabajo de Nance. En 1948, Romney recibió ofertas de Packard para el puesto de director de operaciones y de Nash para el puesto de número dos en la empresa. Aunque con la oferta de Packard le habrían pagado más, Romney decidió trabajar con Mason porque pensó que Nash tenía un futuro más brillante. El presidente de Studebaker-Packard, James Nance, se negó a considerar fusionarse con American Motors a menos que pudiera tomar la posición más alta (Mason y Nance eran excompetidores como jefes de Kelvinator y Hotpoint respectivamente), y una semana después de la muerte de Mason, Romney anunció que "no hay fusiones en curso, ya sea directa o indirectamente". Romney estuvo de acuerdo de mantener el compromiso de Mason de comprar productos a Studebaker-Packard. Mason y Nance acordaron que, a cambio, esta última haría un esfuerzo por comprar componentes de American Motors, pero no lo hizo. Como los motores y las transmisiones de Packard eran comparativamente caros, American Motors comenzó a desarrollar su propio motor AMC V8. American Motors también gastó 40 millones de dólares en el desarrollo de su carrocería doble monocasco de seguridad, que presentó en los modelos del año 1956. A mediados de 1956, dejaron de montarse las transmisiones TwinUltramatic y los motores V8 de 352 plg³ (5,8 L) suministrados por Packard, que fueron sustituidos por transmisiones GM Hydra-Matic y de Borg-Warner y por los propios nuevos motores V8 de American Motors.

## Desarrollo de productos en la década de 1950

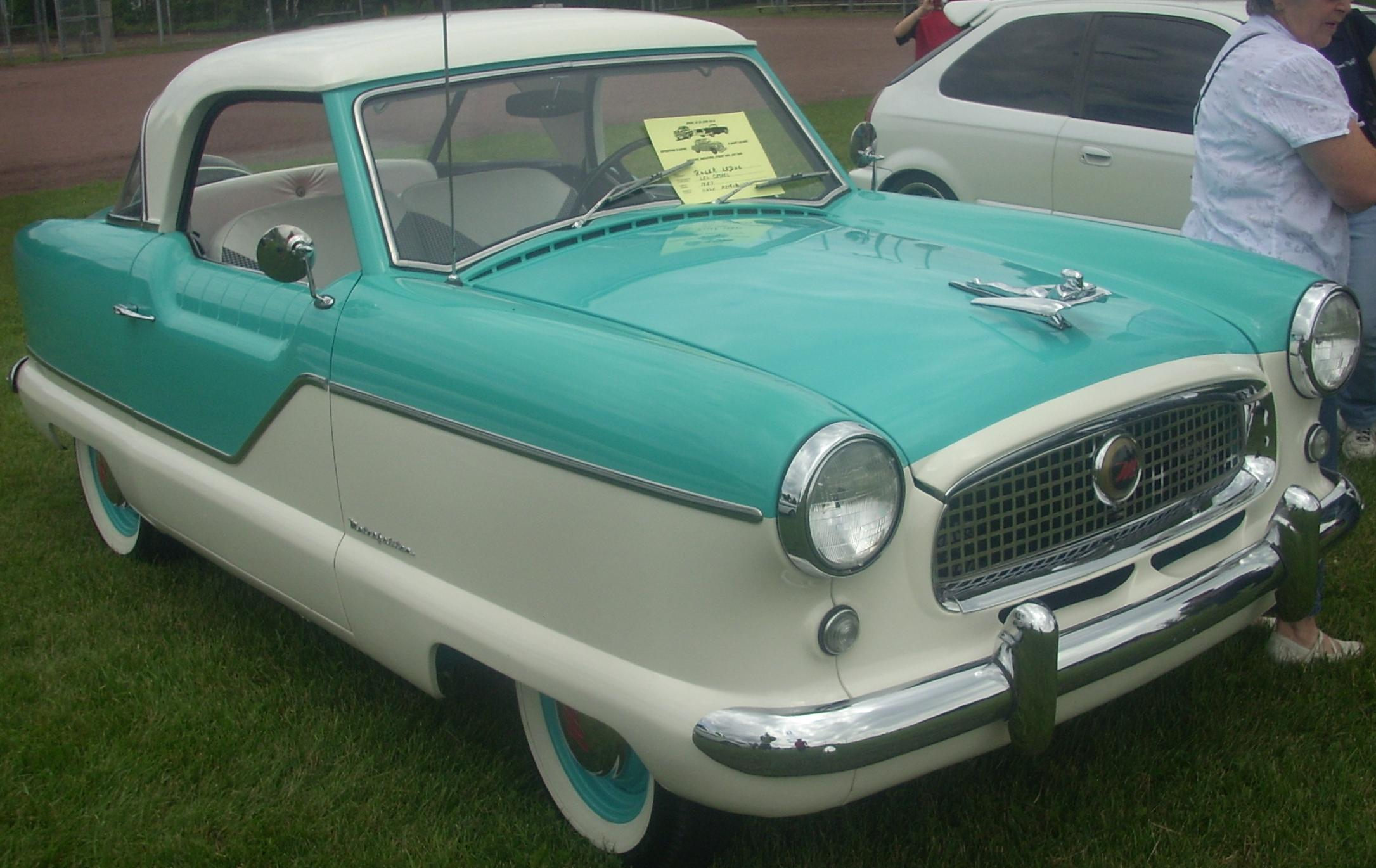
Nash Metropolitan

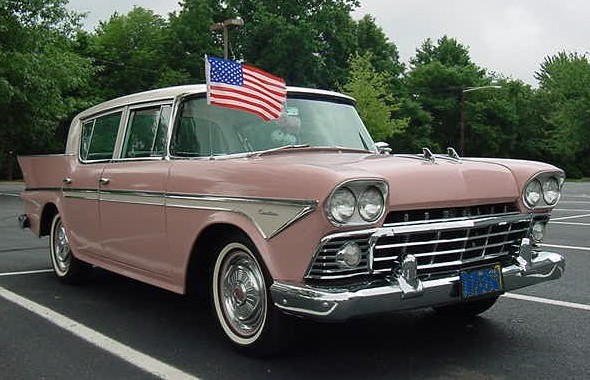
Rambler Custom 4-Puertas Sedán de 1958

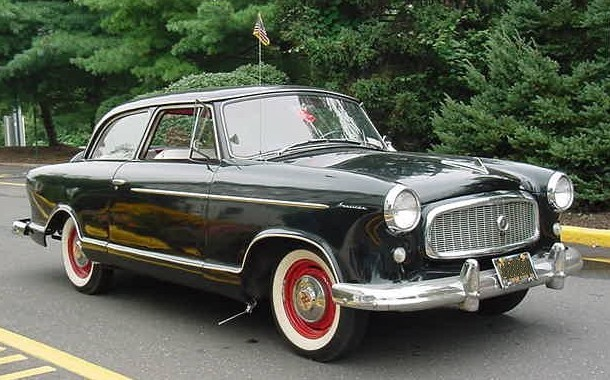
Rambler American Club Sedán de 1959

### Consolidación de la línea de productos
American Motors combinó las líneas de productos Nash y Hudson bajo una estrategia de fabricación común en 1955, concentrando amabas líneas de productos en la planta de Nash en Kenosha. La planta de Detroit de Hudson se adaptó a la producción para un contrato militar y finalmente se vendió. Se mantuvieron las redes separadas de distribuidores de Nash y de Hudson, y los modelos de Hudson fueron rediseñados para armonizarlos con los estilos de carrocería de Nash.
El modelo Nash Rambler, con una considerable cuota de mercado, se vendió como Nash y como Hudson en 1955 y 1956. Estos Rambler producto de la ingeniería de marca de la compañía, junto con los Metropolitan similares, eran idénticos, excepto por los tapacubos, los emblemas de identificación y otros detalles menores.
La línea de productos Nash de tamaño completo preexistente continuó con el Nash Statesman rediseñado como el "nuevo" Hudson Wasp; y el Nash Ambassador se rediseñó como el Hudson Hornet. Aunque los coches compartían la misma carrocería, eran al menos tan diferentes entre sí como los Chevrolet y los Pontiac. Los Hudson y los Nash usaron cada uno sus propios motores tal y como lo habían hecho anteriormente: el Hudson Hornet continuó ofreciendo el motor I6 de 308 plg³ (5 L) que había impulsado al campeón de la NASCAR a principios de la década de 1950; y el Wasp ahora usaba el antiguo motor del Hudson Jet.
Los Nash Ambassador y Statesman continuaron con sus motores de seis cilindros y válvulas en cabeza y en L, respectivamente. Además, también tenían diferentes suspensiones delanteras. Las tapas del maletero eran intercambiables, pero otros paneles de la carrocería, el vidrio de la ventana trasera, los paneles del tablero y los sistemas de frenos eran diferentes. Los Hudson Hornet y Wasp, y sus equivalentes de Nash, habían mejorado sus condiciones de conducción y su visibilidad; y también contaban con una mejor economía de combustible debido a la carrocería Nash unificada más ligera.
La gama más grande de Nash y Hudson no se vendió bien, y AMC estuvo perdiendo dinero con ellas en años sucesivos. Consternado con los resultados, Romney decidió en 1956 que el futuro de la empresa estaba en la línea compacta Rambler. En consecuencia, detuvo la producción de los nuevos modelos grandes y se centró por completo en los nuevos Rambler Six y V8, presentándolos en 1956 a pesar de que estaban programados para su lanzamiento en 1957. Las ventas de los nuevos Rambler fueron bajas, y las de los modelos Hudson y Nash casi inexistentes, lo que se tradujo en una pérdida operativa de 31,7 millones de dólares en 1956. Las ventas mejoraron en 1957, pero el año aún registró una pérdida de 11,8 millones para la empresa. En respuesta, Romney lanzó un bombardeo masivo de relaciones públicas, viajando 70 millas (100 km) por todo el país en 12 meses. Romney habló en salones sindicales, cenas, iglesias, recintos feriales, estaciones de radio y televisión, y en cualquier lugar donde pudiera hablar sobre el Rambler. Las ventas de Rambler despegaron en 1958, un 58,7% más y se inscribieron 425 nuevos distribuidores. 1958 se convirtió en el primer año de rentabilidad de AMC desde su formación, con 28 millones de dólares de beneficio. Las marcas Nash y Hudson se eliminaron y Rambler se convirtió en una marca por derecho propio y en el pilar de la empresa. El popular subcompacto Metropolitan construido en Gran Bretaña continuó como una marca independiente hasta que se suspendió en 1961. El prototipo Nash Ambassador/Hudson Hornet de 1958, construido sobre una plataforma Rambler alargada, en el último minuto recibió la denominación de "Ambassador by Rambler". Para completar la línea de modelos, American Motors reintrodujo el antiguo Nash Rambler de 1955 (con una distancia entre ejes de 100 plg (2540 mm)) como el nuevo Rambler American, con solo unas pocas modificaciones. Esto le dio a Rambler una línea completa que incluía el American con una distancia entre ejes de 100 plg (2540 mm), el Rambler Six y el Rebel V8 con 108 plg (2743 mm), y el Ambassador con 117 plg (2972 mm) de distancia entre ejes.

### El "luchador contra los dinosaurios"
Las ventas de los Rambler se dispararon a finales de la década de 1950, en parte debido al enfoque de American Motors en el automóvil compacto y sus esfuerzos de promoción en el mercado, como el patrocinio de las enormemente populares series de televisión de Walt Disney, y la exposición instalada en el parque temático Disneyland en Anaheim, California. El propio George Romney promocionó la marca Rambler en anuncios de televisión.
Mientras que los "Tres Grandes" introdujeron coches cada vez de mayor tamaño, American Motors siguió la estrategia del "luchador contra los dinosaurios". El liderazgo de George Romney enfocó la compañía en el automóvil compacto, un vehículo de bajo consumo de combustible 20 años antes de que hubiera una necesidad real de ellos. Esto le dio a Romney una alta presencia y prestigio en los medios. Dos factores estratégicos principales entraron en juego: (1) El uso de componentes compartidos en los productos de American Motors y (2) La negativa a participar en la carrera de rediseño de los Tres Grandes. Esta política de control de costos ayudó a Rambler a desarrollar una reputación de construir automóviles sólidos y económicos. Los estamentos de la compañía esperaban un mercado cambiante, y en 1959 anunciaron una expansión por valor de 10 millones de dólares (105 millones $) de su complejo de Kenosha (para aumentar su capacidad de producción anual de 300.000 a 440.000 automóviles). Una carta a los accionistas enviada en 1959 afirmaba que la introducción de nuevos coches compactos por parte de los grandes competidores nacionales de American Motors (para las gamas del año 1960) "señala el fin del dominio de los coches grandes en los EE. UU.", y que American Motors predecía que las ventas de coches pequeños en los EE. UU. podrían alcanzar los 3 millones de unidades en 1963.
American Motors también comenzaba a experimentar con automóviles que no utilizaban gasolina. El 1 de abril de 1959, American Motors y Sonotone Corporation anunciaron un esfuerzo de investigación conjunto para considerar la producción de un automóvil eléctrico que iba a ser alimentado por una batería "autocargable". Sonotone tenía la tecnología para fabricar baterías de níquel-cadmio con placas sinterizadas que se podían recargar muy rápidamente y eran más ligeras que las baterías de plomo y ácido típicas de los automóviles.
En 1959, American Motors contrató al diseñador Dick Teague, que anteriormente había trabajado para General Motors, Packard y Chrysler. Después de que Edmund E. Anderson dejara la empresa en 1961, Teague fue nombrado diseñador principal y, en 1964, vicepresidente.

## Cambio de enfoque en la década de 1960

### Innovación

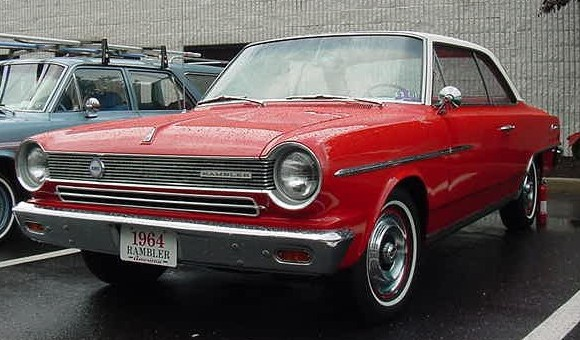
Rambler American 440-H de 1964

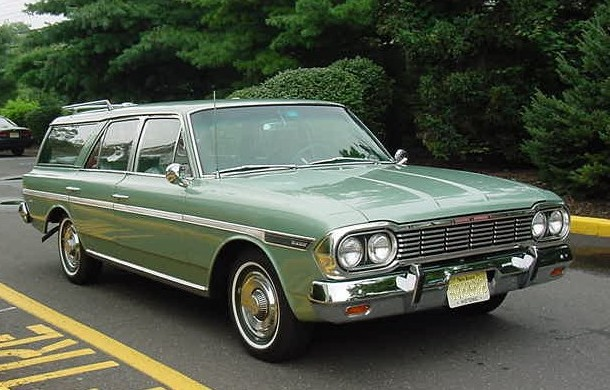
Rambler Classic 770 de 1964

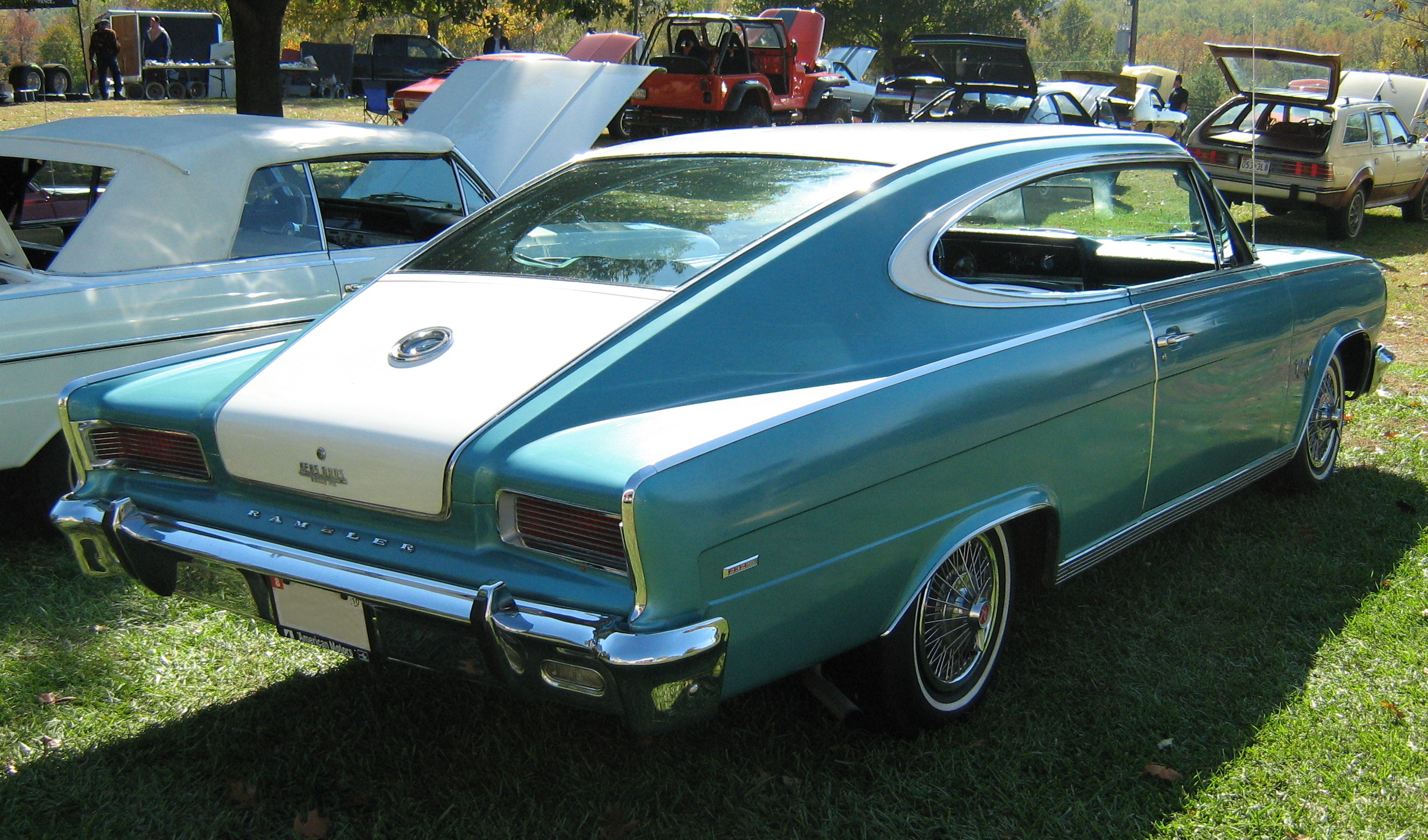
Rambler Marlin de 1965

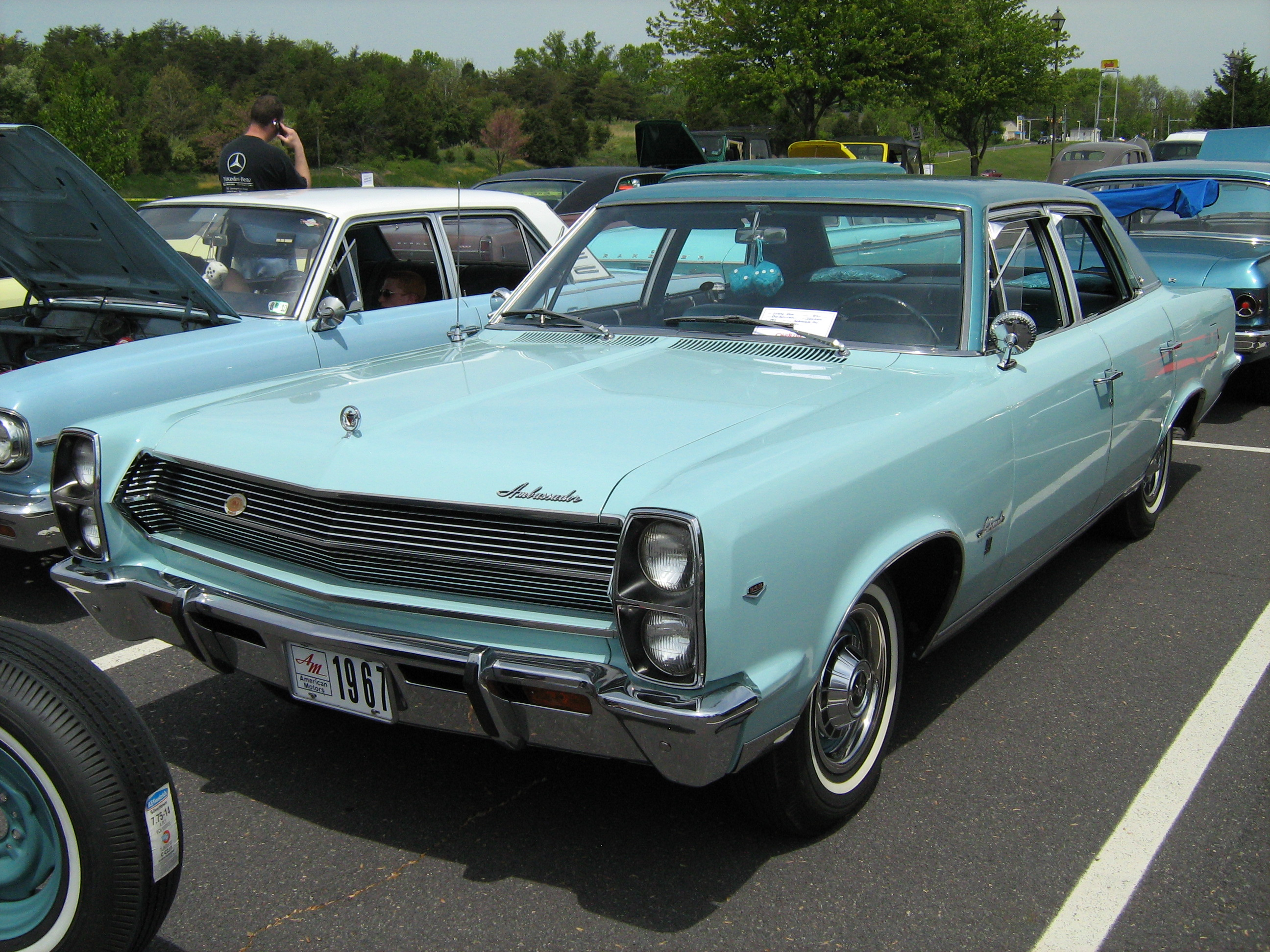
Rambler Ambassador 990 de 1967

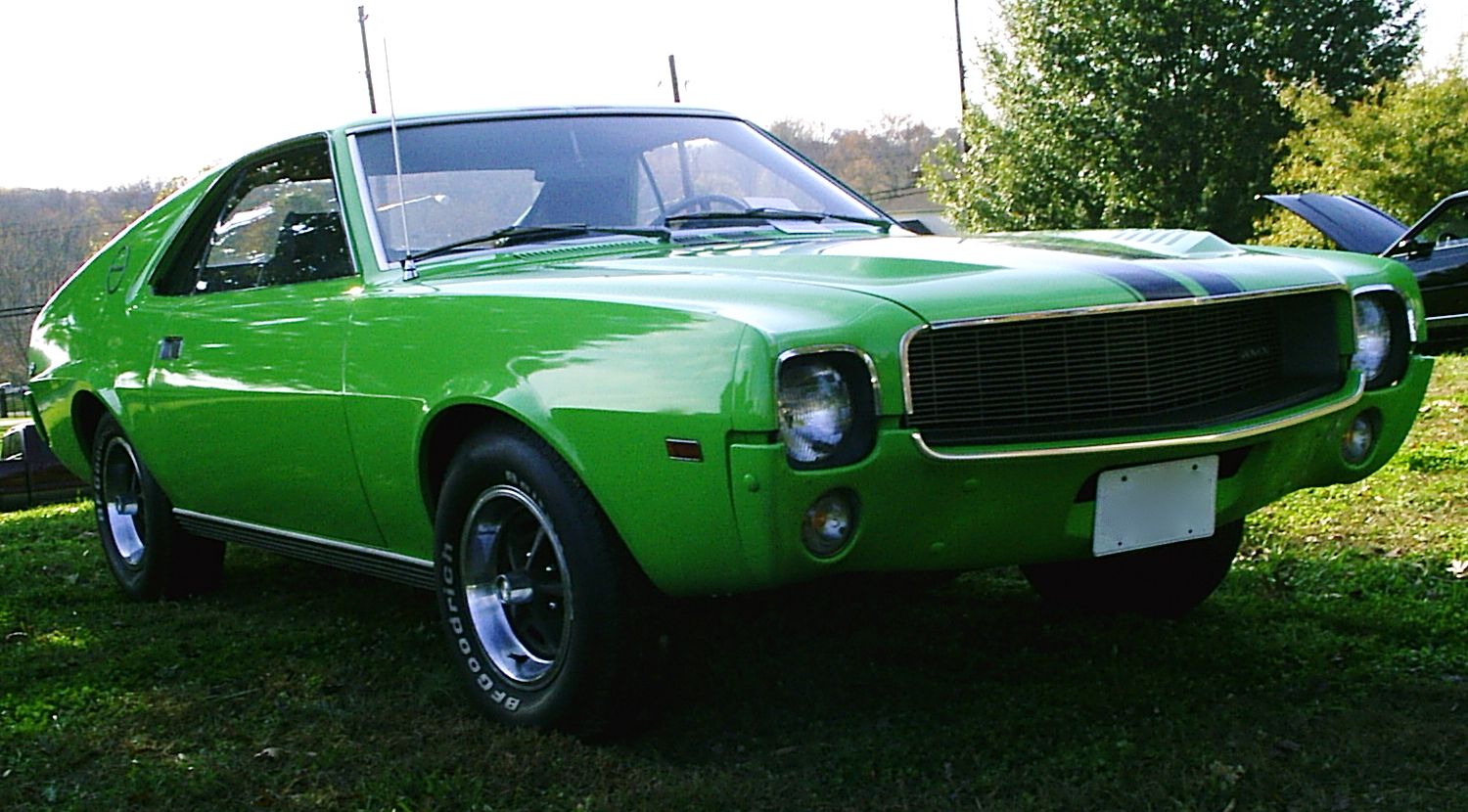
American Motors AMX de 1969

En un esfuerzo por mantenerse competitiva, American Motors produjo una amplia gama de productos durante la década de 1960 y agregó innovaciones mucho antes de que los "Tres Grandes" las introdujeran.
Por ejemplo, el Rambler de 1962 estaba equipado con un cilindro maestro en tándem estándar que brindaba capacidad de frenado incluso si se producía una fallo en el sistema de frenos. ünicamente Cadillac también incluyó esta función de seguridad seis años antes de que las normas de seguridad de EE. UU. la exigieran en todos los automóviles.
Rambler también fue uno de los primeros pioneros en ofrecer una secuencia del cambio automático ("P R N D2 D1 L", donde si se seleccionaba "D2", el automóvil arrancaba en segunda marcha, mientras que con "D1" comenzaba en primera) en su transmisión "Flash-O-Matic", un patrón similar al "PRNDSL" utilizado hoy en día, que se hizo obligatorio para los coches a partir de 1968, que requería una posición neutral entre marcha atrás y marcha, mientras que General Motors todavía ofrecía un selector de cambios que tenía la marcha atrás inmediatamente al lado de la marcha baja (PNDSLR) hasta bien entrada la década de 1960.
Algo único también en la industria automotriz de EE. UU., American Motors ofreció respaldos de los asientos delanteros ajustables desde su origen Nash, y en 1964, el Classic y el Ambassador estaban equipados con asientos delanteros dobles reclinables estándar casi una década antes de que los Tres Grandes los ofrecieran como opción. Los frenos de disco Bendix se hicieron estándar en el Marlin y opcionales en otros modelos en 1965. Esto convirtió al Marlin en uno de los primeros coches estadounidenses modernos con frenos de disco estándar, mientras que los Tres Grandes no los ofrecieron hasta principios de la década de 1970 en la mayoría de sus modelos para satisfacer los requisitos establecidos en los Estándares Federales de Seguridad de Vehículos Motorizados.
En la primera parte de la década, las ventas fueron sólidas, gracias en gran parte a la experiencia de la empresa en la fabricación de automóviles pequeños, que se pusieron de moda en 1961. Tanto en 1960 como en 1961, Rambler ocupó el tercer lugar entre las ventas de automóviles nacionales, lugar que pudo ocupar gracias a la solidez de las ventas de los modelos pequeños, incluso frente a la creciente afluencia de nueva competencia. La gestión estratégica de Romney tuvo mucho éxito, como se refleja en las saludables ganancias año tras año, hasta el punto de que la empresa quedó completamente libre de deudas. El éxito financiero permitió a su vez llegar a un acuerdo el 26 de agosto de 1961 con el sindicato United Auto Workers para suscribir un plan de participación en los beneficios que era nuevo en la industria automotriz. Su nuevo contrato laboral de tres años también incluía generosos aumentos salariales por mejoras anuales, así como aumentos automáticos por el incremento del costo de vida. Sin embargo, en 1962, Romney renunció a su cargo en American Motors para postularse al cargo de gobernador de Míchigan. Su sustituto fue Roy Abernethy, el exitoso ejecutivo de ventas de la compañía.
En 1964, la producción de Studebaker en los Estados Unidos había terminado y sus operaciones canadienses se cancelaron en 1966. Los "Tres Grandes", más las empresas de menor tamaño American Motors, Kaiser Jeep, International Harvester, Avanti y Checker eran los restantes fabricantes de automóviles de América del Norte.
Abernethy creía que la reputación de American Motors de construir autos económicos y fiables podía traducirse en una nueva estrategia que permitiría mantener fieles a los compradores de AMC a medida que cambiaban sus preferencias a vehículos más grandes y más caros. American Motors, en realidad, había producido automóviles grandes durante la mayor parte de su historia, y los Rambler Ambassador eran tan grandes como un Ford o Chevrolet de tamaño completo. De hecho, su gama solo careció de coches de gran tamaño en 1963 y 1964. Los primeros coches que llevaron su firma fueron los modelos de 1965, que supusieron un cambio de imagen importante con respecto a la nueva plataforma que se acababa de presentar en 1963. Se trataba de una serie del Ambassador más larga y de nuevos descapotables para los modelos más grandes. A mediados de año se agregó un fastback, el Marlin, que competía directamente con modelos como el Dodge Charger. El coche de "tamaño familiar" de American Motors enfatizaba el lujo en un vehículo de uso diario.

### Decisiones difíciles
La búsqueda continuaba "en la carrera más dura del mundo de los negocios: la enconada competencia contra los tres grandes fabricantes de automóviles". Esto significó cambios de estilo anuales en la gama de vehículos, lo que implicaba grandes gastos de ingeniería. La confianza total de la gerencia de American Motors "en que los nuevos modelos de 1965 detendrían un incómodo declive" en realidad comenzó a verse defraudada en la cuota de ventas.
Además, en el otoño de 1966 se lanzó una nueva línea de coches rediseñados en las gamas de tamaño completo y mediano. Los coches recibieron elogios por su estilo fluido, y las ideas de Abernethy funcionaron cuando las ventas de Ambassador aumentaron significativamente. Sin embargo, los diseños anticuados de los Rambler American perjudicaron su cuota de mercado, lo que contrarrestó las ganancias de las ventas del Ambassador. Además, se produjeron problemas de control de calidad con la introducción de los nuevos automóviles de tamaño completo, así como rumores persistentes sobre la desaparición de la empresa debido a su precario flujo de efectivo. Las calificaciones negativas de Consumer Reports sobre la seguridad de American Motors tampoco ayudaron a revertir la situación.
Abernethy también pidió que se restara énfasis a la marca Rambler, porque creía que el público la asociaba demasiado con los coches económicos y que estaba obstaculizando la venta de otros modelos de American Motors en un momento en que las ventas de automóviles medianos y de lujo eran muy altas. En consecuencia, ordenó que para 1966, el Ambassador y el Marlin fueran identificados puramente como productos de American Motors. Al principio, el cambio de estrategia parecía estar funcionando, porque las ventas de los Ambassador rediseñados de 1965 y 1966 mejoraron, incluso cuando la producción general de AMC disminuyó desde el nivel récord alcanzado en 1963. Sin embargo, los beneficios de la compañía fueron de apenas 27 centavos por acción, el más bajo desde que AMC hizo su famoso regreso a los automóviles compactos en 1958. Los inversores recibieron un mensaje de la cambiante fortuna del fabricante de automóviles cuando el informe financiero anual de la compañía de 1966 se entregó en un envoltorio marrón liso, en lugar de la cubierta brillante del año anterior.
También se programó un diseño completamente nuevo para los modelos más grandes de 1967. Esta estrategia agregó 60 millones de dólares en costos de reequipamiento, un lastre importante para la empresa. Los nuevos modelos compartían menos piezas entre sí y eran más caros de construir. Abernethy continuó con su objetivo de situar los nuevos diseños del Rebel y el Ambassador en igualdad de condiciones en el competitivo sector de los modelos económicos comercializados por los Tres Grandes.
American Motors no tenía su propio programa de automóviles eléctricos como los Tres Grandes, y después de algunas negociaciones, se firmó un contrato en 1967 con Gulton Industries para desarrollar una nueva batería basada en el uso de litio y un controlador de velocidad diseñado por Victor Wouk. Un Rambler familiar de 1969 alimentado por baterías de níquel-cadmio sirvió de demostración de los sistemas de energía en lo que, según el científico, era un "automóvil maravilloso". Este fue también el comienzo de otros vehículos experimentales de American Motors de tipo "enchufable" desarrollados con Gulton: el AMC Amitron y el Electron.
Aunque los nuevos modelos fueron bien recibidos por los medios de la industria del motor, las ventas del último trimestre de AMC que finalizaron el 30 de septiembre de 1966 (AMC no estaba en un año fiscal coincidente con el calendario) fueron decepcionantes. La compañía registró unas pérdidas en el balance de 12.648.000 de dólares para el año antes de Créditos Fiscales y Activos por Impuestos diferidos. En ese momento, la Junta había perdido la confianza en Abernethy debido a los enormes gastos que habían desestabilizado la empresa, y cada año bajo su liderazgo, la empresa había sufrido enormes pérdidas financieras. Como resultado, Abernethy se vio obligado a "jubilarse anticipadamente" de American Motors el 9 de enero de 1967, siendo reemplazado por Roy D. Chapin Jr. (hijo del fundador de Hudson Motors, Roy D. Chapin). Chapin rápidamente realizó cambios en las ofertas de American Motors y trató de recuperar su participación en el mercado, centrándose en mercados demográficamente más jóvenes. La primera decisión de Chapin fue reducir el precio del Rambler hasta dejarlo a 200 dólares del Volkswagen Escarabajo básico. Las ideas de promoción de mercado innovadoras incluyeron instalar aire acondicionado estándar en todos los modelos Ambassador de 1968 (disponible como una opción que se podía rechazar). Esto convirtió a American Motors en el primer fabricante de automóviles de EE. UU. en producir equipos estándar de aire acondicionado en una línea de automóviles, precediendo incluso a marcas de lujo como Lincoln, Imperial y Cadillac.
La compañía presentó diseños atractivos para participar en el auge del mercado de los muscle cars de la década, como el AMX, mientras que el Javelin se convirtió en la baza de la compañía en el mercado deportivo de pony cars surgido a raíz del lanzamiento del Ford Mustang. Se obtuvo efectivo operativo adicional en 1968 a través de la venta de Kelvinator Appliance, en otra época una de las unidades operativas centrales de la empresa. La venta de Kelvinator dejó a American Motors como una empresa reducida, que fabricaba únicamente automóviles.
La marca Rambler se suspendió en 1968, dejando solo el Rambler American como el último producto en llevar el nombre, hasta 1969. Pero la marca continuó usándose en los mercados de exportación, siendo México el último mercado en usarla en 1983. A partir de 1970, American Motors fue la marca utilizada para todos los automóviles de pasajeros de la compañía; que a partir de aquella fecha llevaron el nombre de la empresa y el nuevo logo corporativo. Sin embargo, los nombres "American Motors" y "AMC" se usaron indistintamente en las publicaciones corporativas hasta bien entrada la década de 1980. El problema de la marca se complicó aún más cuando los automóviles de pasajeros Eagle 4x4 de la compañía se comercializaron como "American Eagle" en la década de 1980.

## Desarrollos de productos de la década de 1970
Todoterrenos

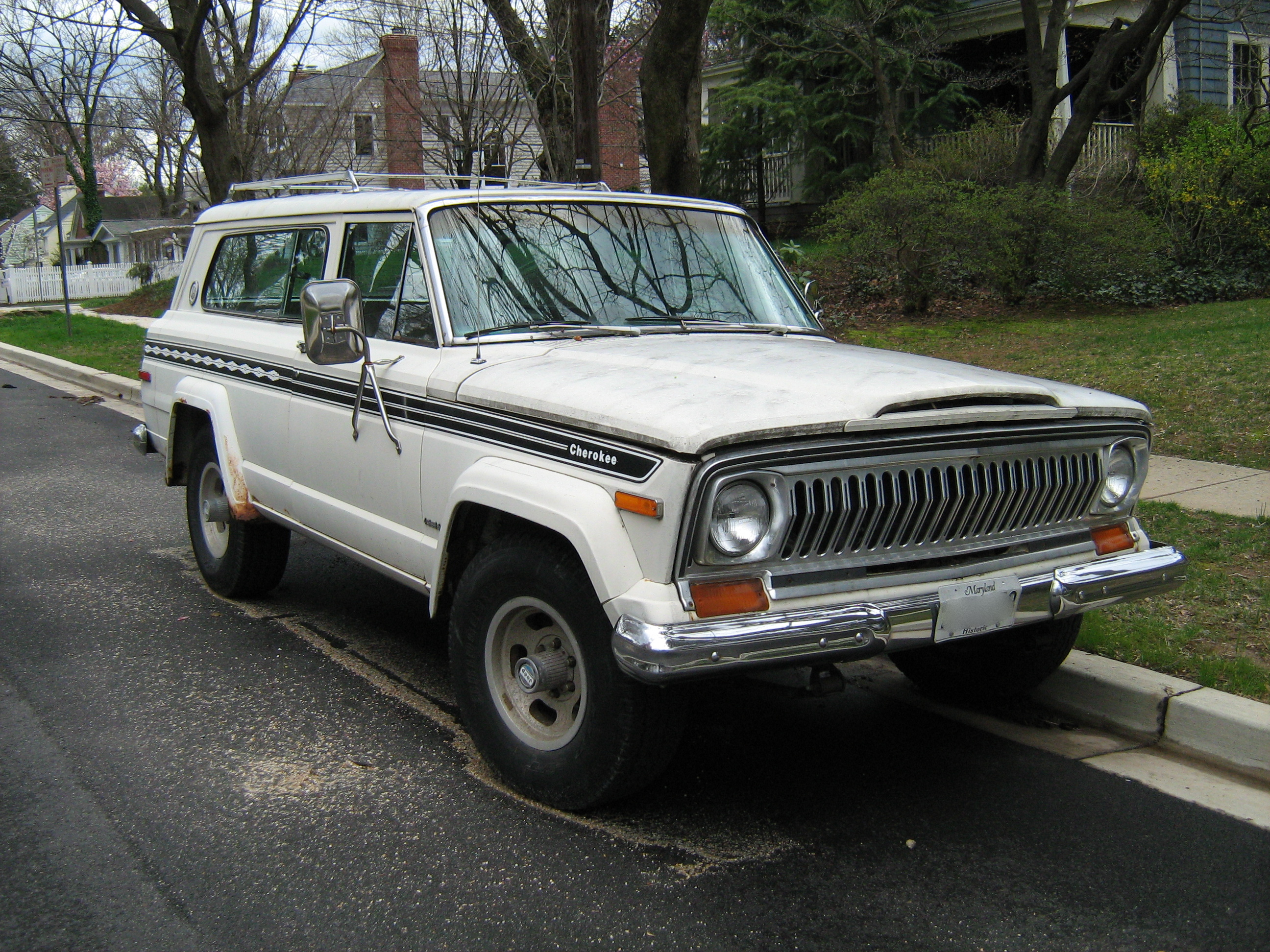
Jeep Cherokee (SJ) Chief S

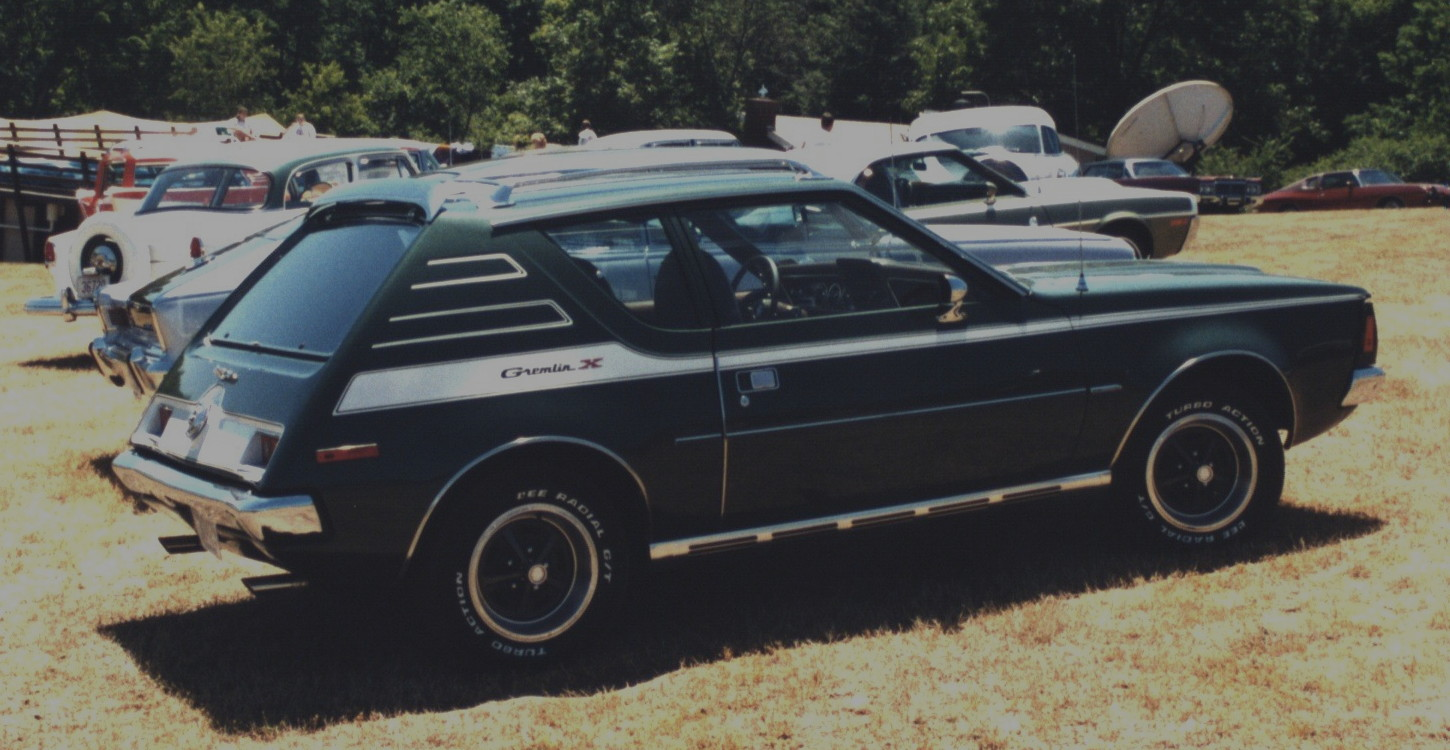
Gremlin X de 1972

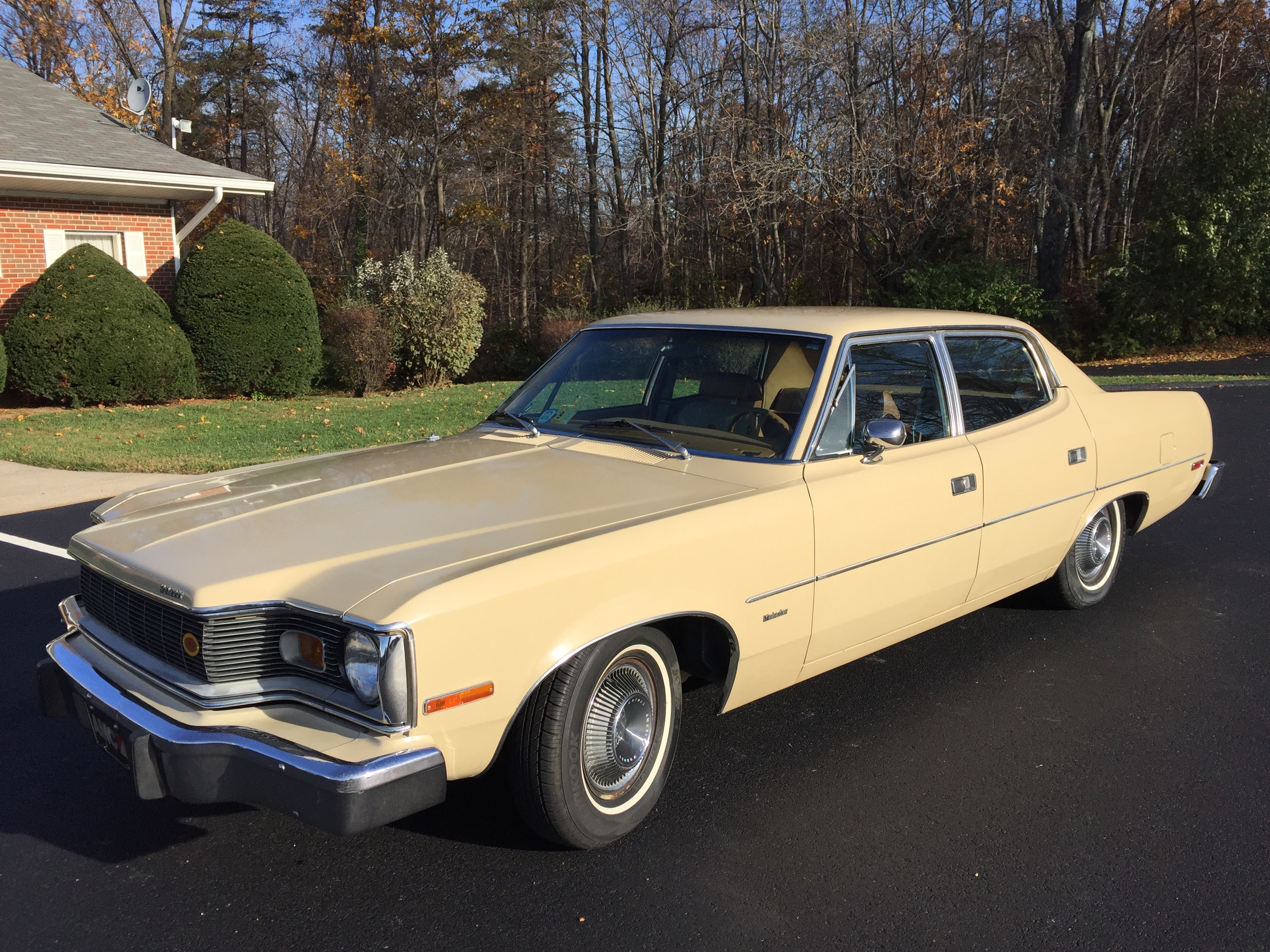
Matador sedán de segunda generación (1975)

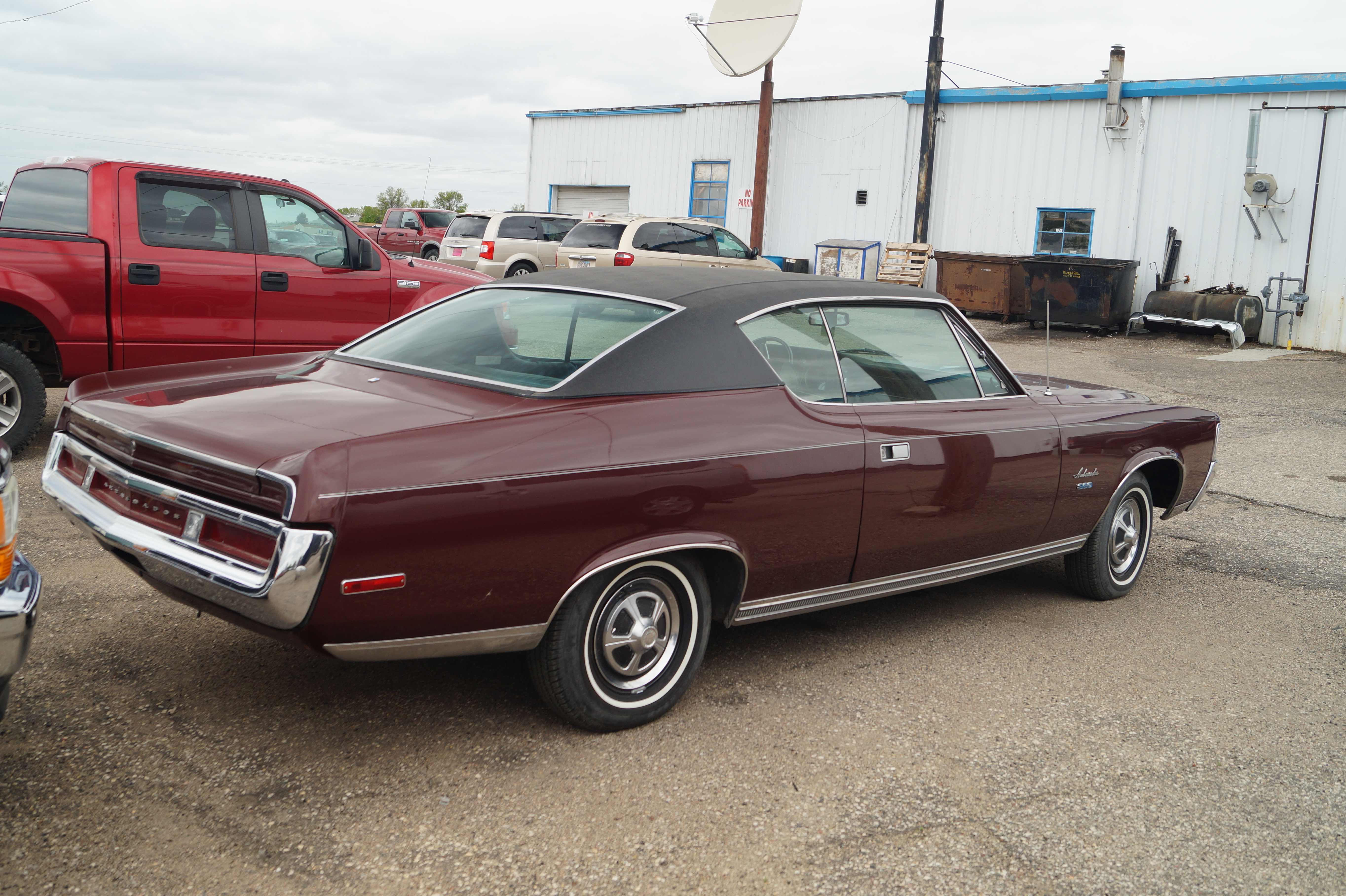
Ambassador "hardtop" de 1971 con interior "Brougham"

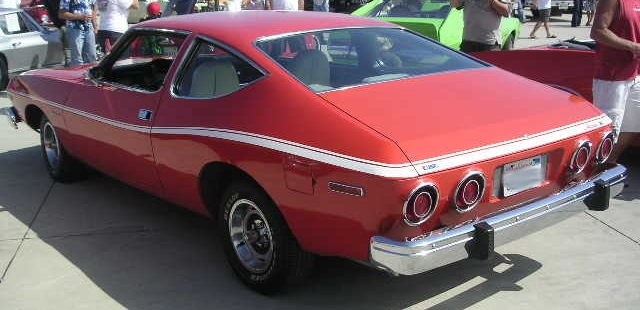
Matador X Cupé de 1974

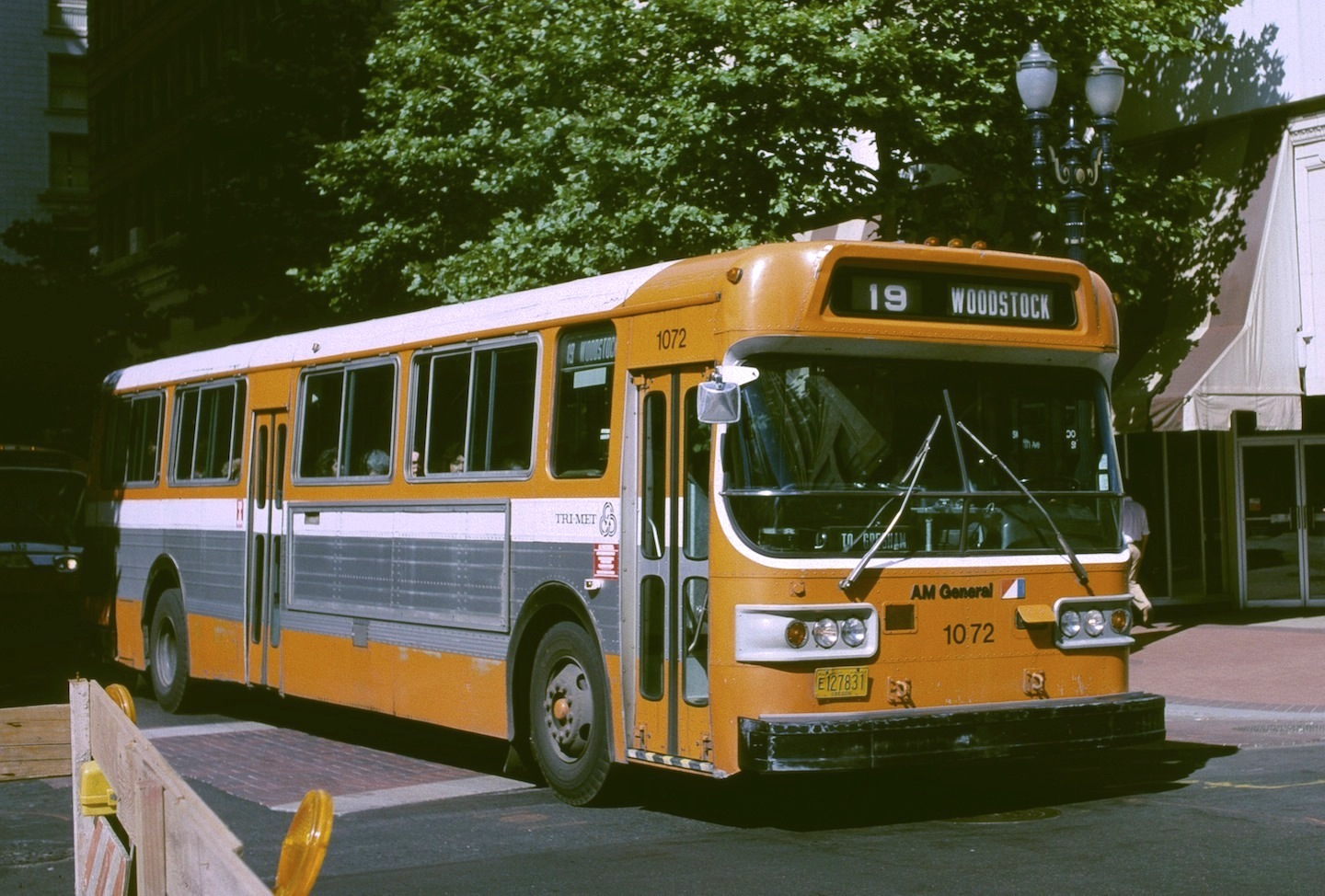
Autobús AM General

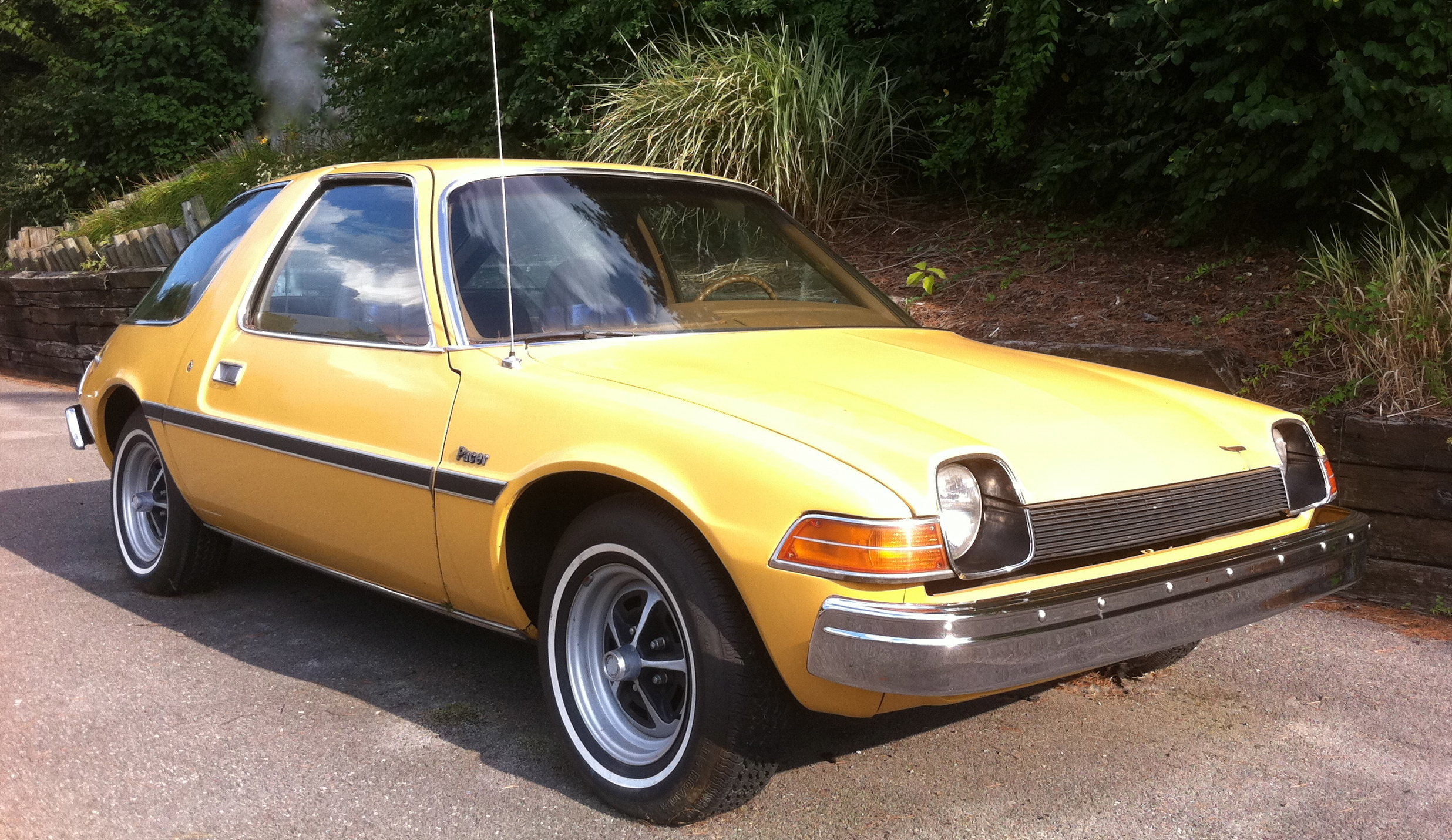
AMC Pacer de 1975

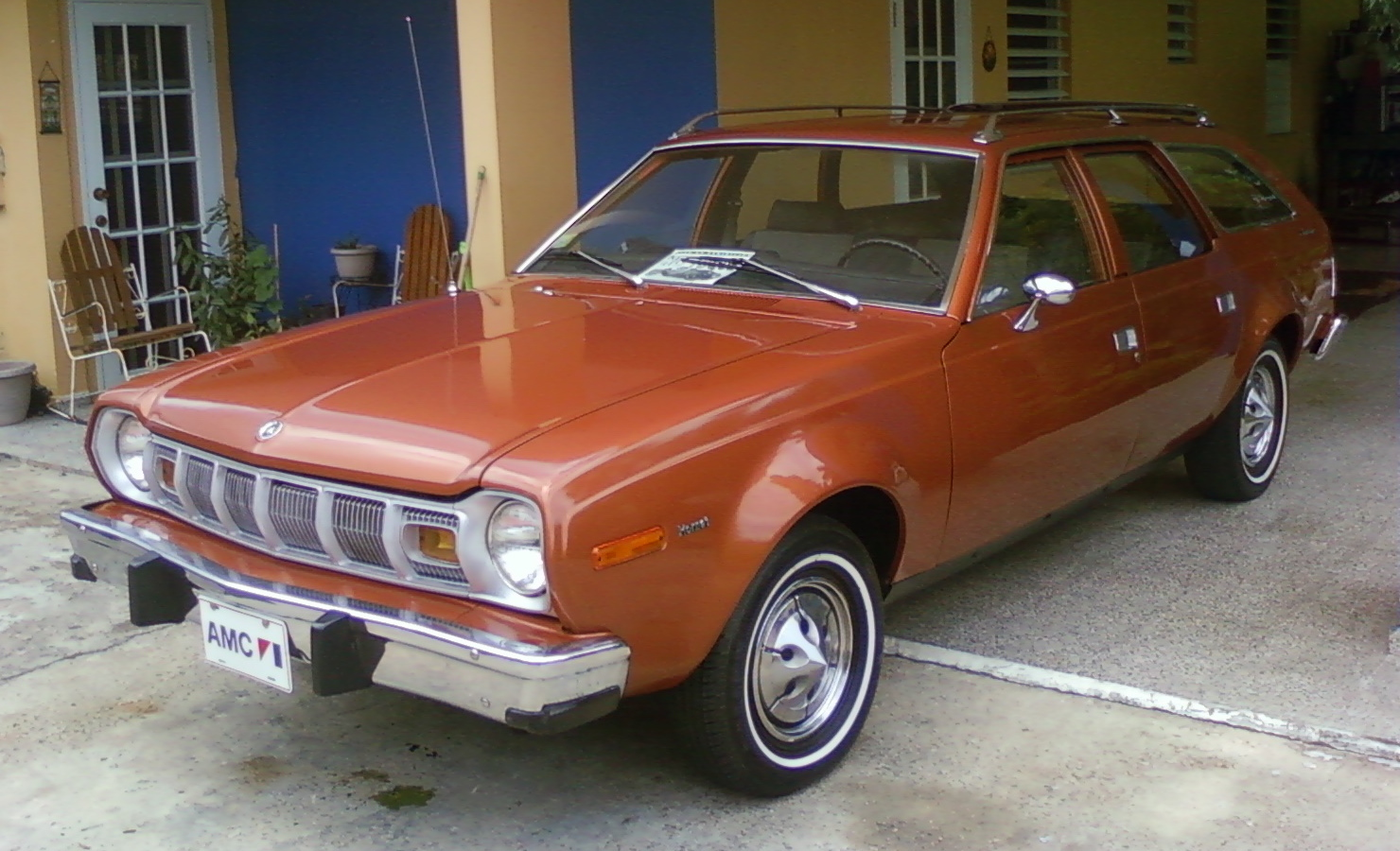
Hornet Sportabout de 1976

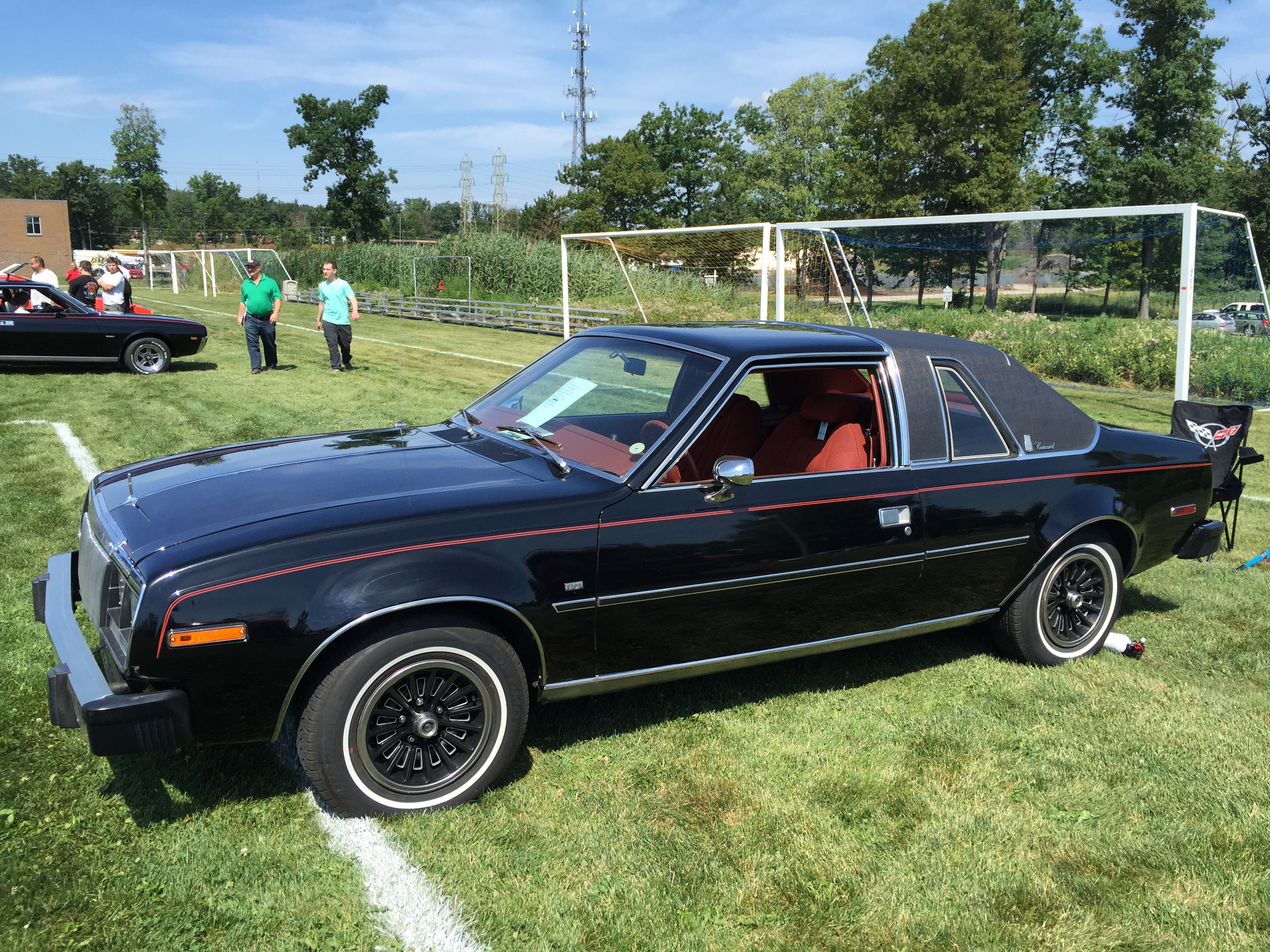
Concord dos puertas sedán de 1979

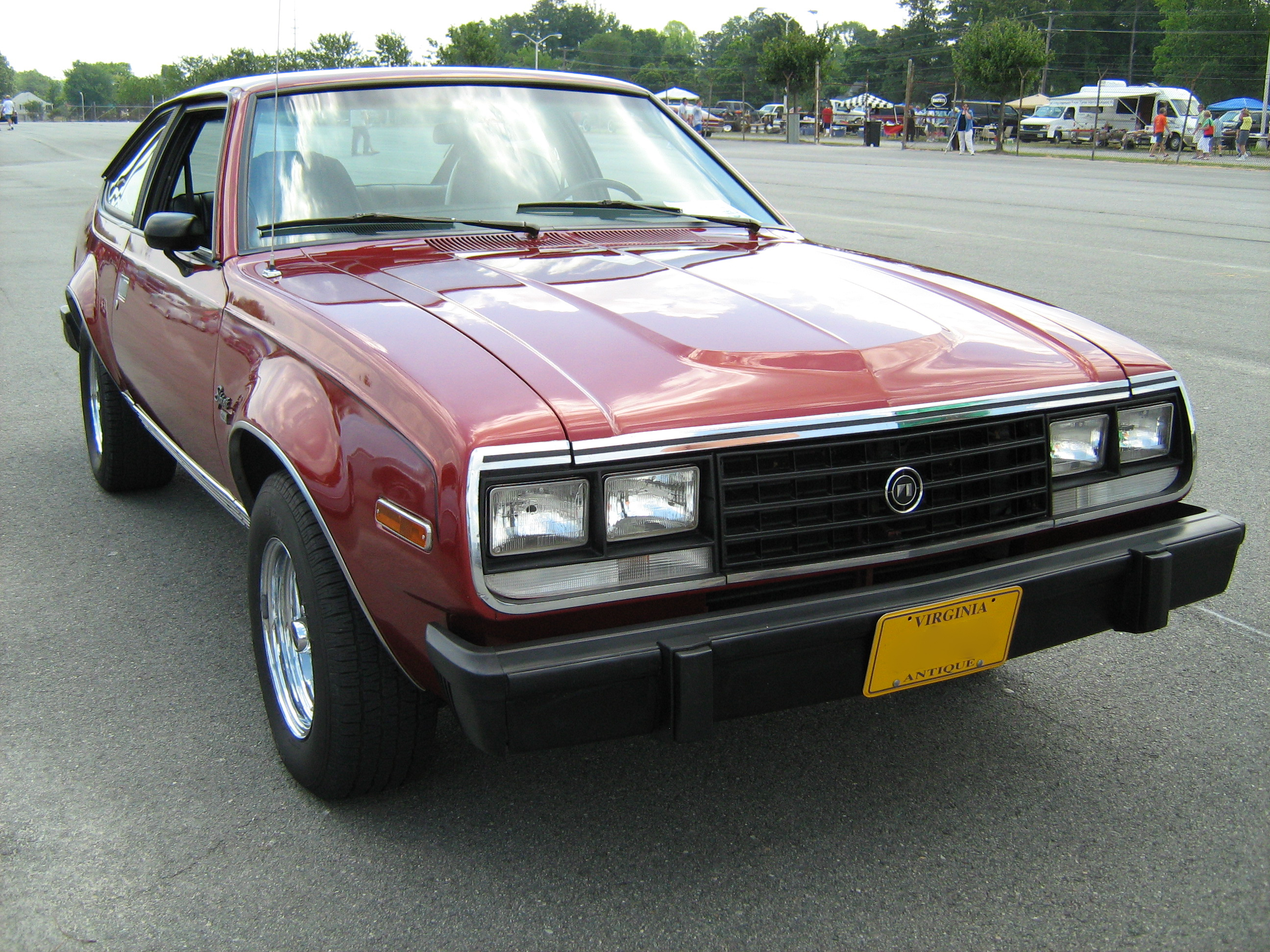
Spirit GT de 1979

A fines de la década de 1960, Kaiser Jeep Corporation (anteriormente Willys-Overland Motors-Overland) decidió abandonar la industria automotriz y buscó un comprador para su división Jeep, que perdía dinero. El vicepresidente de fabricación de American Motors, Gerald C. Meyers, encabezó el equipo enviado para evaluar las fábricas Jeep de Kaiser. Aunque la alta gerencia de AMC se opuso, Chapin tomó una decisión importante en febrero de 1970 para comprar las operaciones de Jeep de Kaiser por 70 millones de dólares. Aunque era una apuesta arriesgada, Chapin creía que los vehículos Jeep complementarían el negocio de automóviles de pasajeros de American Motors. El mercado de Jeep también tenía la ventaja de que los Tres Grandes no tenían presencia en él y, por lo tanto, no había competencia. American Motors ganó la icónica marca Jeep de camiones ligeros y todoterrenos, así como los contratos gubernamentales de Kaiser-Jeep, en particular la línea M151 de Jeeps militares y el suministro de los Jeeps DJ-Series del Servicio Postal. American Motors también amplió su red internacional. El negocio militar y de productos especiales se reconstituyó como la División de Productos Generales de American Motors, y luego se reorganizó como AM General.
Hornet y Gremlin
En 1970, American Motors agrupó todos los automóviles de pasajeros bajo una identidad de marca distinta y debutó con la gama Hornet de coches compactos. El Hornet y el posterior Gremlin compartieron plataforma. Posteriormente, el Gremlin, el primer subcompacto fabricado en América del Norte, vendió más de 670.000 unidades entre 1970 y 1978. El Hornet se convirtió en el automóvil de pasajeros más vendido de American Motors desde el Rambler Classic, con más de 860.000 unidades vendidas cuando terminó su producción en 1977. La plataforma del Hornet continuó construyéndose para distintos modelos hasta 1987.
Durante un tiempo, tanto el Hornet como el Gremlin se podían pedir con interiores de mezclilla suministrada por Levi Strauss.
Matador
El nuevo AMC Matador de tamaño mediano y renovado reemplazó al Rebel en 1971, utilizando una campaña publicitaria que preguntaba: "¿Qué es un Matador?" En 1972, American Motors ganó la licitación para los coches de patrulla del Departamento de Policía de Los Ángeles, y el departamento utilizó los Matador de 1972 a 1975, reemplazando al Plymouth Satellite. American Motors suministró al propietario de la productora Mark VII Limited, Jack Webb, dos Matador, un sedán y un familiar, para usar en su popular serie de televisión Adam-12, aumentando la popularidad del modelo. Además se incorporaron a distintas flotas como taxis, vehículos gubernamentales, policiales y de bomberos en algunos estados.
En 1973, American Motors firmó un acuerdo de licencia con Curtiss-Wright para fabricar un motor Wankel para turismos y todoterrenos.
A partir de 1974, el sedán y el familiar se renovaron levemente, con nuevos frontales y diseños traseros más cuadrados, pasando a la categoría de tamaño completo. Este modelo de segunda generación se fabricó prácticamente sin cambios hasta 1978.
Ambassador
A partir de 1970, el Rebel y el Ambassador eran idénticos desde la parte trasera del pilar A. El Ambassador continuó como el modelo de lujo de American Motors con más opciones de confort y con aire acondicionado de serie. Desde el pilar A hacia adelante,  fue rediseñado y alargado 7 pulgadas (178 mm) para convertirse en el más grande de la compañía, poco antes de que el embargo petrolífero de 1973 provocase el racionamiento de la gasolina en todo el país. La longitud adicional se debió a un nuevo diseño de la parte delantera y parachoques de absorción de energía más eficaces obligatorios para todos los automóviles vendidos en los EE. UU. Las ventas de todos los automóviles grandes cayeron debido a problemas económicos y al aumento de los precios de la gasolina. El Ambassador se convirtió en un automóvil de tamaño completo en 1974 y se suspendió después de aquel año, dejando solo al Matador como la oferta de tamaño completo de American Motors. Nash y American Motors fabricaron el Ambassador de 1927 a 1974, el período más largo del uso del mismo nombre de modelo para cualquier producto de American Motors y, en aquel momento, la marca de identificación utilizada de forma continua por más tiempo en la industria.
Matador Cupé
En 1974, el Matador de primera generación de dos puertas con techo rígido, conocido como el "ladrillo volador" debido a su pobre aerodinámica en las carreras de la NASCAR, fue reemplazado a un gran costo por un cupé de dos puertas elegante, de forma suave y estilo radical. El modelo recibió elogios por su diseño, incluido el "Auto con mejor estilo de 1974" de la revista Car and Driver, satisfacción del cliente, y vendió casi 100.000 unidades durante un período de cinco años. El Matador Cupé compartía pocos componentes con el sedán y el familiar además de la suspensión, el tren de transmisión, algunas molduras y unas pocas piezas interiores.
Autobuses Metropolitan
En 1974, la subsidiaria AM General de American Motors comenzó a construir autobuses de tránsito urbano en cooperación con Flyer Industries de Winnipeg, Manitoba. Se construyó un total de 5.431 autobuses "Metropolitan", incluidos 219 trolebuses, antes de que cesara la producción en 1979. La producción de autobuses diésel había cesado en 1978, y solo la producción de trolebuses tuvo lugar solo en 1979.
Pacer
El AMC Pacer, un modelo completamente nuevo e innovador presentado en marzo de 1975 y comercializado como "el primer automóvil pequeño ancho", era un subcompacto diseñado para brindar la comodidad de un automóvil de tamaño completo. Su desarrollo de preproducción coincidió con la introducción de las estrictas regulaciones federales de seguridad y control de emisiones en EE. UU.
Con la crisis del petróleo de 1973, se canceló el programa del motor Wankel en torno al cual se había diseñado el Pacer, ya que su consumo de combustible superaba al de los motores convencionales de potencia similar. Por lo tanto, se utilizó el motor AMC XJ 4.0 de 258 y 232 plg³ (4,2 y 3,8 L) que ya había sido desarrollado por American Motors. La economía de combustible fue mejor que la de un motor rotativo, pero todavía relativamente insuficiente a la luz del nuevo enfoque en la eficiencia energética. Además, como el Pacer compartía pocos componentes además del tren motriz con otros coches de la compañía, era costoso fabricarlo y el costo aumentó cuando las ventas cayeron abruptamente después de los primeros dos años.
Los costos de desarrollo y de producción del Pacer y del Matador Cupé agotaron el capital que, de lo contrario, podría haberse invertido en actualizar las líneas más populares del Hornet y el Gremlin, de modo que, hacia finales de la década de 1970, la compañía se enfrentó a la creciente crisis energética con productos obsoletos que no eran competitivos en unos mercados muy concurridos. Sin embargo, "los automóviles usados de AMC, desde 1967, tenían la ventaja de una buena cobertura de garantía... por lo que la mayoría de los propietarios eran conscientes de las ventajas del mantenimiento económico de los automóviles de bajo costo... Las unidades AMC [se convirtieron] en algunas de las mejores compras en el mercado de automóviles usados" en 1975.
En el Gremlin de 1977 se habían rediseñado los faros, la parrilla, el portón trasera y el frontal. Para optimizar el consumo durante la crisis del petróleo, American Motors ofreció el automóvil con un motor Volkswagen de 4 cilindros y 2 L (122 plg³) diseñado por Audi, más eficiente en el consumo de combustible. La construcción del motor fue costosa para American Motors y el Gremlin retuvo el 232 plg³ (3,8 L) menos costoso pero también menos económico como equipo estándar.
La placa de identificación AMX se revivió en 1977. Era un paquete de aspecto deportivo disponible para el Hornet "hatchback" con actualizaciones, así como el motor de seis cilindros en línea y 258 plg³ (4,2 L) de serie, con una opción de transmisión automática de tres velocidades o manual de cuatro velocidades. El motor V8 de 304 plg³ (5 L) era opcional con la transmisión automática.
Como todos los Matador, recibieron equipo estándar que antes era opcional (como por ejemplo, la dirección asistida y la transmisión automática), y se eliminó el paquete "Brougham". Opcional en el Matador cupé era un techo de vinilo landau con ventanas de ópera, y los Barcelona de primera línea ofrecían una nueva pintura de dos tonos.
Concord
Para 1978 se rediseñó la plataforma del Hornet con una adaptación del nuevo diseño frontal del Gremlin, que se rebautizó como AMC Concord. American Motors lo promocionó en el segmento de mercado emergente de los "compactos premium", prestando especial atención a la conducción, al equipo estándar, al acabado y al lujo interior.
Los Gremlin tomaron prestado el panel de instrumentos del Concord, así como un paquete de apariencia deportiva GT inspirado en Hornet AMX y un nuevo tratamiento de rayas para los modelos X.
El capó del AMC Pacer se modificó para acomodar el motor V8, y un paquete deportivo reemplazó al paquete X anterior. Con la caída de las ventas del Matador en sus versiones cupé, sedán y familiar, se eliminó el motor V8 de 304 plg³ (5 L), dejando solo el I6 de 258 plg³ (4,2 L) (estándar en cupé y sedán) y el V8 de 360 plg³ (5,9 L) (opcional en el cupé y el sedán, estándar en el familiar). El paquete de lujo Barcelona de dos tonos se ofreció en los sedanes Matador y se introdujo la pintura roja de dos tonos como una opción adicional. La producción del Matador cesó al final del año del modelo, con ventas totales de 10.576 unidades. El Matador ya no era atractivo, ya que los fabricantes de automóviles luchaban por superar los problemas económicos, incluidos los aumentos continuos del precio del combustible y la inflación interna de dos dígitos.
Spirit
En 1979, el sedán Spirit reemplazó al Gremlin. Una nueva versión con portón trasero del automóvil, el Spirit liftback tuvo mucho éxito.
En diciembre, la producción del Pacer cesó después de que se construyera una pequeña serie de modelos de 1980 para agotar las existencias de piezas.
Los Concord recibieron un nuevo tratamiento frontal y, en su última temporada, los "hatchback" estuvieron disponibles en versión DL. El 1 de mayo de 1979, American Motors conmemoró el 25.º aniversario de la fusión Nash-Hudson con las ediciones "Silver Anniversary" del AMC Concord y el Jeep CJ en dos tonos plateados (los jeeps representaban entonces alrededor del 50 por ciento de las ventas de la empresa y la mayoría de sus ganancias); y se presentó en las salas de exposición de los concesionarios LeCar, una versión estadounidense del Renault 5 (un modelo pequeño y de bajo consumo de combustible).
Los modelos Concord y Spirit se dejaron de producir después de 1983.

## Situación financiera y asociación con Renault

### Finales de la década de 1970

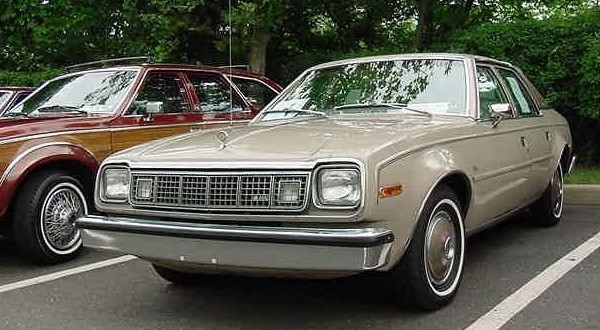
AMC Concord de 1978

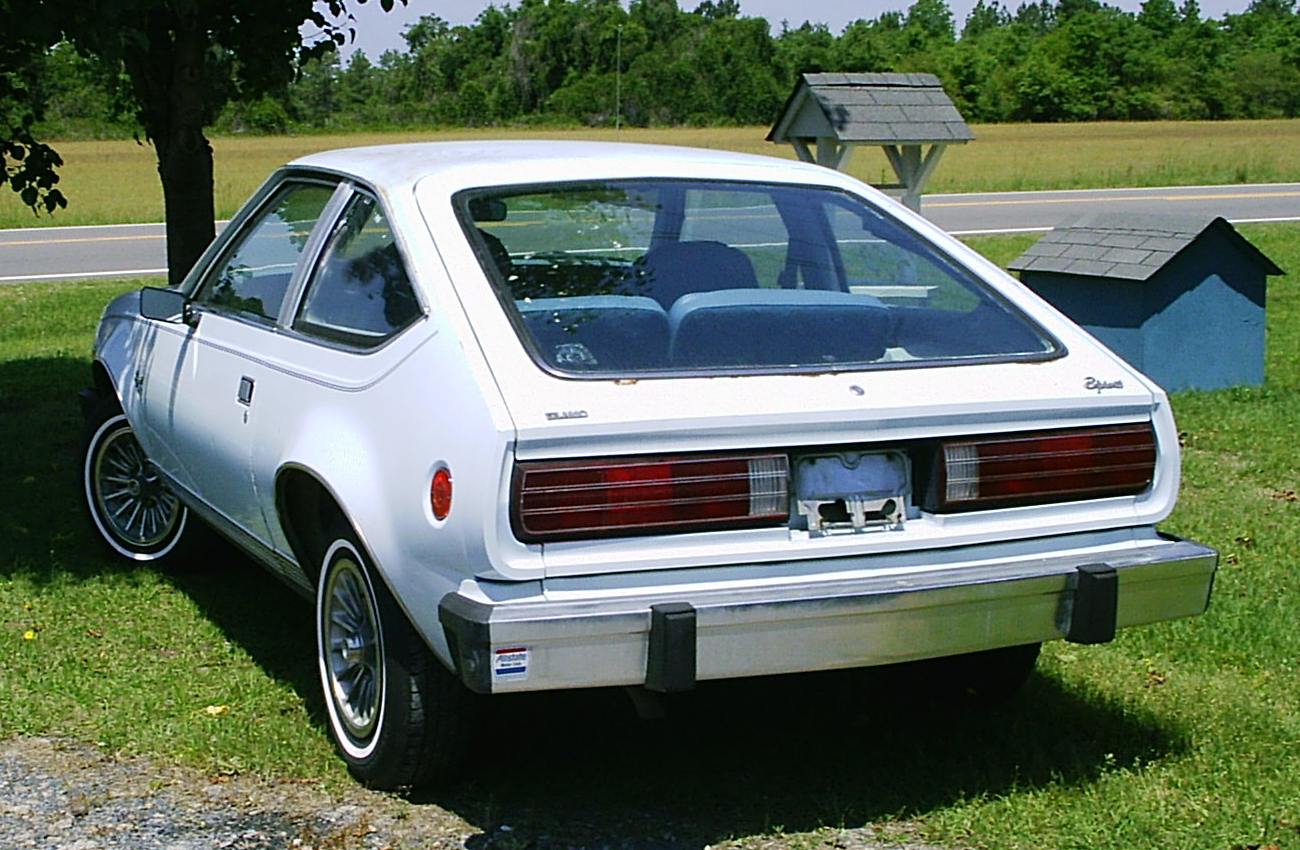
AMC Spirit liftback

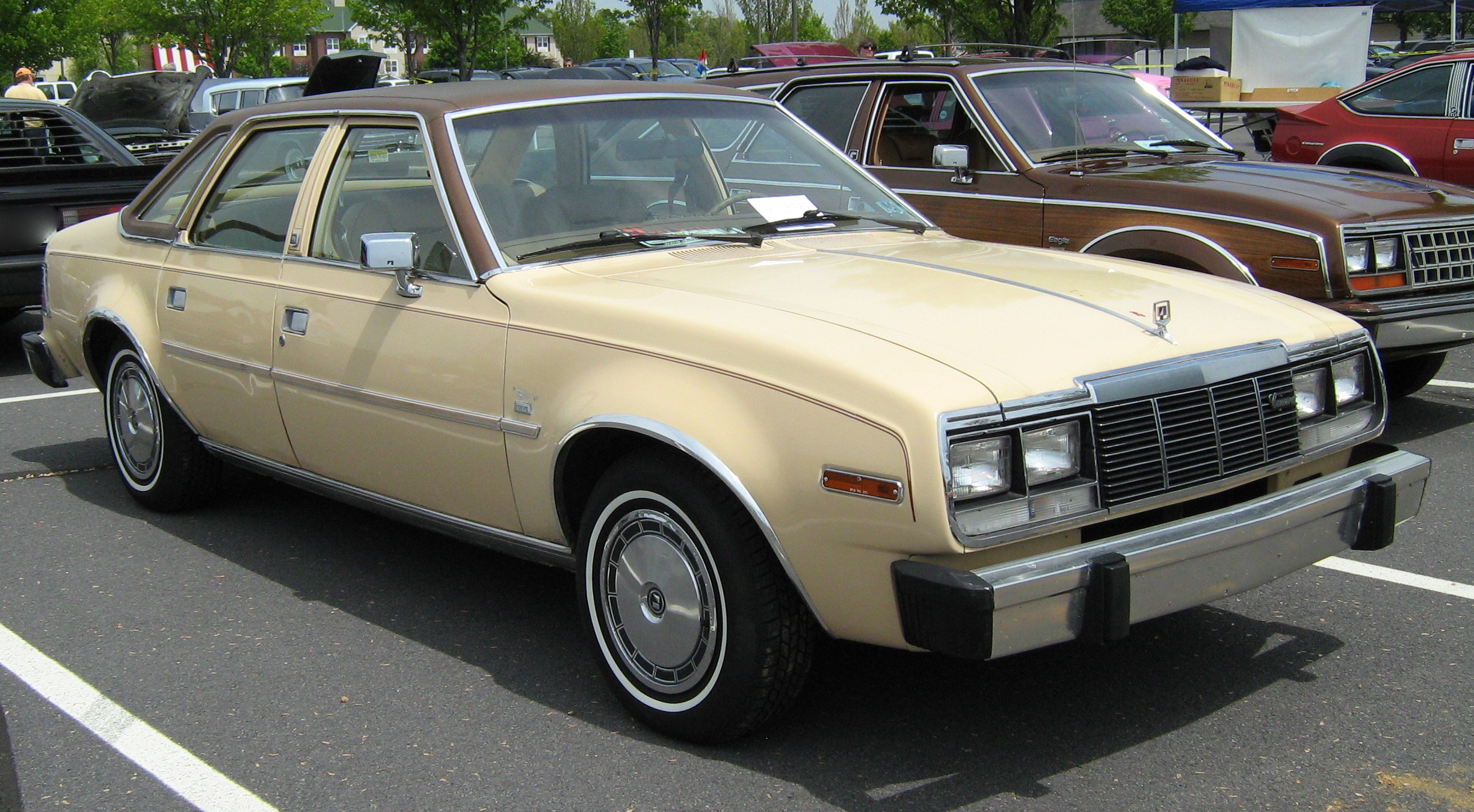
AMC Concord de 1981

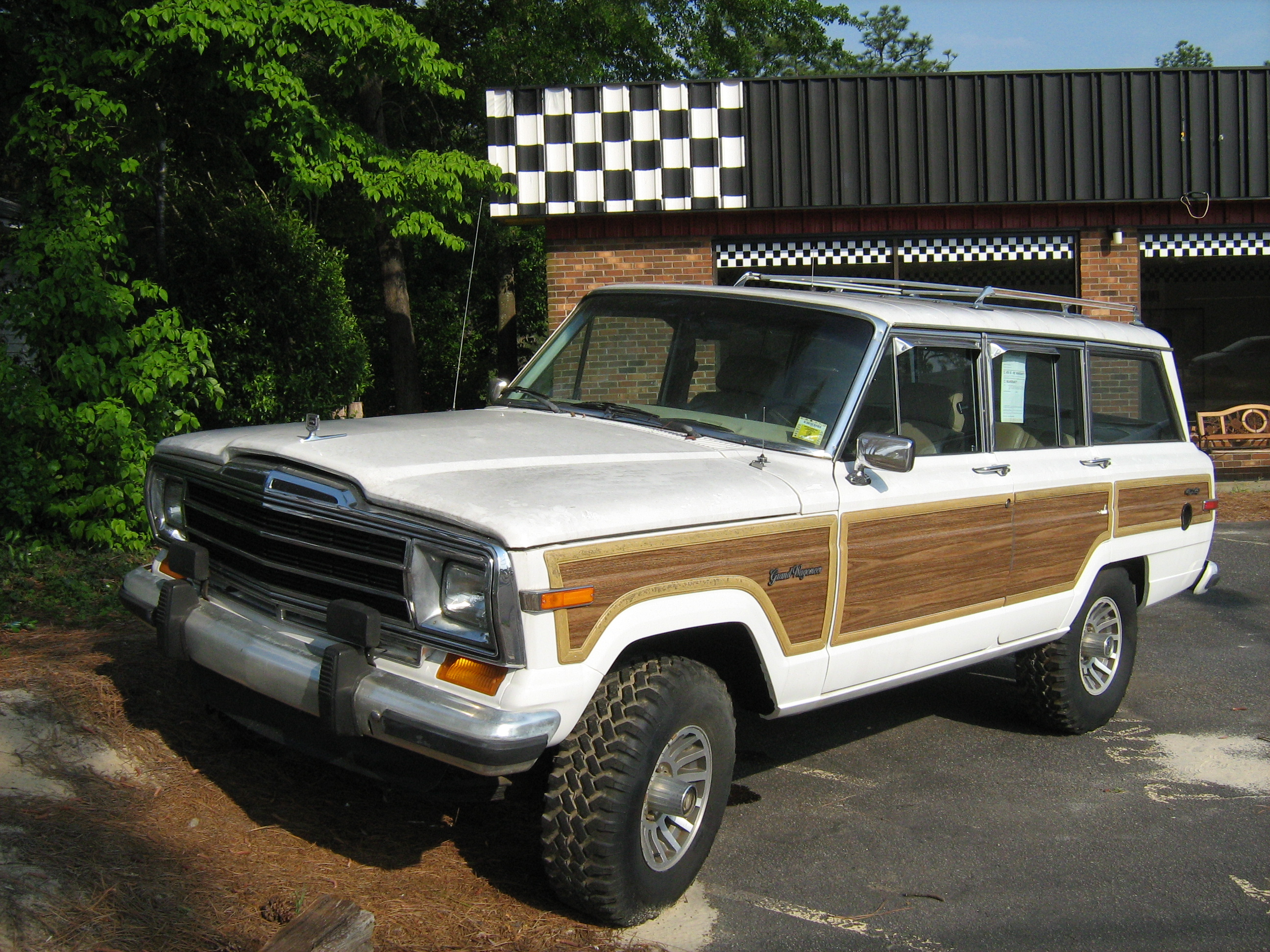
Jeep Grand Wagoneer

En febrero de 1977, la revista Time informó de que aunque American Motors había perdido 73,8 millones de dólares en los dos años fiscales anteriores, los bancos estadounidenses habían acordado una prórroga de un año para un crédito de 72,5 millones que había vencido en enero; que los accionistas no habían recibido dividendos desde 1974; y que las ventas del Pacer no coincidían con las expectativas. Sin embargo, Time reseñó las ventas récord de Jeep y la acumulación de pedidos de autobuses de AM General.
En julio de 1977, se anunció que la Administración de Servicios Generales del gobierno federal de los EE. UU. había otorgado a AMC un contrato de tres años por valor de 15 millones de dólares para arrendar 5.838 automóviles. Desde el comienzo del año fiscal del 1 de octubre de 1976, la GSA había comprado 8.700 automóviles de AMC por 30 millones de dólares.
El 21 de octubre de 1977, Roy Chapin Jr. se jubiló y Gerald C. Meyers fue elegido presidente y director ejecutivo.
El 31 de marzo de 1978, American Motors y Renault anunciaron un amplio acuerdo para la fabricación y distribución conjunta de automóviles y camiones que reportaría beneficios a las dos compañías. Un mes después, American Motors anunció que detendría la producción de autobuses urbanos estándar después de que su subsidiaria, AM General, vendiera alrededor de 4.300 unidades durante un período de tres años. En mayo de 1978, la Agencia de Protección Ambiental de EE. UU. ordenó la retirada de todos los coches de 1976 de American Motors (excepto los que cumplían con las regulaciones de emisiones de California), unos 270.000 vehículos, más 40.000 Jeeps y mini camiones de 1975 y 1976, para corregir un fallo en el sistema de control de la contaminación. El costo total de la operación se estimó en unos 3 millones, más de lo que AMC había ganado en el trimestre anterior.
American Motors perdió aproximadamente 65 millones de dólares en sus automóviles convencionales (sin incluir los Jeep) durante el año fiscal que finalizó el 30 de septiembre de 1978, pero las fuertes ventas de Jeep ayudaron a la empresa a obtener una ganancia total de 36,7 millones sobre unas ventas totales de 2.600 millones de dólares. Sin embargo, American Motors tuvo que emprender costosos trabajos de ingeniería para que sus Jeeps cumplieran con una directiva federal para que todos los vehículos con tracción en las cuatro ruedas promediaran un consumo de 15 mpgAm (15,7 L/100 km) para 1981.
Un año después, con una participación del 1,83 % en el mercado estadounidense, la empresa llegó a un acuerdo con Renault, el fabricante de automóviles francés de propiedad estatal. American Motors recibiría una inyección de efectivo de 150 millones de dólares, 50 millones en créditos y también los derechos para comenzar a construir el Renault 5 en 1982. (ya se había firmado un acuerdo en 1979 para que los productos Renault se vendieran a través de la red de distribuidores de American Motors-Jeep). A cambio, Renault recibió una participación del 22,5 % de American Motors. Esta no era la primera vez que las dos empresas trabajaban juntas. Al carecer de su propia línea de modelos de prestigio a principios de la década de 1960, Renault ensambló kits CKD y comercializó modelos Rambler en Francia.
En 1979, American Motors anunció una ganancia récord de 83,9 millones de dólares sobre unas ventas totales de 3.100 millones (13 mil millones $ en 2023) para el año fiscal que finalizó en septiembre, a pesar de la recesión económica, el aumento de los precios de la energía, el aumento del desempleo estadounidense, el cierre de plantas de automóviles y una tendencia creciente del mercado estadounidense hacia los automóviles importados.

### Década de 1980
En 1980, todos los automóviles de American Motors recibieron un nuevo proceso anticorrosivo llamado Ziebart Factory Rust Protection. Esto incluyó tornillos de moldura aluminizados, revestimientos de guardabarros internos de plástico, acero galvanizado en cada panel exterior de la carrocería y un baño profundo (hasta la línea de las ventanillas) de imprimación con resina epoxi. American Motors respaldó el programa de protección contra la oxidación con un componente "No Rust Thru" de 5 años en su "Plan de protección del comprador" integral.
Una caída en las ventas de Jeep provocada por el declive de la economía y el aumento de los precios de la energía comenzaron a restringir el flujo de caja de American Motors. Al mismo tiempo, aumentó la presión sobre las líneas de productos de la compañía que no eran todoterrenos Jeep. Los lavados de cara y el cambio de marca de los automóviles que alguna vez fueron innovadores y exitosos de American Motors no fueron suficientes en un panorama competitivo que había cambiado drásticamente. La amenaza ya no se limitaba a los Tres Grandes fabricantes de automóviles de Detroit (General Motors, Ford y Chrysler). Los fabricantes japoneses (como Honda, Toyota y Nissan) utilizaban métodos de producción optimizados, como la subcontratación y la gestión de la cadena de suministro Just In Time (JIT), y contaban con sus propias nuevas plantas de ensamblaje altamente eficientes en los Estados Unidos. Y habían centrado su estrategia en el corazón de la línea de productos para pasajeros de American Motors: los coches pequeños.
Mientras que los estadounidenses recurrían cada vez más a las nuevas importaciones, American Motors continuó su lucha desde las ineficientes y envejecidas instalaciones de Kenosha, la planta de automóviles en funcionamiento continuo más antigua del mundo, donde los componentes y las carrocerías sin terminar aún tenían que transportarse a través de la ciudad.
A principios de 1980, los bancos negaron más crédito a American Motors. Al carecer tanto de capital como de recursos para lanzar nuevos productos verdaderamente modernos que se necesitaba ofrecer, la empresa recurrió a Renault para obtener un préstamo de 90 millones de dólares (333 millones $ en 2023). Para septiembre de ese año, la participación en el mercado estadounidense de American Motors había caído al 1,7%, y en noviembre las ventas cayeron un 19,1%. American Motors advirtió a los accionistas de que la empresa podría quebrar si no aprobaban un plan para que Renault adquiriera hasta el 59% de la empresa. El 16 de diciembre de 1980, los accionistas de American Motors "aprobaron abrumadoramente que Renault, propiedad del gobierno francés", fuera el principal propietario de su empresa. Jean-Marc Lepeu, extesorero corporativo de Renault, fue nombrado vicepresidente de finanzas de American Motors. En septiembre de 1981, Jose Dedeurwaerder, un veterano de Renault con 23 años en la compañía, principalmente en procesos de producción, fue nombrado vicepresidente ejecutivo de fabricación de American Motors.
En enero de 1982, el expresidente de la compañía, W. Paul Tippett Jr., reemplazó a Gerald C. Meyers como presidente y director ejecutivo, y Dedeurwaerder ascendió para ocupar el cargo de presidente. En ese momento, Renault poseía el 46 % de American Motors. Dedeurwaerder aportó una amplia perspectiva en este momento crítico: se le atribuye la racionalización de muchas de las misteriosas técnicas de gestión de American Motors. También instituyó importantes mejoras en los diseños de planta, así como en el control de costos y calidad.
Renault, después de haber aumentado su participación en la empresa varias veces para mantener su solvencia, finalmente poseía el 49% en 1983. Algunos consideran que este desarrollo puso fin a la carrera de American Motors como una empresa automovilística verdaderamente estadounidense.
La nueva propiedad y la nueva administración anunciaron una nueva gama de productos para American Motors: una línea de automóviles de tracción delantera modernos, diseñados por Renault, que se producirían en Kenosha.

## Desarrollos de productos de la década de 1980

### Eagle AMC

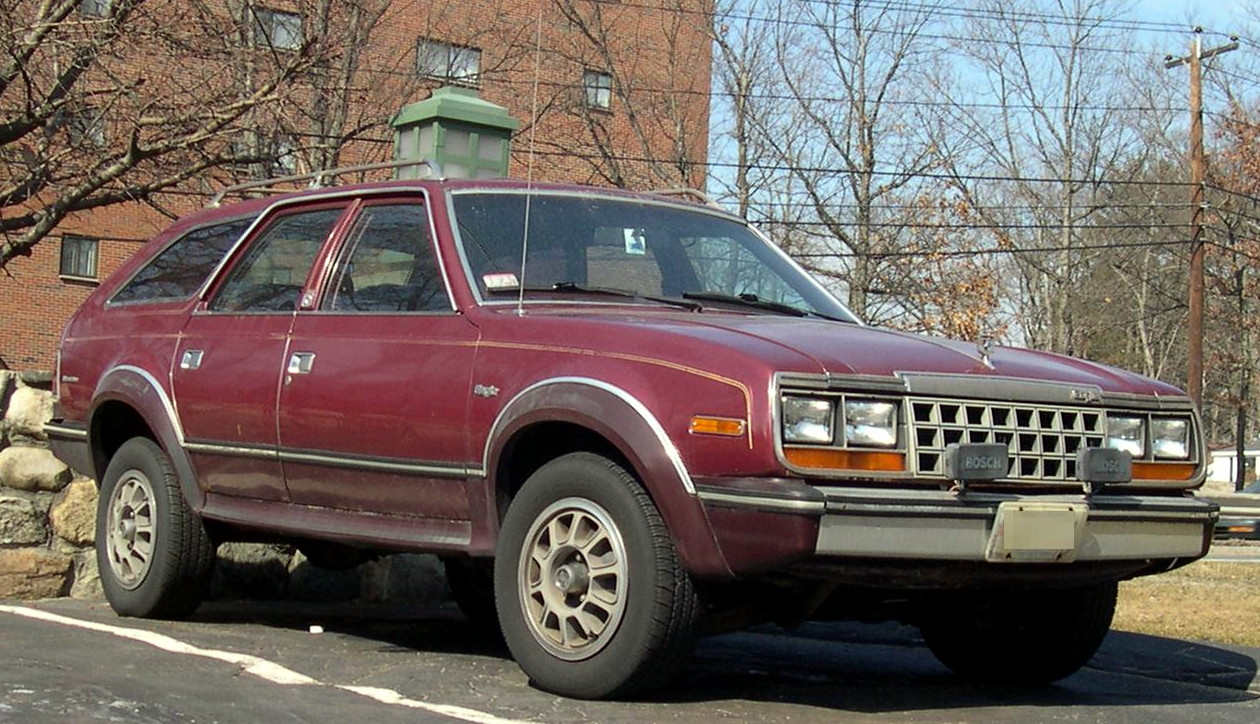
AMC Eagle Familiar de 1981

En agosto de 1979, para la gama del año 1980, American Motors presentó versiones con tracción en las cuatro ruedas del Spirit y del Concord, llamando a la nueva línea colectivamente AMC Eagle. Estos Eagle se convirtieron rápidamente en uno de los productos más conocidos de la compañía y se consideran uno de los primeros "crossover", en los que se usaron las carrocerías de tracción en dos ruedas montadas sobre una plataforma 4x4 completamente nueva desarrollada por American Motors a finales de la década de 1970. Con un innovador sistema de tracción en las cuatro ruedas permanente, se vendió mejor en áreas con abundancia de nieve invernal. Las ventas comenzaron con fuerza, pero disminuyeron con el tiempo. Si bien el Spirit y el Concord con tracción en dos ruedas dejaron de producirse después de 1983, cuando la compañía se concentró en el nuevo modelo Renault Alliance, el Eagle sobrevivió cinco años más, aunque solo en forma de familiar, hasta el modelo de 1988. Esto significó que el Eagle con tracción en las cuatro ruedas fue el único representante de la marca American Motors de 1984 a 1988. Toda la producción restante de la compañía tenía la marca Renault o Jeep. El último AMC Eagle se construyó el 14 de diciembre de 1987.

### Renault Alliance, Encore y GTA

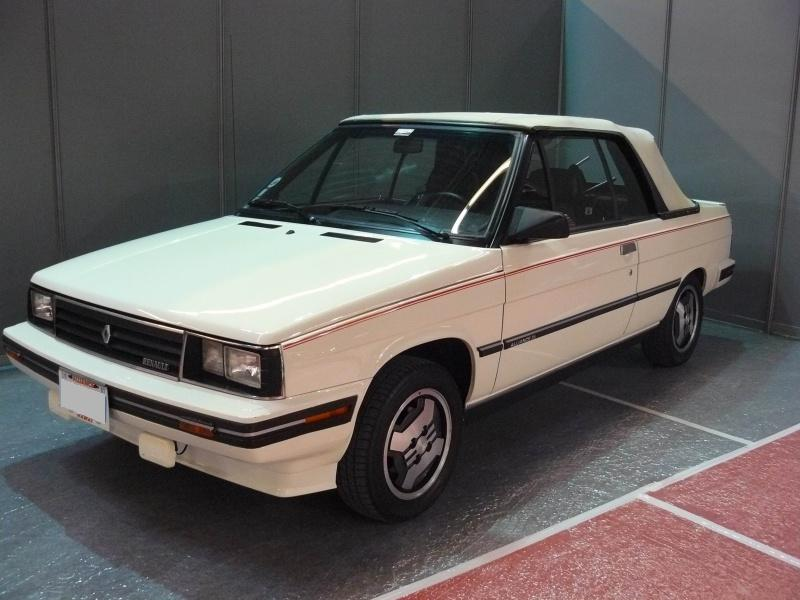
El Renault Alliance, basado en el Renault 9, fue construido por American Motors Corporation desde 1983 hasta 1987

El Renault Alliance fue el primer modelo conjunto producto de la asociación entre American Motors y Renault. Introducido en 1983, el Alliance era un automóvil compacto Renault 9/11 de tracción delantera ligeramente rediseñado para el mercado estadounidense por Dick Teague, principalmente para cumplir con los estándares de seguridad estadounidenses, y producido por American Motors en Kenosha. El automóvil tenía la insignia de Renault y algunos automóviles también llevaban insignias de American Motors. Estaba disponible como sedán de dos o cuatro puertas y más tarde como descapotable. El hatchback, presentado en 1984 y con los emblemas del Renault Alliance, era básicamente el mismo que el modelo europeo Renault 11. En la gama del último año, 1987, se vendieron una versión de mayor rendimiento del sedán Alliance de 2 puertas y un convertible denominado Renault GTA. Esta versión tenía un motor Renault de dos litros que era exclusivo y no compartido con los modelos europeos Renault 9 y 11.
El nuevo modelo, presentado en un momento de mayor interés por los automóviles pequeños, ganó varios premios, incluido el Coche del Año de Motor Trend. La revista declaró que: "El Alliance bien puede ser el automóvil mejor ensamblado en su primer año que jamás hayamos visto. ¡Así se hace, Renault!" El Alliance figuraba como el número uno en la lista de Car and Driver de los "Mejores Coches" para 1983. La recepción positiva y las ventas de 200.000 Alliance en 1984 se vieron obstaculizadas por la disponibilidad de solo dos estilos de carrocería. El Alliance era un automóvil de diseño europeo y no se adaptaba completamente a las demandas del mercado estadounidense. La red de distribución tampoco estaba bien respaldada, lo que provocó la menor calidad del servicio prestado por los concesionarios con "consecuencias desastrosas" para la imagen de los automóviles, así como altos costos de garantía por fallos de calidad que impactaron fuertemente en las ventas desde 1985 hasta el final de su producción en 1987.
Los modelos Encore pasaron a llamarse Alliance Hatchback en 1987. La producción de Alliance y GTA finalizó en junio de ese año, mientras que los modelos Renault 9 y 11 continuaron hasta el modelo de 1988 en Europa, siendo reemplazados por el nuevo Renault 19.

### Jeeps

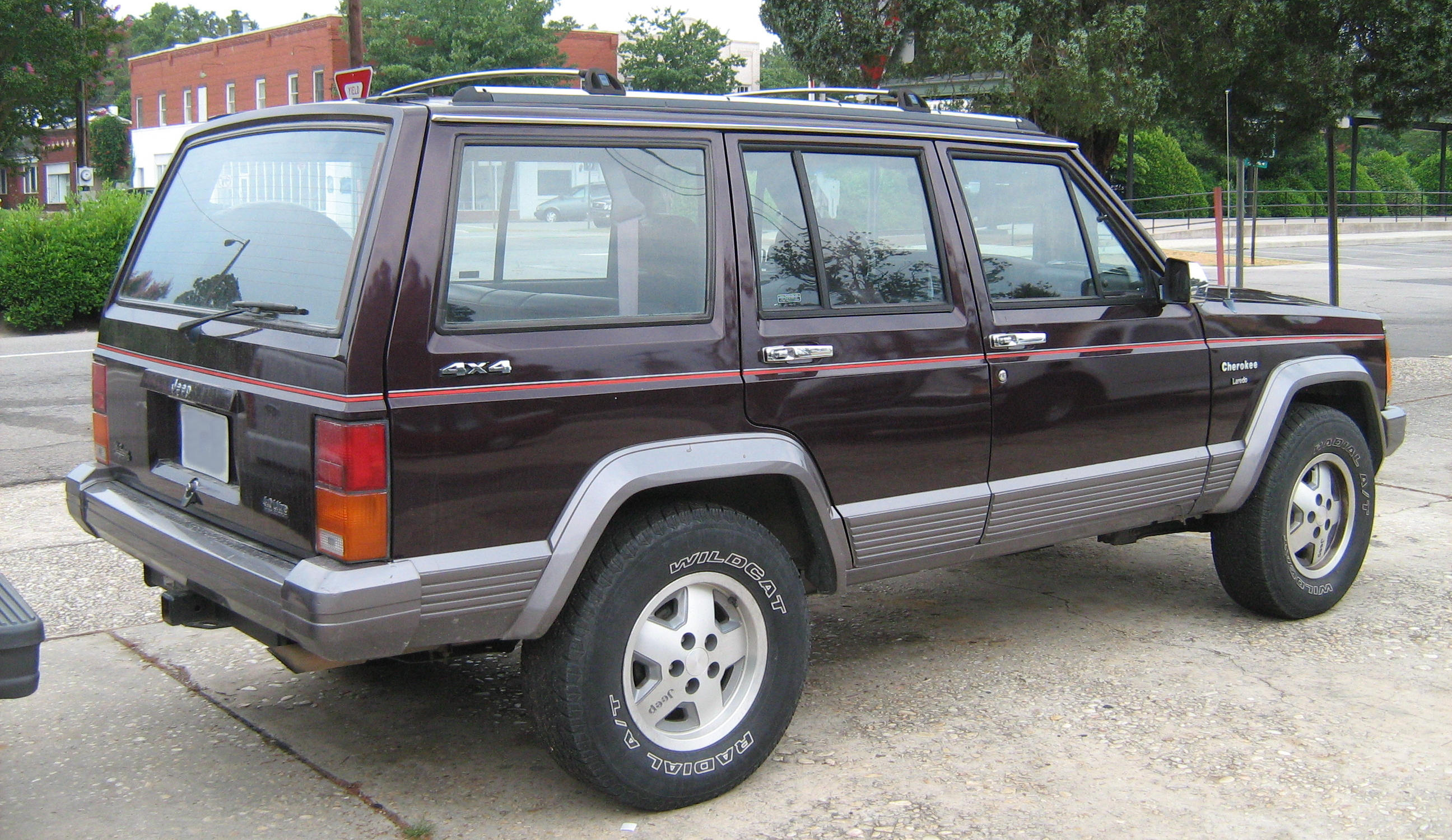
Jeep Cherokee Laredo

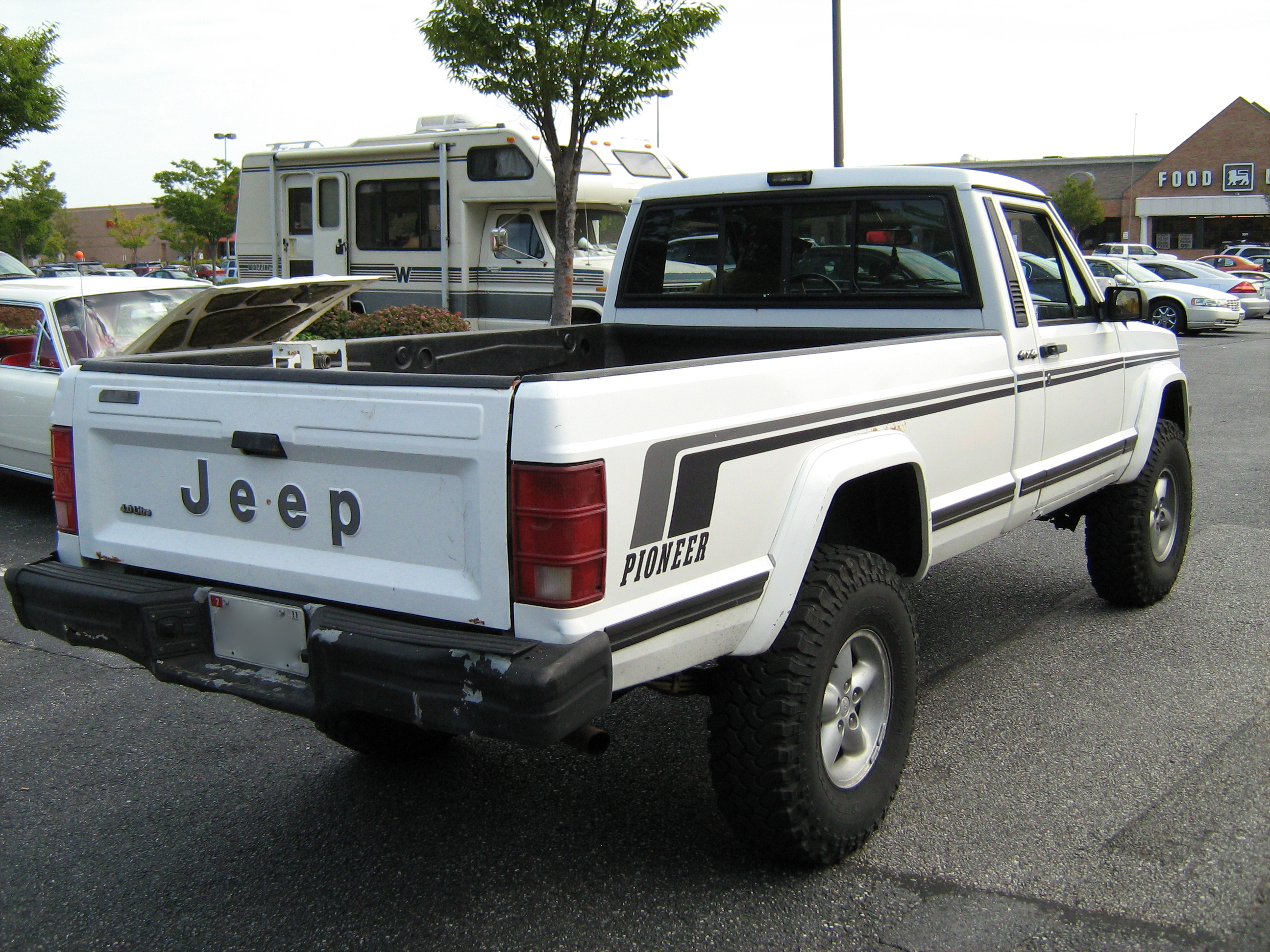
Jeep Comanche Pioneer

Más beneficioso para el futuro de American Motors fue la introducción de una línea completamente nueva de modelos compactos Jeep Cherokee y Wagoneer en el otoño de 1983 para la gama de 1984. Francois Castaing de Renault, jefe del equipo de desarrollo de productos de AMC, diseñó la nueva plataforma Jeep con el estilo de Dick Teague. Renault estaba interesado en vender el Cherokee en Europa, pero para cumplir con las expectativas europeas, el vehículo necesitaba ser más ligero y eficiente en el consumo de combustible. El nuevo XJ pesaba solo 3100 libras (1406 kg), ayudado por su construcción monocasco y asientos más ligeros tomados del Renault 9/11 y del nuevo Renault Alliance.
"El nuevo Jeep XJ... era 1200 libras (544 kg) más ligero, 31 pulgadas (78,7 cm) más corto, 6 pulgadas (15,2 cm) más estrecho y 4 pulgadas (10,2 cm) más bajo que el Cherokee SJ al que reemplazó y, sin embargo, gracias a la construcción monocasco, el XJ mantuvo el 90 por ciento del volumen interior de su predecesor." Y, no solo se mejoró mucho la economía de combustible, sino que "la articulación también es mejor, al igual que la distancia al suelo, así como los ángulos de aproximación, de salida y ventral. Estos, junto con su perfil más pequeño, hacen que el XJ sea mejor tanto fuera de la carretera como en la carretera".
Las previsiones iniciales de AMC de vender 40.000 Cherokee y Wagoneer se hicieron añicos, con ventas que ascendieron a 75.000 unidades en su primer año. Las tres principales revistas del mundo de los todoterrenos, Petersen's 4-Wheel & Off-Road, Four Wheeler y Off-Road nombraron cada una al nuevo Jeep Cherokee como el "4x4 del año", dando origen a un nuevo segmento de mercado para lo que luego se definió como vehículo utilitario deportivo (SUV). Inicialmente se utilizó el motor AMC de cuatro cilindros en línea y 152,6 plg³ con un único carburador, mientras que el motor V6 de 2,8 L (171 plg³) construido por General Motors era una opción. En 1986 se introdujo la inyección electrónica en los motores I4 de 2.5 L, y también se ofreció un motor Renault turbodiésel I4 de 2,1 L (128 plg³). A partir de los modelos de 1987, estuvo disponible un motor I6 de 4 L (244 plg³), derivado del anterior I6 de 258 plg³ (4,2 L) con un nuevo diseño de culata y un sistema electrónico de inyección de combustible, que reemplazó al V6. El "nuevo" motor de American Motors fue diseñado con ayuda de Renault e incorporó piezas Renault-Bendix (Renix) para la gestión de combustible y encendido. El 4.0 desarrolló una excelente reputación por su fiabilidad y dureza. Retenido por Chrysler después de la compra, el diseño continuó mejorándose y refinándose hasta que dejó de producirse a finales del modelo de 2006. El motor 4.0 vio una amplia aplicación en los Cherokee XJ y Wagoneer, Grand Cherokee y Wrangler, y muchos de esos motores han alcanzado vidas extremadamente largas, con bastantes de ellos superando las 300 000 mi (482 802 km). El propio Cherokee XJ fue construido por Chrysler hasta finales del modelo de 2001 en los EE. UU. y hasta 2005 en China.
Se siguieron utilizando otros tres diseños después de la compra de Chrysler: el SUV de lujo de tamaño completo Grand Wagoneer, los pickup de la serie J de tamaño completo, construidos sobre el mismo chasis que el modelo SJ de los Wagoneer y Cherokee anteriores (que databa de 1963 con los motores AMC V8 de 360 plg³ (5,9 L)), y la camioneta compacta Jeep Comanche (MJ), que debutó en 1986. A diferencia de la mayoría de los vehículos utilitarios deportivos que se basan en diseños de camionetas pickup adaptados, el SUV Cherokee XJ fue el primer diseño, y el Comanche se proyectó como una versión posterior de camioneta.
La producción de las camionetas de tamaño completo cesó después de 1987. El Grand Wagoneer y el motor V8 de 360 pulgadas cúbicas (5,9 L) se abandonaron después de 1991 (el último vehículo fabricado en Estados Unidos cuyo motor usaba un carburador para el suministro de combustible), y el Comanche dejó de producirse después de 1992.

## 1985 y la venta final

### Cambios en el mercado y la gestión
Hubo cambios significativos en 1985 cuando el mercado se alejó de los modelos pequeños de American Motors. Con el combustible relativamente barato nuevamente, los compradores recurrieron a automóviles más grandes y potentes, y American Motors no estaba preparada para este desarrollo. Incluso el venerable Jeep CJ-5 se dejó de fabricar después de que una revista de noticias de televisión "60 Minutes" expusiera sus tendencia al vuelco en condiciones extremas. American Motors también se enfrentó a una fuerza laboral conflictiva. Los trabajadores estaman tomando represalias y circulaban informes sobre el sabotaje de vehículos en las líneas de montaje debido a que no se recibieron los aumentos salariales prometidos. Hubo rumores de que la antigua planta de Kenosha se cerraría. Al mismo tiempo, Chrysler tenía problemas para satisfacer la demanda de sus modelos de tracción trasera con carrocería M (Dodge Diplomat, Plymouth Gran Fury y Chrysler Fifth Avenue). Debido a que se ensamblaban utilizando el mismo antiguo sistema que utilizaba AMC y a que el  utillaje se podía trasladar fácilmente, Chrysler podía suministrar los componentes y controlar la calidad, mientras que American Motors ensamblaba los coches. Por lo tanto, Lee Iacocca y Joe Cappy llegaron a un acuerdo para utilizar parte de la capacidad ociosa de la planta de American Motors en Kenosha.
A principios de 1985, el presidente de Renault en Francia, Bernard Hanon, fue despedido en una reorganización provocada por las enormes pérdidas sufridas. Renault había perdido su posición número uno en Europa, una posición que había ocupado de 1980 a 1983. La empresa había estado perdiendo dinero desde 1981 y había caído al sexto lugar, detrás de Ford, Fiat, Volkswagen, Peugeot y General Motors. Por otro lado, las huelgas habían lastrado a Renault a finales de 1984 y el gobierno francés había introducido controles de precios que redujeron severamente los márgenes de ganancia de los automóviles vendidos en Francia, el mercado más importante de Renault. Además de las pérdidas domésticas de Renault, la empresa ya había invertido 545 millones de dólares en AMC. Hanon fue reemplazado por Georges Besse, expresidente de Produits Chimiques Ugine Kuhlmann en Francia.
En abril de 1985, el presidente de AMC, W. Paul Tippett, renunció a su cargo para convertirse en presidente de una empresa textil. En diciembre de 1985, Jose J. Dedeurwaerder, quien había sido presidente desde 1982 y director ejecutivo desde septiembre de 1984, fue elegido presidente del comité ejecutivo mientras continuaba como presidente y director ejecutivo. Joe Cappy fue ascendido de vicepresidente ejecutivo a director de operaciones y el puesto de Tippet fue ocupado por el exvicepresidente de Renault, Pierre Semerena.
Semerena hizo valer su reputación gerencial de reductor de costos sensato. La nueva gerencia respondió con movimientos tácticos vendiendo la división de productos Wheel Horse para el cuidado del césped y firmando un acuerdo para construir Jeeps en la República Popular China. El Pentágono tuvo problemas con AM General, una importante industria armamentística administrada por una empresa de propiedad parcialmente del gobierno francés. El gobierno de EE. UU. no permitiría que un gobierno extranjero poseyera una parte significativa de un importante proveedor de defensa. Como resultado, debió venderse la rentable División General AM. Otro hito fue la salida de Dick Teague; Vicepresidente de diseño de American Motors durante 26 años, fue responsable de muchos diseños de Jeep y AMC, incluidos los cupés Rambler American, Javelin, Hornet, Gremlin, Pacer y Matador.

### Problemas en Renault y asesinato de Georges Besse
En Francia, Renault continuó experimentando problemas financieros. La inversión en American Motors (incluida la construcción de una nueva planta de ensamblaje canadiense en Brampton, Ontario) obligó a realizar recortes en el país, lo que provocó el cierre de varias plantas francesas y regulaciones de empleo en masa. A Renault le quedaban solo tres alternativas con respecto a sus participaciones estadounidenses: (1) Podía declarar oficialmente en quiebra a American Motors, perdiendo así su inversión; (2) Podía inyectar más dinero, pero la dirección de Renault percibía a American Motors como un pozo sin fondo; o (3) American Motors podía ponerse a la venta y la empresa francesa tendría la posibilidad de recuperar parte de su inversión. Al mismo tiempo, el nuevo presidente de Renault, Georges Besse, siguió defendiendo el futuro de la firma francesa en el mercado norteamericano; señalando la finalización por parte de la compañía de la planta de ensamblaje automotriz más nueva y avanzada en América del Norte, entonces conocida como Bramalea Assembly, así como la reciente introducción de los motores completamente modernos con inyección de combustible de 4.0 L y 2.5 L. Además, los vehículos Jeep estaban experimentando un aumento de demanda sin precedentes. A Besse y a otros directivos de la empresa les parecía que American Motors iba camino de la rentabilidad.
Sin embargo, el 17 de noviembre de 1986, Besse, que tenía un gran ascendente entre los capitalistas franceses, fue asesinado por un miembro de un grupo clandestino de extrema izquierda francés, Acción Directa. Los planes de AMC para revitalizar las ventas con modelos Renault de mayor precio continuaron por un poco más de tiempo, con una gama que comenzaba con el Medallion de tamaño mediano, el Premier más grande por encima y el Renault Alpine deportivo que proporcionaba un halo de prestigio. El Medallion y el Premier llegaron a salir a la venta, pero el Alpine nunca llegó a ver su lanzamiento, planeado para mediados de 1987.

### Compra de las acciones de American Motors por Chrysler
Bajo la presión de los ejecutivos de Renault tras el asesinato de Besse, el nuevo presidente de la compañía francesa, Raymond Levy, se dispuso a reparar las relaciones con los empleados, e inició la desinversión de la empresa en American Motors, de la que poseía el 46,1 % de las acciones en circulación. En 1986, American Motors había perdido 91,3 millones de dólares.
El acuerdo anterior entre Chrysler y American Motors de 1985, según el cual AMC produciría automóviles grandes con tracción trasera de la plataforma M durante dos años, de 1986 a 1988, alimentó el rumor de que Chrysler estaba a punto de comprar AMC. Según el jefe de fabricación de Chrysler en ese momento, Stephan Sharf, la relación existente con American Motors, que producía un automóvil para un competidor, facilitó las negociaciones.

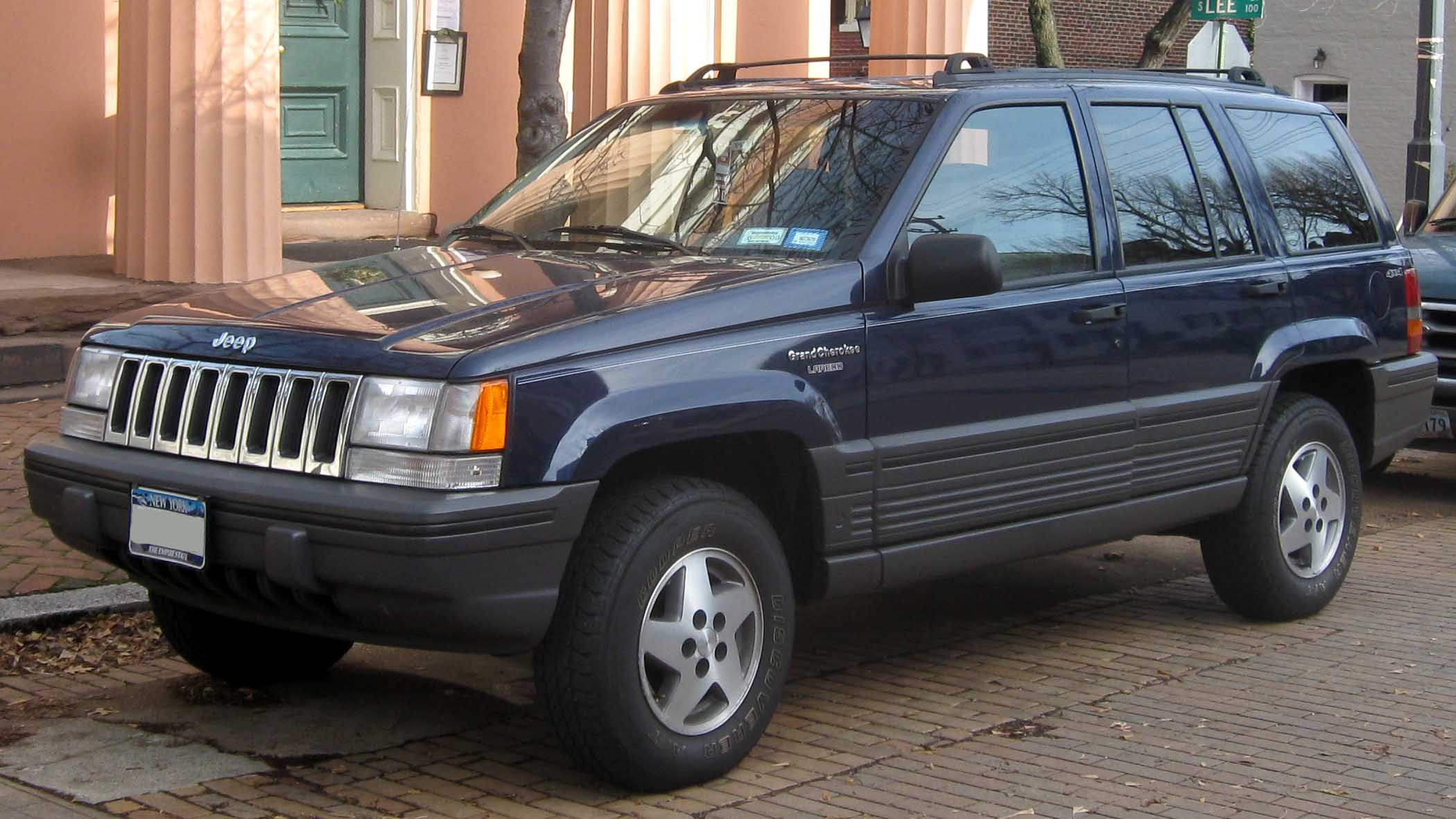
El Jeep Grand Cherokee fue la fuerza impulsora detrás de la compra de American Motors por parte de Chrysler; Lee Iacocca quería el diseño. Chrysler completó el desarrollo y lo lanzó al público a finales de 1992, y ha continuado usando la marca mucho después

El 9 de marzo de 1987, Chrysler acordó comprar la participación de Renault en American Motors, más todas las acciones restantes, por alrededor de 1500 millones de dólares (4.02 mil millones $ de 2023).
Los negociadores de Chrysler no ocultaron que solo estaban interesados en AMC por el Jeep, por la nueva planta de ensamblaje de AMC en Canadá y por la red de 1300 concesionarios de AMC en todo el país. El presidente de Chrysler, Lee Iacocca, fue citado en el Los Angeles Times del 10 de marzo de 1987 diciendo que:

Para Chrysler, los puntos de interés son Jeep, la marca automotriz más conocida del mundo; una nueva . . planta de ensamblaje en Bramalea, Canadá; y un tercer sistema de distribución que nos da acceso a un mercado más grande.

Una vez completada la venta, American Motors se convirtió en la división Jeep-Eagle de Chrysler.
La venta se produjo en un momento en que la prensa automotriz estaba entusiasmada con la línea propuesta de vehículos Renault, Eagle y Jeep para 1988, así como con los informes de que las perspectivas financieras para el pequeño fabricante de automóviles estaban mejorando. Los resultados trimestrales de American Motors para todo 1987 fueron positivos. De hecho, Chrysler compró American Motors en un momento en que la compañía parecía estar en una muy buena posición financiera con su nueva línea de productos.
Era la marca Jeep lo que realmente quería el director ejecutivo de Chrysler, Lee Iacocca, en particular el Grand Cherokee ZJ, que entonces estaba siendo desarrollado por los ingenieros de Jeep, y que finalmente resultó ser muy rentable para Chrysler (la marca ha seguido en producción mucho tiempo después). Sin embargo, la compra incluyó otros alicientes atractivos para Chrysler. Entre ellos estaba la nueva planta de fabricación en Bramalea (Ontario), que ofreció a Iacocca una oportunidad sin precedentes para aumentar la capacidad productiva de su empresa a precio de saldo. American Motors había diseñado y construido la planta antes de iniciar la fabricación del Eagle Premier (basado en el Renault 25). Adquisiciones rentables adicionales fueron la red de distribuidores de American Motors (cuya adición fortaleció la distribución minorista de Chrysler, dado que muchos antiguos distribuidores de American Motors pasaron a vender productos de Chrysler); y el talento administrativo y de organización subestimado de American Motors, que Chrysler asimiló rápidamente (muchos de los principales ingenieros y ejecutivos de Chrysler acabaron procediendo de American Motors). American Motors pasó a llamarse Jeep Eagle Corporation (una subsidiaria de Chrysler) el 25 de agosto de 1988 y se fusionó por completo el 29 de marzo de 1990.

## Legado empresarial
American Motors se vio obligada a innovar constantemente durante 33 años, hasta que Chrysler la absorbió en 1987. Las lecciones aprendidas de esta experiencia se integraron en la empresa que compró American Motors. La organización, las estrategias y varios ejecutivos clave permitieron a Chrysler obtener una ventaja sobre la competencia. Incluso hoy, las lecciones aprendidas de la experiencia de American Motors continúan brindando beneficios a otras empresas de la industria, de las que se han extraído importantes principios de gestión estratégica.
American Motors tenía la capacidad de formular estrategias que los críticos de la industria a menudo evaluaban como "golpes de brillantez". Según Roy D. Chapin Jr., la compañía se dio cuenta de que se enfrentaba a los gigantes de la industria, por lo que para competir con éxito tenían que ser capaces de moverse con rapidez e ingenio. Una estrategia esencial practicada por American Motors fue confiar en subcontratistas para suministrar componentes en los que dispusieran de alguna ventaja competitiva. Este enfoque finalmente fue aceptado dentro de la industria automotriz de los EE. UU., pero solo después de que cada uno de los Tres Grandes experimentó el fracaso de intentar ser autosuficiente.
El fabricante de automóviles nacional más pequeño no contaba con "los enormes presupuestos de I+D de General Motors, Ford y de sus competidores extranjeros... [por lo tanto] American Motors hizo hincapié en el I+D para reforzar el ciclo de vida de sus productos principales (en particular, los Jeeps)". En 1985, American Motors introdujo la denominada gestión del ciclo de vida del producto (product lifecycle management o PLM), como un enfoque comercial estratégico según Sidney Hill Jr., editor ejecutivo de Manufacturing Business Technology, en un esfuerzo por competir mejor contra sus rivales mucho más grandes, al permitir acelerar su proceso de desarrollo de productos.
Otro ejemplo de la agilidad de American Motors fue la capacidad de la gerencia para exprimir dinero de los banqueros reacios a prestárselo, incluso ante el horizonte de una quiebra. Estas habilidades ayudaron a salvar a la empresa del colapso y, después de cada obstáculo, le dieron los medios para mantenerla en funcionamiento. Irónicamente, American Motors nunca fue más fuerte que justo antes de su desaparición.
Los gerentes de American Motors también anticiparon importantes cambios de tendencia en la industria automotriz. Promovieron la eficiencia del consumo de combustible en la década de 1950, mucho antes de que la mayoría de los compradores de automóviles lo exigieran. Dirigida por los Rambler de American Motors y por varios otros coches europeos, la innovación de los modelos pequeños redujo la participación del mercado de los Tres Grandes del 93% en 1957 al 82% en 1959. La empresa heredó de Nash una serie de sociedades de fabricación y ventas en el extranjero y continuó desarrollando relaciones comerciales, décadas antes de que se produjera la mayoría de las consolidaciones internacionales entre los grandes fabricantes de automóviles. American Motors fue el primer fabricante de automóviles de EE. UU. en establecer un acuerdo de propiedad con un fabricante de automóviles extranjero como Renault.
Aunque de tamaño pequeño, American Motors pudo introducir numerosas innovaciones en la industria. A partir de 1957, fue el único fabricante de EE. UU. que protegió por completo todas las carrocerías de sus automóviles mediante un baño de imprimación para protegerlas contra la oxidación, hasta que sus competidores adoptaron esta técnica en 1964. Incluso una de las inversiones en nuevos productos más coctosos para American Motors (el Pacer) estableció muchas características que luego fueron adoptadas por la industria automotriz en todo el mundo, como un diseño de carrocería aerodinámico, interiores que ahorraban espacio, puertas estilo avión y una gran superficie acristalada para mejorar la visibilidad. American Motors también fue eficaz en otras áreas, como la comercialización, mediante la introducción de financiación a bajo tipo de interés. Los vehículos con tracción en las cuatro ruedas de American Motors sentaron las bases para los segmentos de mercado de los SUV modernos, y los modelos "clásicos" de Jeep continúan siendo el punto de referencia en este campo. Roy D. Chapin se basó en sus experiencias como cazador y pescador y comercializó con éxito la marca Jeep entre personas con intereses similares. La marca desarrolló un atractivo de culto que todavía se mantiene.
La compra de American Motors fue fundamental para revivir Chrysler. Según Robert Lutz, expresidente de Chrysler, la adquisición de American Motors fue un reto grande y arriesgado. La compra fue parte del plan estratégico de "retirada con diversificación" de Chrysler que, en su opinión, no tuvo el enfoque correcto. Inicialmente, el objetivo era obtener la marca Jeep de renombre mundial. Sin embargo, Lutz descubrió que la decisión de comprar American Motors resultó ser una mina de oro para Chrysler. En ese momento, la gerencia de Chrysler estaba tratando de encontrar un modelo para mejorar la estructura y las operaciones, "algo que ayudaría a despegar nuestras mentes y pensar más allá de los viejos paradigmas con los que estábamos tan familiarizados". En esta transformación, "la adquisición de AMC por parte de Chrysler fue uno de los mejores momentos de todos los tiempos de la casualidad corporativa", que en palabras de Lutz "definitivamente desempeñó un papel clave en la demostración de cómo lograr el cambio".
De acuerdo con Lutz (1993), aunque American Motors tenía su parte de problemas, estaba lejos de ser un grupo de "perdedores en situación de muerte cerebral". Describe a las "tropas" de American Motors como más parecidas a los marines en la isla de Wake, "que casi sin recursos y luchando contra un enemigo muy superior, eran capaces de lanzar una impresionante sucesión de nuevos productos". Después de reaccionar con ira ante la compra, los gerentes de Chrysler pronto anticiparon los beneficios. Para consolidar aún más las competencias organizativas de American Motors, Lee Iacocca acordó retener las antiguas unidades de American Motors, como la ingeniería, completamente intacta. Además, el ingeniero líder de American Motors, François Castaing, fue nombrado jefe de toda la ingeniería en Chrysler. En un movimiento estratégico impensable, Castaing desmanteló completamente los grupos atrincherados de Chrysler. En su lugar, se organizaron equipos de diseño de plataformas con empleados procedentes de American Motors. Estos eran grupos interdisciplinarios muy unidos responsables de todo el vehículo, en contraste con la estructura altamente jerarquizada de Chrysler. En esta capacidad, la estrategia de Castaing fue eliminar la burocracia general administrativa corporativa. Este movimiento cambió la cultura corporativa y agitó a los ejecutivos veteranos que creían que la reputación de Chrysler como "la empresa de ingeniería" estaba siendo destruida. Según la prensa popular, en la década de 1980 la reputación de Chrysler estaba totalmente destruida y, en opinión de Lutz, solo una acción drástica podría cambiar la situación. En resumen, la compra de American Motors por parte de Chrysler sentó las bases fundamentales para contribuir a restablecer una estrategia para su reactivación en la década de 1990.
Los altos directivos de Chrysler después de la compra de AMC parecían haber cometido errores similares a los de American Motors. Por ejemplo, Chrysler invirtió mucho en nuevos modelos no probados, sin mantener sus rentables líneas de alto volumen de ventas.
La influencia de American Motors también continuó en General Motors. GM reclutó un nuevo equipo ejecutivo para salir de la bancarrota a principios de la década de 2000. Entre los nuevos estrategas de GM estaba Lutz, quien aportó una comprensión de la importancia de la pasión en el diseño de productos. Lutz implantó una nueva línea de pensamiento en GM que incorporó los sistemas y estructuras que se originaron en las operaciones enfocadas y ajustadas de American Motors.
Renault también puso en práctica las lecciones que aprendió de su inversión en American Motors. La firma francesa adoptó un enfoque paralelo a lo que hizo con su propiedad inicial de American Motors, y lo aplicó para resucitar al fabricante de automóviles Nissan que perdía dinero en Japón.
En 2009, en un acuerdo negociado por la administración de Obama y el fabricante de automóviles italiano Fiat desembocó en la adquisición de Chrysler por parte de un caballero blanco para salvar de la liquidación al fabricante de automóviles en apuros. El trato se comparó inmediatamente con el acuerdo entre American Motors y Renault; algunos comentaristas notaron la ironía de que Chrysler ahora se enfrentaba el mismo destino al que American Motors se enfrentó 30 años antes, mientras que otros expresaron su escepticismo sobre si la firma italiana podría salvar a Chrysler, dado el fracaso del acuerdo con Renault. Sin embargo, hubo diferencias clave entre los dos acuerdos:
- El director ejecutivo de Fiat, Sergio Marchionne, se convirtió en director ejecutivo de Chrysler como parte del acuerdo e inmediatamente comenzó a integrar globalmente los activos y las líneas de productos de Fiat y Chrysler.
- La fusión Fiat-Chrysler no tuvo que enfrentarse a la oposición política que tuvo el acuerdo American Motors-Renault, ya que Fiat está dirigida por un grupo familiar con un capital significativo y el gobierno de EE. UU. apoyó la fusión.
- Mientras que American Motors demostró ser una pérdida continua de dinero para Renault, Chrysler volvió a ser rentable con bastante rapidez y desde entonces se ha convertido en una fuente importante de ingresos y ganancias para Fiat, que ha estado luchando por mantener el volumen y la rentabilidad en medio de la crisis del euro.

Posteriormente, las dos empresas se fusionarían por completo para crear Fiat Chrysler Automobiles en 2014.

## Legado de productos

### Automóviles de pasajeros

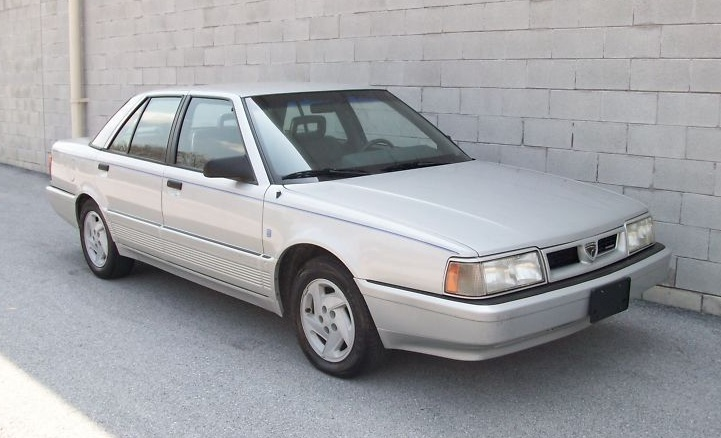
Eagle Premier

Chrysler revivió el nombre "Spirit" que AMC suspendió después de 1983 para usarlo en uno de sus coches sobre la plataforma A (el Dodge Spirit) de 1989 a 1995. El Renault Medallion planeado se vendió como Eagle Medallion en 1988 y 1989. El nuevo Renault Premier planeado para 1988, un esfuerzo de desarrollo conjunto entre American Motors y Renault, y para el cual se construyó la planta de Brampton Assembly (Brampton (Ontario), originalmente llamada Planta Bramalea), fue vendido por Chrysler como Eagle Premier (1988-1992), con una variante del Dodge Monaco rebautizada disponible de 1990 a 1992. La plataforma de tamaño completo del Premier era mucho más avanzada que cualquier modelo que Chrysler estuviera construyendo en ese momento. Después de un poco de reingeniería y un reajuste a la plataforma LH de Chrysler, el Eagle Premier pasó a formar la columna vertebral de la línea de automóviles de pasajeros de Chrysler durante la década de 1990, con modelos como el Chrysler Concorde (un nombre de modelo revivido que fue utilizado brevemente en el Plymouth Concord en 1951 y 1952), el Chrysler New Yorker, el Chrysler LHS, el Dodge Intrepid y el Chrysler Vision. Plymouth estuvo a punto de recibir su propia versión de la plataforma LH, que iba a llamarse Accolade, pero Chrysler decidió descartar esta idea poco antes de que comenzara la producción del LH. El Chrysler 300M también era un automóvil derivado de Premier/LH e inicialmente iba a ser el Eagle Vision de la siguiente generación, hasta que la marca Eagle se eliminó después de 1998. La plataforma LH se rediseñó posteriormente, utilizando componentes de Mercedes-Benz, en la plataforma Chrysler LX, utilizada como base para los Chrysler 300C, Dodge Charger y Dodge Challenger.

### Vehículos Jeep

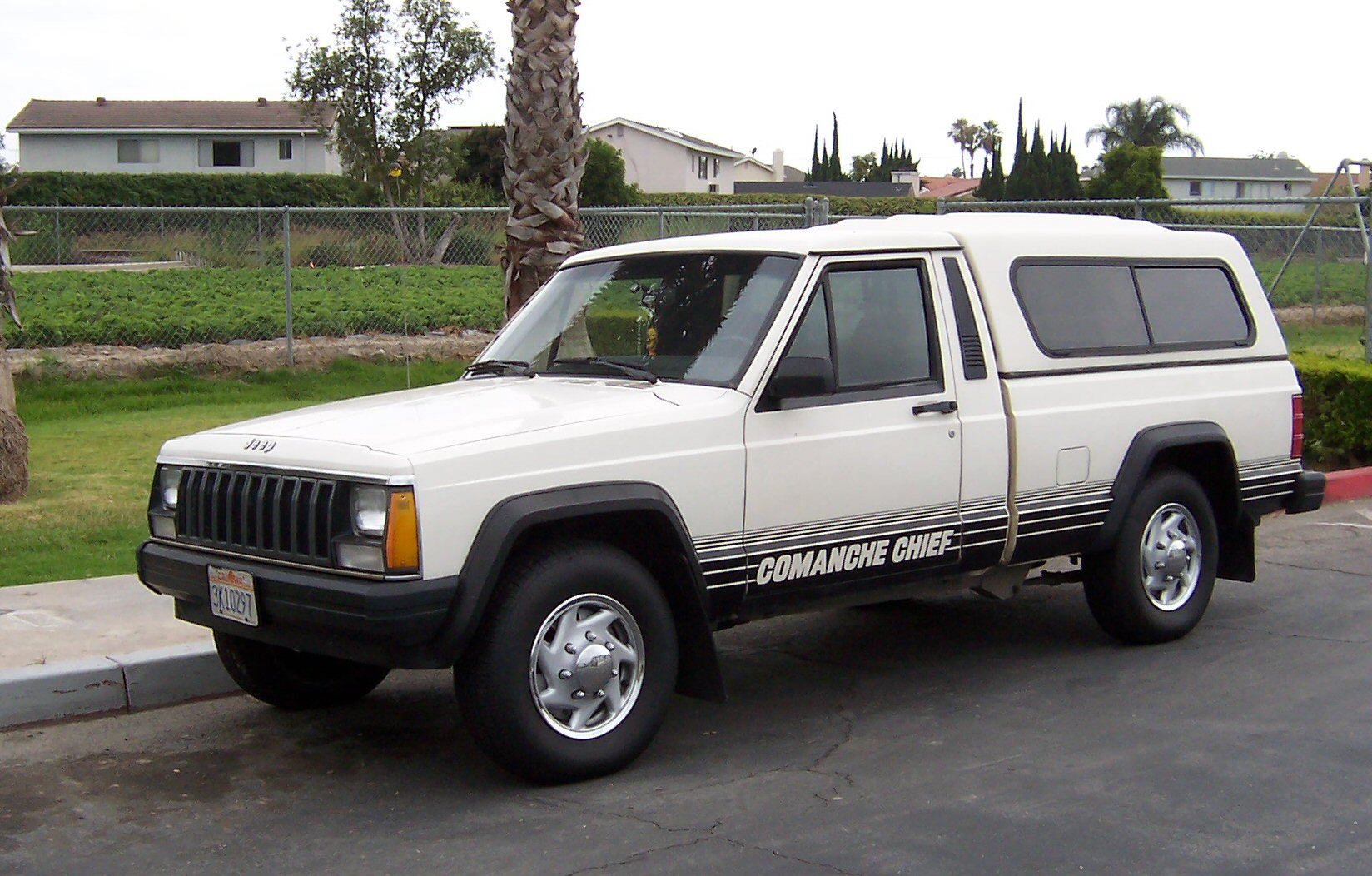
Jeep Comanche

Chrysler comercializó el Jeep Grand Wagoneer SJ hasta 1991, dejándolo casi completamente inalterado desde la versión final de American Motors antes de la compra. La camioneta pickup Jeep Comanche permaneció fabricándose hasta 1992, mientras que la Cherokee permaneció hasta 2001 en los EE. UU. (la Cherokee XJ se produjo en China hasta 2006 como Cherokee 2500 [2.5L] y Cherokee 4000 [4.0L]). Aunque no se introdujo hasta 1993, el Jeep Grand Cherokee fue inicialmente un vehículo desarrollado por American Motors.
Rastros de American Motors han permanecido en la estructura posterior. Las plantas de American Motors en Toledo, Ohio, continuaron fabricando el Jeep Wrangler y el Liberty, así como piezas y componentes para vehículos Chrysler, Dodge y Jeep (aunque Toledo Machining and Forge se cerró en 2005). La planta principal de American Motors en Wisconsin, aunque muy reducida, operaba como la planta de motores de Kenosha y producía propulsores para varios productos del Grupo Chrysler, incluido el Wrangler. La planta se cerró como parte de la reestructuración posterior al rescate de Chrysler en octubre de 2010. El motor de 242 pulgadas cúbicas (4 L) fue utilizado hasta en los modelos del año 2006 por el Mercedes-Benz Group en el Jeep Wrangler. Las plantas de ensamblaje y estampado tecnológicamente avanzadas de American Motors en Brampton (Ontario), produjeron más tarde modelos sobre la  plataforma LX, como el Dodge Charger y el Chrysler 300C, y el ya fuera de producción Dodge Magnum.
En términos de piezas relacionadas con American Motors, algunas se usaron hasta 2006, cuando el Jeep Wrangler (el último producto nuevo introducido por American Motors antes del acuerdo con Chrysler) todavía usaba el Motor AMC XJ 4.0 en algunos modelos, así como el "tirador" empotrado en las manijas de las puertas que American Motors utilizó desde 1968. Ambos se retiraron cuando el Wrangler se rediseñó por completo para la gama de 2007.
AM General, vendida por American Motors en 1982, todavía está en el negocio de la fabricación del Humvee diseñado por American Motors para las fuerzas armadas estadounidenses y aliadas. AM General también construyó la variante civil que ya no se produce, el H1, y fabricó otro modelo derivado del Chevrolet Tahoe, el H2, bajo contrato con GM, quien adquirió los derechos de la marca civil Hummer en 1999. GM se vio obligado a eliminar la marca Hummer a principios de 2010 como parte de su reestructuración por quiebra después de ofrecerla a la venta, pero sin poder encontrar un comprador adecuado.
Aunque Chrysler introdujo nuevos logotipos para sus marcas en la década de 1990 y nuevamente en 2010 después de que el Grupo Fiat tomó el control de la empresa, Jeep todavía usa el logotipo de la era de American Motors, introducido poco después de la compra de la marca por parte de American Motors en 1970. Hasta que Chrysler la compró, el logotipo de Jeep también presentaba el emblema de American Motors.

## Legado internacional
A partir de 1960, el vicepresidente ejecutivo de operaciones internacionales de American Motors, Roy D. Chapin Jr., se embarcó en una fuerte campaña internacional para establecer operaciones de importación y ensamblaje local de vehículos de American Motors por todo el mundo. En cinco años, Chapin aumentó las ventas en el extranjero a 73.489 unidades, lo que al mismo tiempo aumentó la participación de AMC en el mercado de exportación de EE. UU. del 2,5 al 14,3 por ciento. Chapin estableció o restableció con éxito operaciones de ensamblaje de vehículos en Argentina, Australia, Bélgica (a través de Renault de Francia), Chile, Costa Rica, Alemania, Irán, México, Nueva Zelanda, Perú, Filipinas, Sudáfrica y Venezuela. También fortaleció las operaciones de exportación internacional con ventas al Reino Unido y Dinamarca, Islandia y Noruega en Europa; y a países del Medio Oriente, el Caribe y América del Sur. El Rambler Classic incluso se convertiría en la base del futuro automóvil nacional de Argentina, el Torino. Con la adquisición de Jeep por parte de American Motors en 1970, la compañía heredó todas las operaciones internacionales existentes de Jeep, que contribuyeron a sostener a American Motors durante las décadas de 1970 y 1980.
Si bien la marca Rambler se eliminó en los Estados Unidos después de la gama del año 1969, todos los mercados de exportación conservaron el nombre, siendo México el que más lo mantuvo (hasta 1983).
Argentina
- Vehículos American Motors ensamblados: Ambassador, Classic (desde 1964), Jeep.
- Vehículos de American Motors importados: Ambassador, Classic (1962-1963)[119] Spirit (1979-1980) concord (1979-1980) pacer, matador (vehículos importados a través de lutteral)

Australia
- Vehículos de American Motors ensamblados: Rambler Six, Rambler V8, Ambassador (1961-1963), Classic, American, Rebel (sedán y familiar), Matador (sedán y wagon), Javelin (1968-1972), AMX (solo modelo de 1969), Hornet (sedán), Matador Cupé X (solo modelo de 1974, ensamblado en 1976), Jeep (1980-1984)[120]
- Vehículos de American Motors importados: Classic (techo rígido), Ambassador (solo 1970)

Canadá
- Vehículos de American Motors ensamblados: Rambler Six (solo 1957), Classic, American, Ambassador, Rebel, Hornet, Gremlin, Concord, Jeep, Eagle, Spirit
- Vehículos de American Motors importados: Rambler Six, Rambler V8, Metropolitan (del Reino Unido), Matador, Javelin, AMX

Chile
- Vehículos American Motors ensamblados: Classic
- Vehículos American Motors importados: N/A

Costa Rica
- Vehículos American Motors ensamblados: Classic (desde 1965), American (desde 1965), Ambassador (desde 1965), Rebel, Matador, Javelin, Hornet, Sportabout, Jeep
- Vehículos American Motors importados: Rambler Six, Rambler V8, Ambassador (hasta 1965), Classic (hasta 1965), American (hasta 1965)

Francia (y Bélgica)
- Vehículos American Motors ensamblados: Classic, Rebel (solo 1967)
- Vehículos de American Motors importados: Javelin, Pacer (por importadores-distribuidores privados)

Alemania
- Vehículos American Motors ensamblados: Javelin (por Karmann)
- Vehículos American Motors importados: Jeep (desde 1977), Eagle[121][122]

India
- Vehículos American Motors ensamblados: Jeep
- Vehículos American Motors importados: N/A.

Irán
- Vehículos American Motors ensamblados: American, Jeep
- Vehículos American Motors importados: N/A

Japón
- Vehículos American Motors ensamblados: N/A
- Vehículos American Motors importados: Eagle (1985-1989), Jeep Cherokee (XJ)[123]

México
- Vehículos de American Motors ensamblados: Rambler Six, Rambler V8, Ambassador (solo 1959), American, Classic, Rebel (sedán), Matador, Javelin, AMX, Hornet, Matador Coupe X, Gremlin, Pacer, Spirit, Jeep
- Vehículos de American Motors importados: Rambler Six (1957-1958), Rambler V8 (1957-1958)

Nueva Zelanda
- Vehículos American Motors ensamblados: Rambler Six, Rambler V8, Classic, Rebel (sedán), Jeep
- Vehículos de American Motors importados: Metropolitan, Rebel (wagon), Rebel (techo rígido), Ambassador (solo 1970)

República Popular de China
- Vehículos American Motors ensamblados: Jeep (desde 1984)[124]
- Vehículos American Motors importados: N/A

Perú
- Vehículos American Motors ensamblados: Classic, American, Rebel
- Vehículos American Motors importados: N/A

Filipinas
- Vehículos American Motors ensamblados: Classic, American, Javelin
- Vehículos American Motors importados: N/A

Sudáfrica
- Vehículos American Motors ensamblados: American, Hornet[125]
- Vehículos American Motors importados: N/A

España
- Vehículos American Motors ensamblados: Jeep
- Vehículos American Motors importados: N/A

Venezuela
- Vehículos American Motors ensamblados: Classic, Javelin, Jeep
- Vehículos American Motors importados: N/A

Reino Unido
- Vehículos de American Motors ensamblados: Metropolitan (por Austin)
- Vehículos de American Motors importados: Rambler Six, Rambler V8, Classic, Rebel, Ambassador, Matador, Javelin, Pacer (convertido localmente a RHD), Gremlin (convertido localmente a RHD)

## Uso anterior del nombre
La época de 1900 a 1925 vio a distintas corporaciones en varios Estados de los Estados Unidos usar el término "American" de forma similar, como la American Motor Carriage Company (Ohio, 1902-1903), la American Automobile Manufacturing Company (Indiana, 1911-1912), y la American Motors Incorporated (Nueva York, 1919-1920). En 1916, se formó en Newark (Nueva Jersey) una "American Motors Corporation" anterior, aparentemente sin relación con la corporación posterior más famosa del mismo nombre, con Louis Chevrolet como vicepresidente e ingeniero jefe, que en 1918 producía automóviles en una planta situada en Plainfield (Nueva Jersey). En 1923 se fusionó con la Bessemer Motor Truck Company of Pennsylvania para formar la Bessemer-American Motors Corporation, que duró menos de un año antes de fusionarse con las empresas Winther y Northway en Amalgamated Motors. Esta última empresa aparentemente cesó poco después.

## Reutilización posterior de la marca
Se formó una nueva empresa en Palmdale (California), en 2001. El registro de las marcas comerciales de American Motors fue presentado en 2001 por esta empresa con sede en California. El sitio web de la compañía no afirmó específicamente ninguna afiliación con la American Motors anterior, pero usó la historia y los logotipos de American Motors en su sitio web. El sitio web ya no existe, y los derechos de la compañía sobre las marcas registradas de American Motors expiraron en 2005.
La nueva Chrysler LLC tiene un registro activo para el nombre "American Motors", que se solicitó en 2005. La marca denominativa "AMC", completa con el logotipo gráfico "A-mark", como se usó originalmente en 1970 y hasta finales de la década de 1980, fue registrada y publicada para recibir comentarios al respecto por Chrysler a partir de 2010.

## Lista de turismos de American Motors
Subcompactos
- 1955-1962: Metropolitan*
- 1970-1978: AMC Gremlin**
- 1979-1983: AMC Spirit

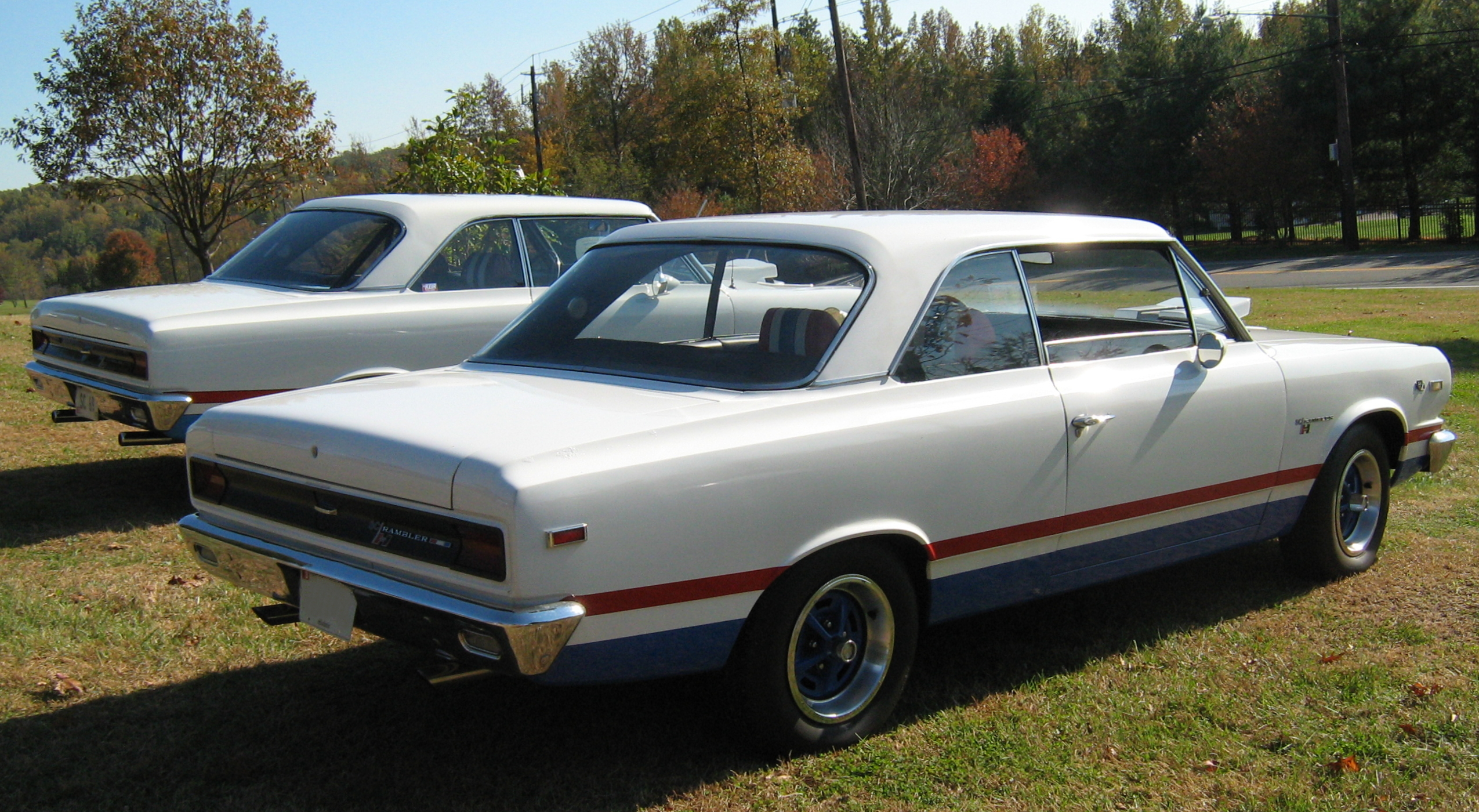
SC/Rambler de 1969

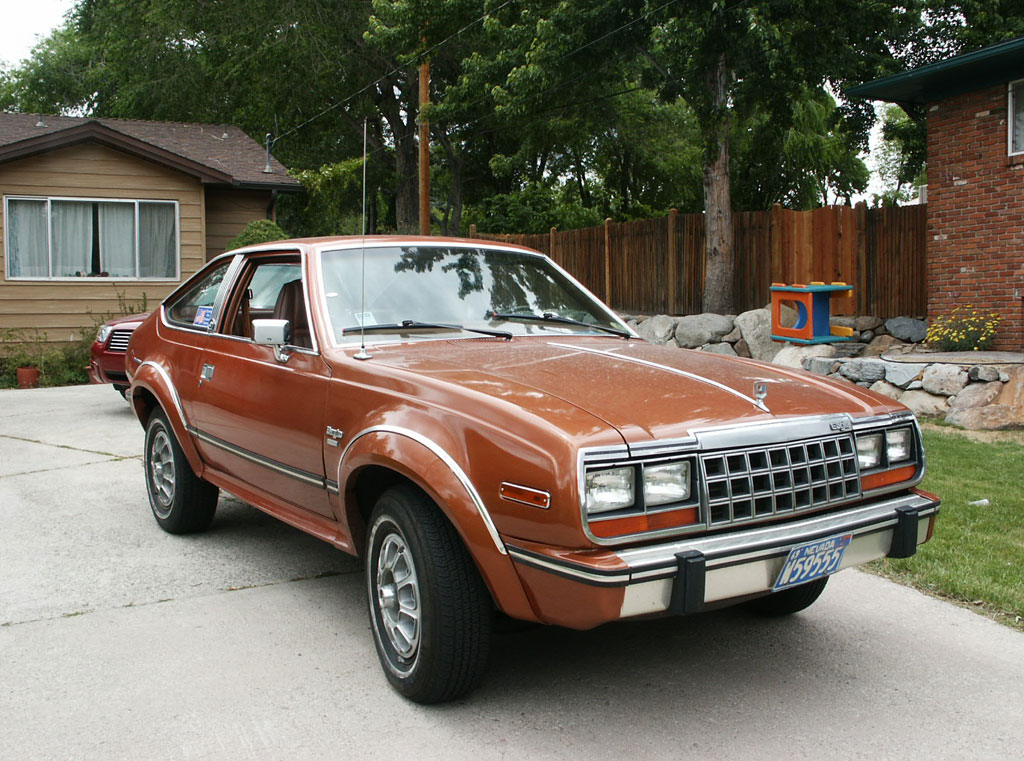
Eagle SX/4 de 1982

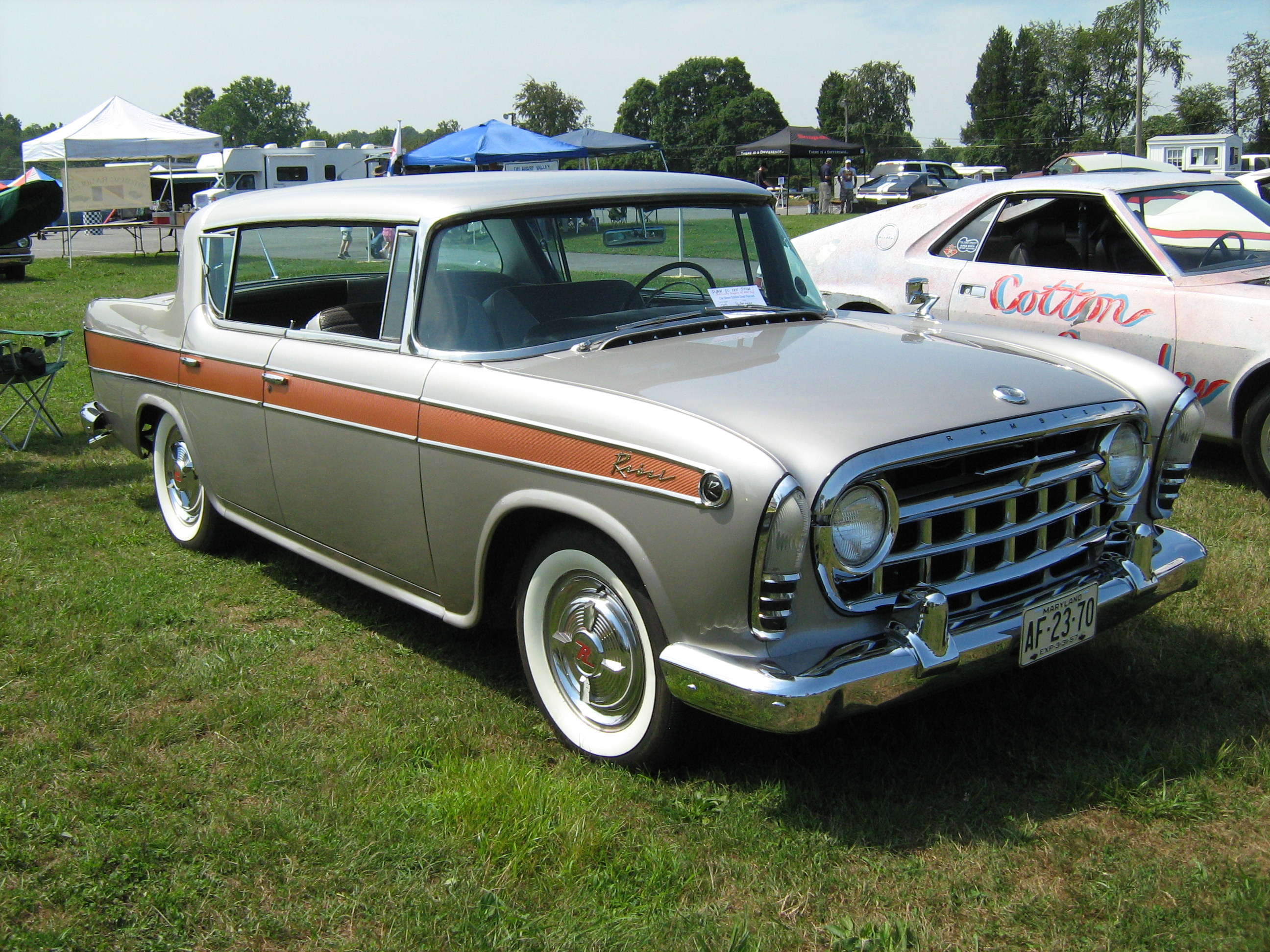
Rambler Rebel de 1957

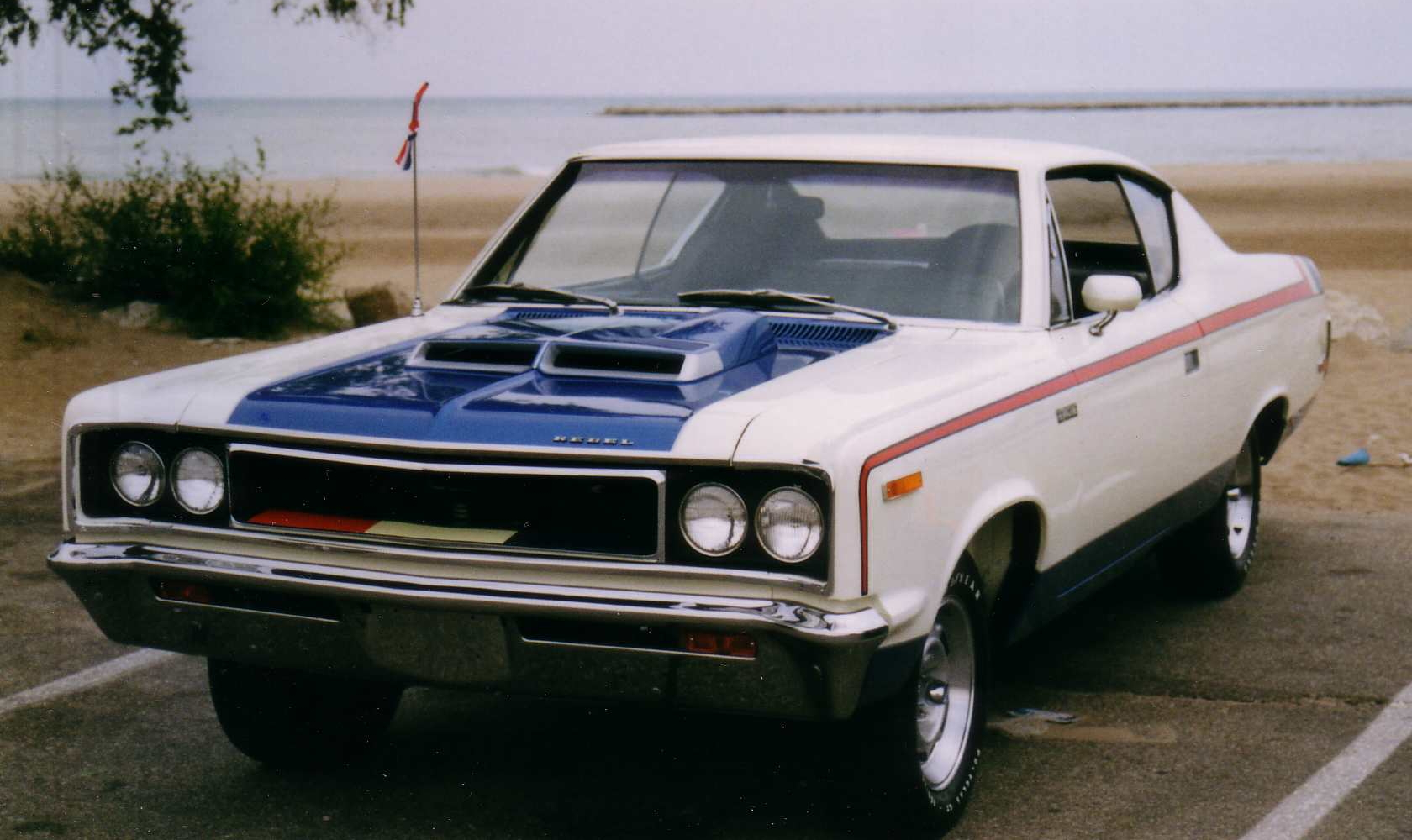
The Machine (1970)

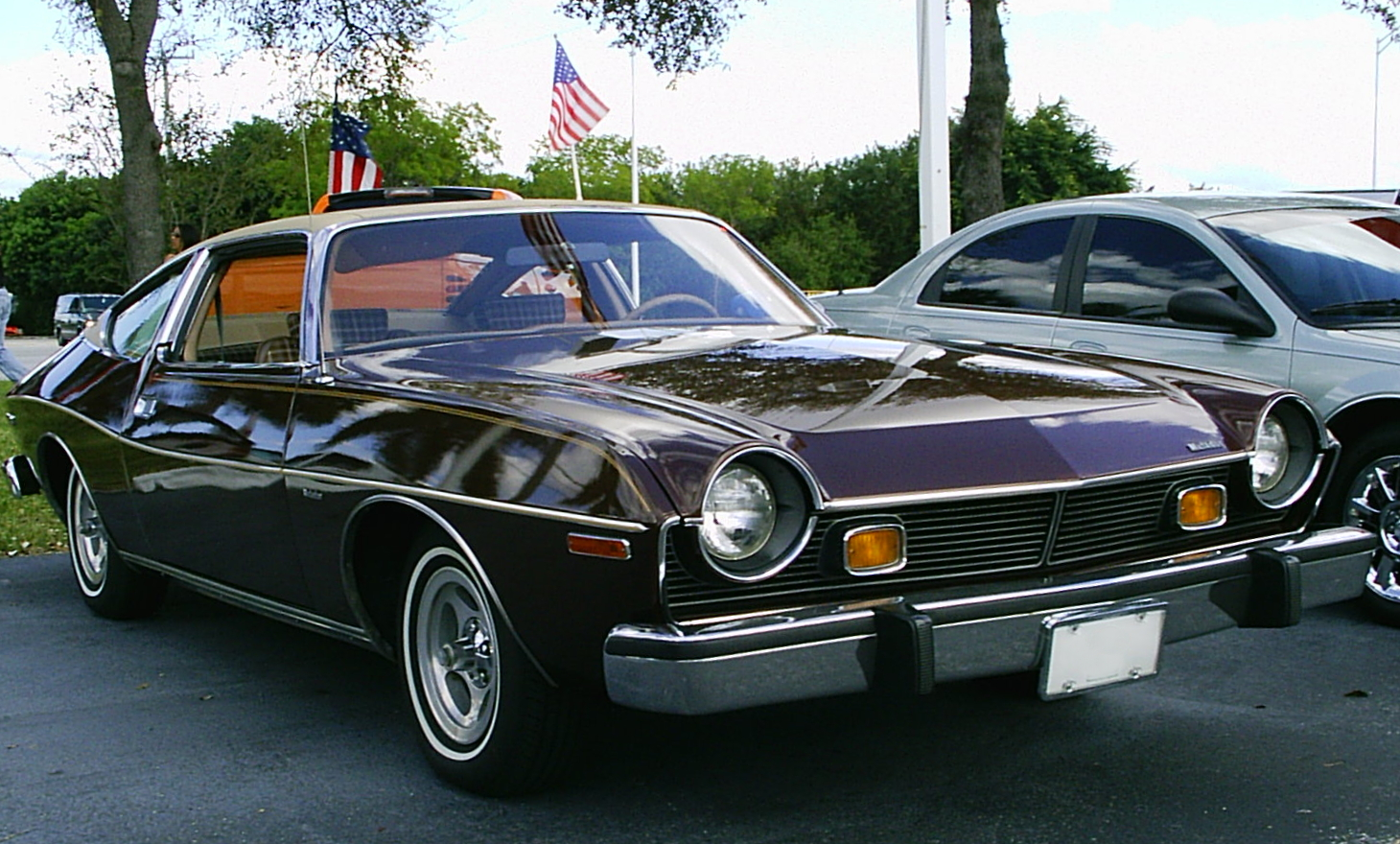
Matador cupé de 1976

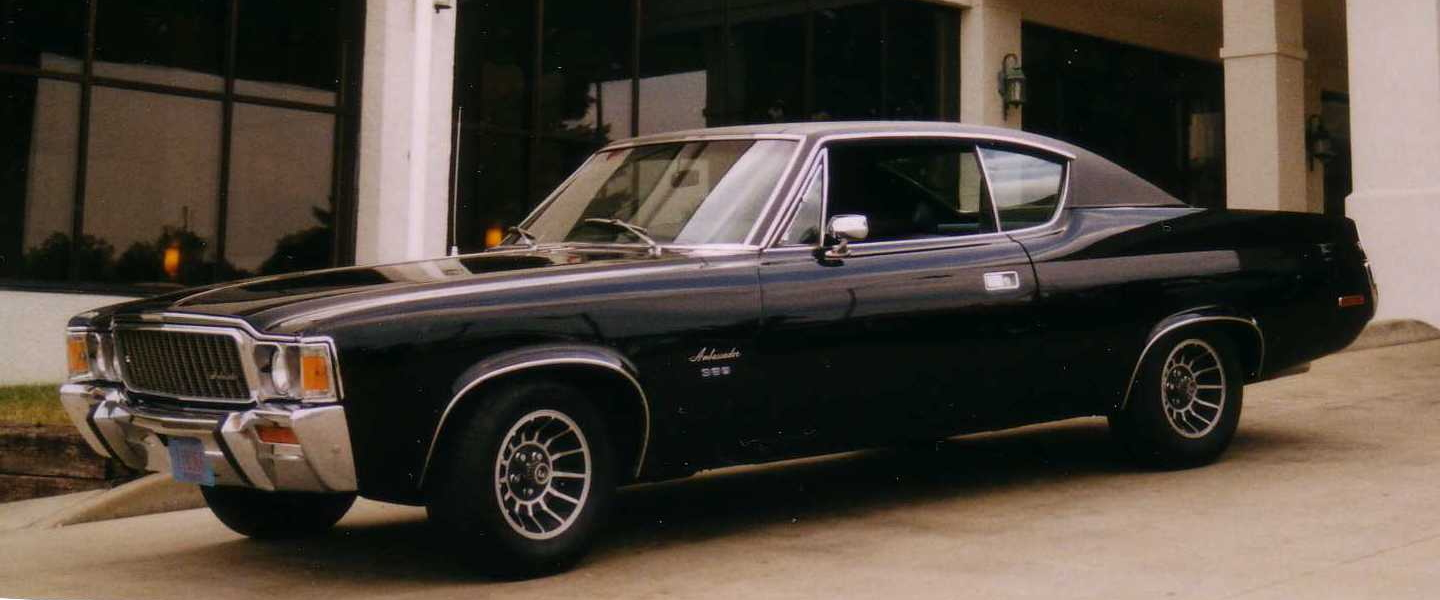
Ambassador de 1971

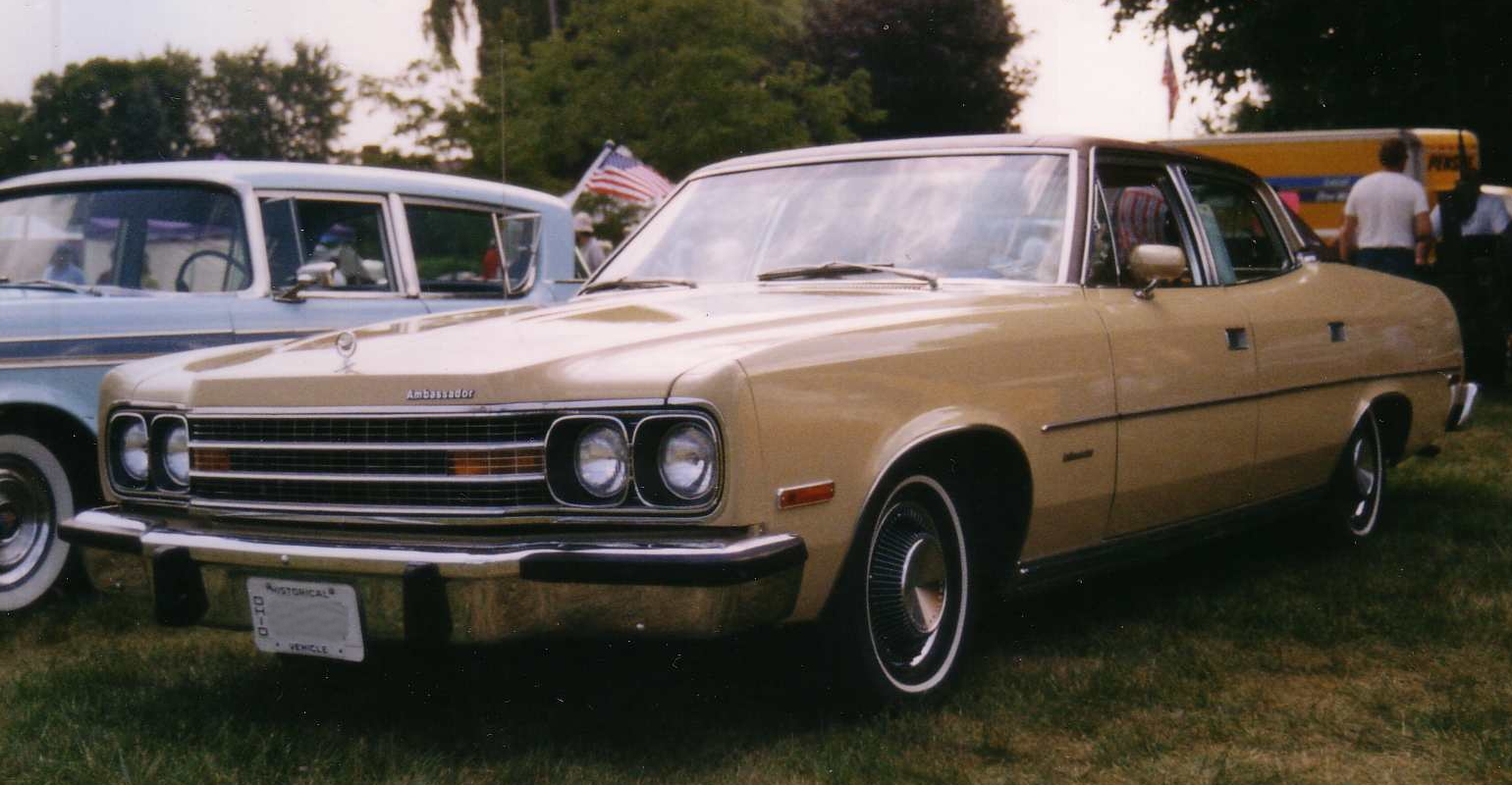
Ambassador de 1974

- 1981-1983: AMC Eagle (SX/4 y Kammback)
- 1983-1987: Renault Alliance basado en el Renault 9.
- 1984-1987: Renault Encore - basado en el Renault 11.
- Solo en 1987: Renault GTA: basado en el Renault 9.

* - El Metropolitan fue presentado por Nash en 1954.

** - El Gremlin fue el primer subcompacto moderno de la compañía.
Compactos
- 1955-1956: Nash Rambler/Hudson Rambler
- 1957: Rambler Six/Rambler Rebel
- 1958-1969: Rambler American/AMC Rambler
- 1968-1970: AMC AMX
- 1968-1974: AMC Javelin
- 1970-1977: AMC Hornet
- 1975-1980: AMC Pacer
- 1978-1983: AMC Concord

Intermedios
- 1980-1988: AMC Eagle

Tamaño mediano
- 1958-1960: Rambler Six/Rambler Rebel
- 1961-1966: Rambler
- 1958-1964: Rambler Ambassador (1958-1962 también conocido como "Ambassador by Rambler")
- 1965-1966: Rambler/AMC Marlin
- 1967-1970: Rambler/AMC Rebel
- 1971-1973: AMC Matador

Tamaño completo
- 1955-1956: Hudson Wasp
- 1955-1956: Nash Statesman
- 1955-1957: Hudson Hornet
- 1955-1957: Nash Ambassador
- 1965-1974: Rambler/AMC Ambassador
- 1967: AMC Marlin
- 1974-1978: AMC Matador (sedán y familiar)
- 1988-1992: Eagle Premier

## Motores de American Motors
- 1954-1956:
  - 184 plg³ (3 L) Nash I6 (Rambler)

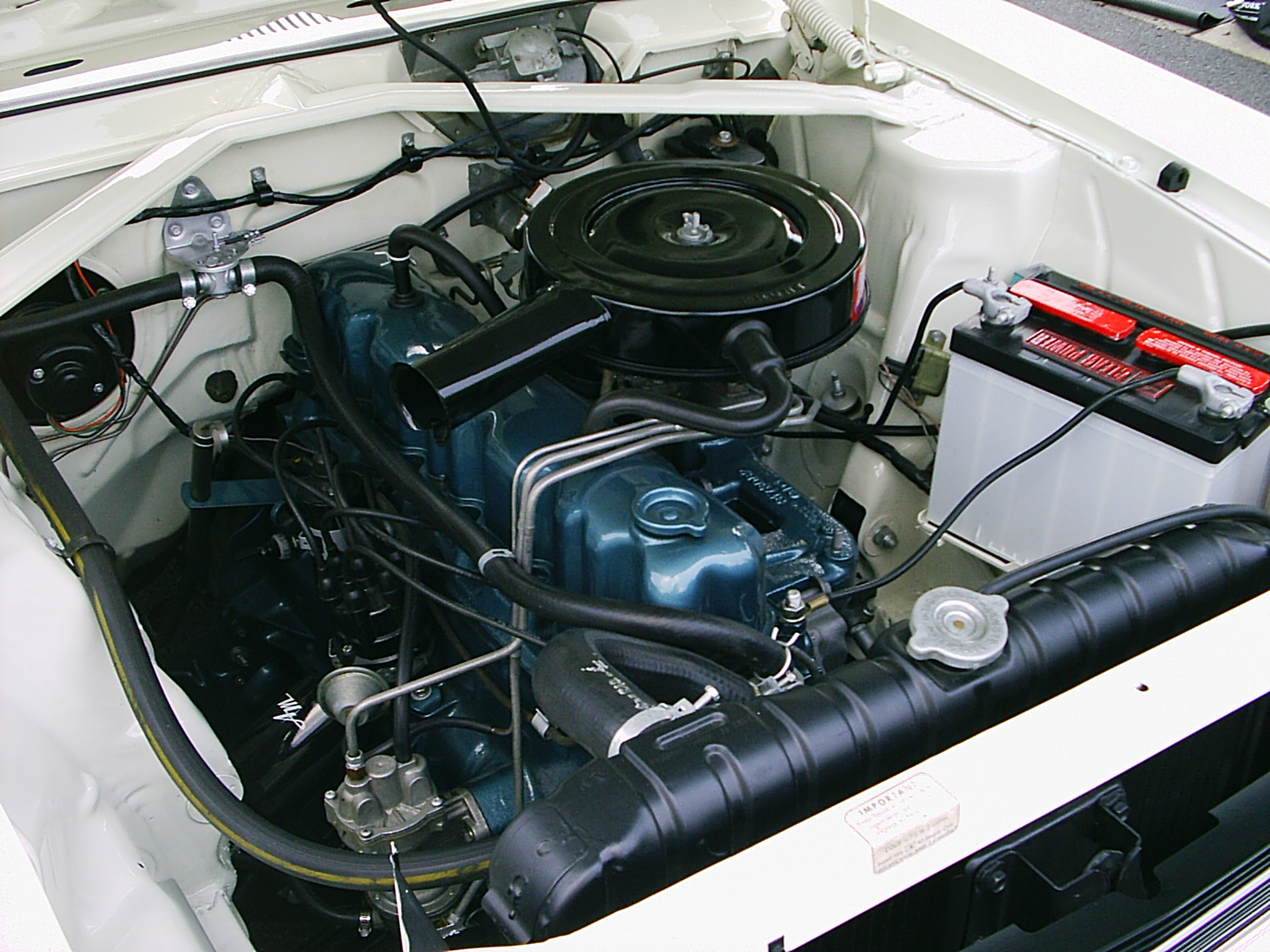
Seis cilindros de 199 cuin

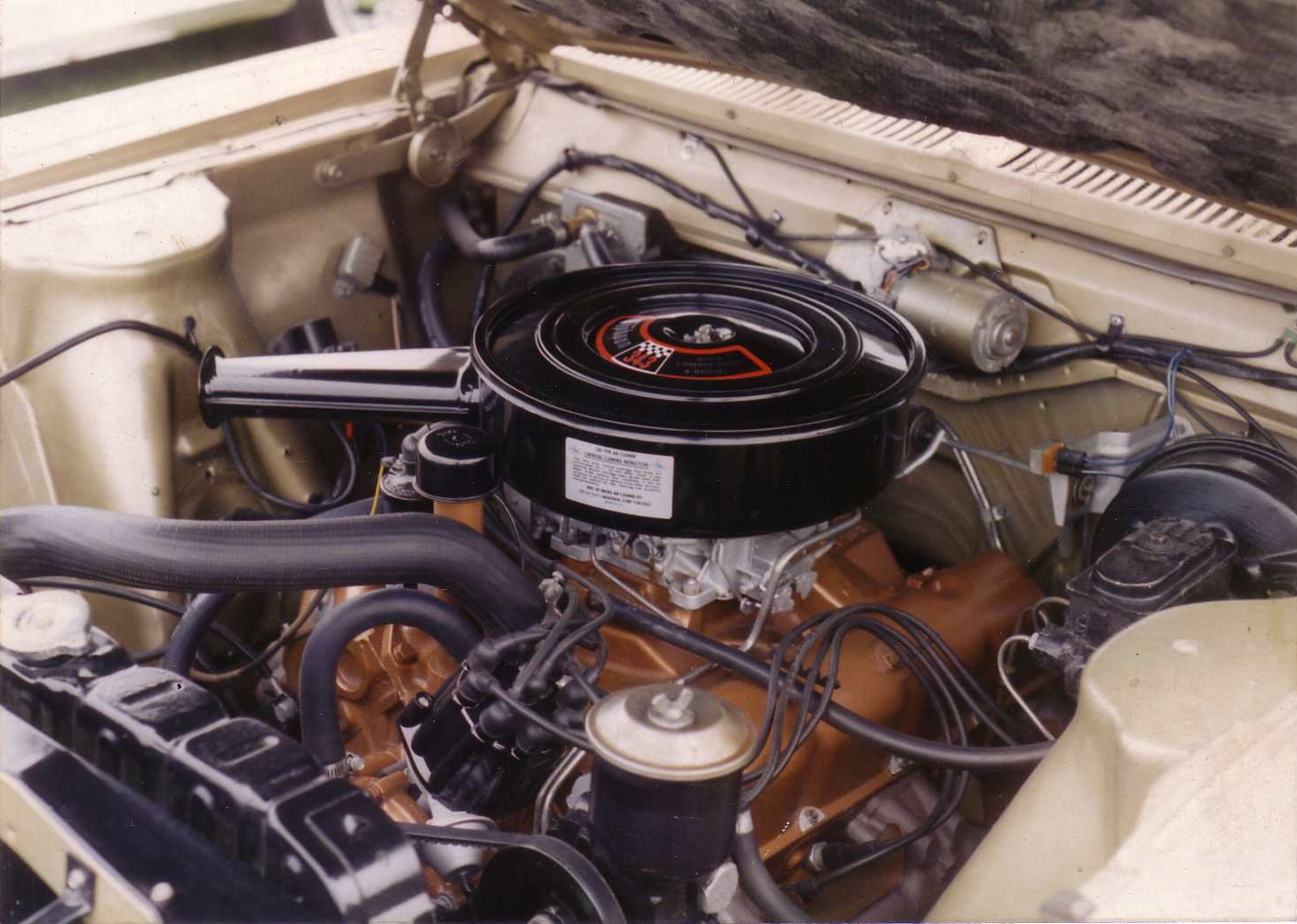
V8 de 343 cuin con carburador de 4-cuerpos

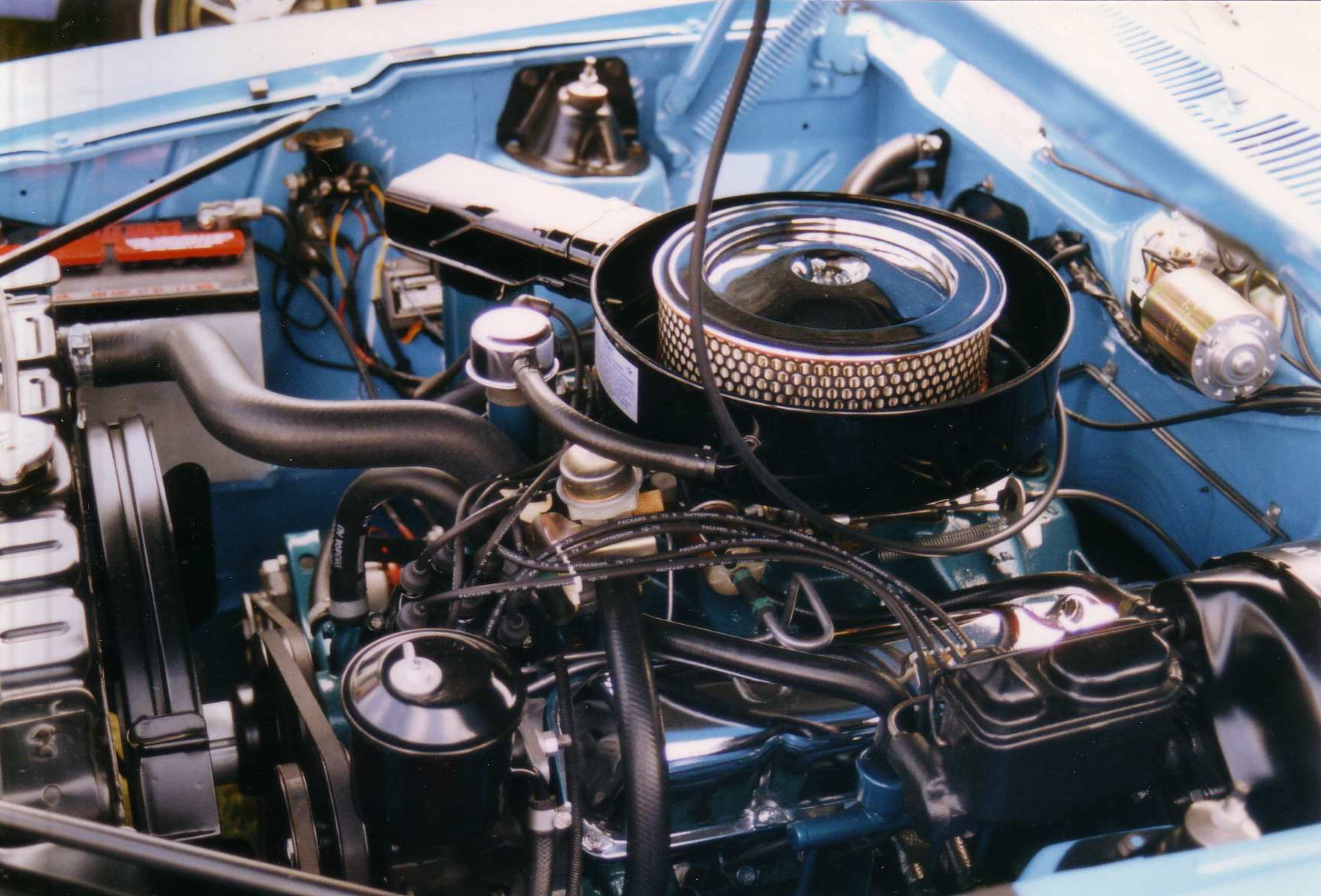
V8 Go Pac de 199 cuin

  - 196 plg³ (3,2 L) Nash I6 culata en L (Rambler/AMC I6)
  - 252 plg³ (4,1 L) Nash I6
  - 320 plg³ (5,2 L) construido por Packard V8
  - 352 plg³ (5,8 L) construido por Packard V8 (usado solo en 1956)
- 1956-1966:
  - 196 plg³ (3,2 L) Rambler I6/AMC I6 (culata en L y versión OHV hasta 1965)
  - 199 plg³ (3,3 L) Typhoon Six I6 (a partir de 1966)
  - 232 plg³ (3,8 L) Typhoon Six I6 (a partir de 1964)
  - 250 plg³ (4,1 L) AMC V8 (hasta 1961)
  - 287 plg³ (4,7 L) AMC V8 (a partir de 1963)
  - 327 plg³ (5,4 L) AMC V8 (también utilizado por Kaiser Jeep 1965-1967)
- 1967-1970:
  - 199 plg³ (3,3 L) Typhoon Six I6
  - 232 plg³ (3,8 L) Typhoon Six I6
  - 290 plg³ (4,8 L) AMC V8 (hasta 1969)
  - 304 plg³ (5 L) AMC V8 (a partir de 1970)
  - 343 plg³ (5,6 L) AMC V8 (hasta 1969)
  - 360 plg³ (5,9 L) AMC V8 (a partir de 1970)
  - 390 plg³ (6,4 L) AMC V8
- 1971-1980:
  - 121 plg³ (2 L) AMC I4 1
  - 232 plg³ (3,8 L) AMC I6
  - 258 plg³ (4,2 L) AMC I6
  - 304 plg³ (5 L) AMC V8
  - 360 plg³ (5,9 L) AMC V8 (hasta 1978 para automóviles y hasta 1991 en Jeeps)
  - 401 plg³ (6,6 L) AMC V8 (hasta 1974 como una orden de producción regular en automóviles; estuvo disponible para uso de flotas y de la policía hasta al menos 1975, en 1975 se instalaron 89 unidades en los Matador; 4 cupés y 85 sedán-familiares. Disponible en Jeeps de tamaño completo hasta 1979, también utilizado por International Harvester en 1974 en camionetas de la serie 1200 y Travelall durante una huelga en International Harvester, aunque IH llamó al motor 400 CID)
- 1980-1983:
  - 151 plg³ (2,5 L) Pontiac Iron Duke I4
  - 258 plg³ (4,2 L) AMC I6
- 1984-1986:
  - 150 plg³ (2,5 L) AMC I4
  - 258 plg³ (4,2 L) AMC I6
- 1987:
  - 150 plg³ (2,5 L) AMC I4
  - 258 plg³ (4,2 L) AMC I6
  - 242 plg³ (4 L) AMC I6
- 1988-1989:
  - 150 plg³ (2,5 L) AMC I4
  - 258 plg³ (4,2 L) AMC I6
  - 3 litros (183 plg³) PRV V6

Además: el Jeep de Kaiser usó motores AMC 327, Buick 225 ("Dauntless V6"), Buick 350 ("Dauntless V8") y Willys 134 I4 ("Hurricane"). El Jeep XJ Cherokee/Wagoneer reducido usó el Chevrolet V6 de 2.8 litros en 1983-1984.
1 American Motors contrató a Volkswagen para suministrar el utillaje necesario para fabricar el motor Audi 2.0 L OHC I4. Las partes principales (bloque, cigüeñal, conjunto de la culata) se compraron inicialmente a Audi y se enviaron a los EE. UU., donde American Motors realizó el ensamblaje final en una planta comprada específicamente para la producción de este motor. Las ventas nunca alcanzaron cifras que justificaran hacerse cargo de la producción total. American Motors realizó varios cambios en el motor. Se les impidió usar los nombres de Volkswagen o Audi en asociación con la versión ensamblada de American Motors por acuerdo contractual.

## Coleccionismo

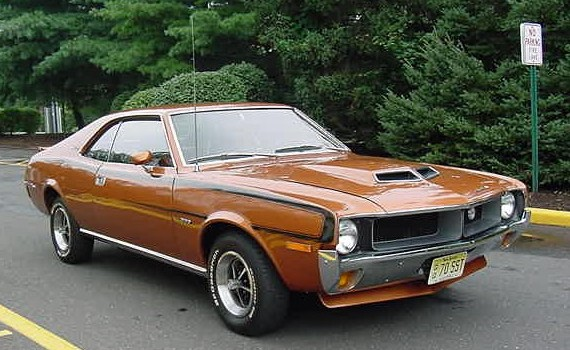
Javelin con "Go" pack

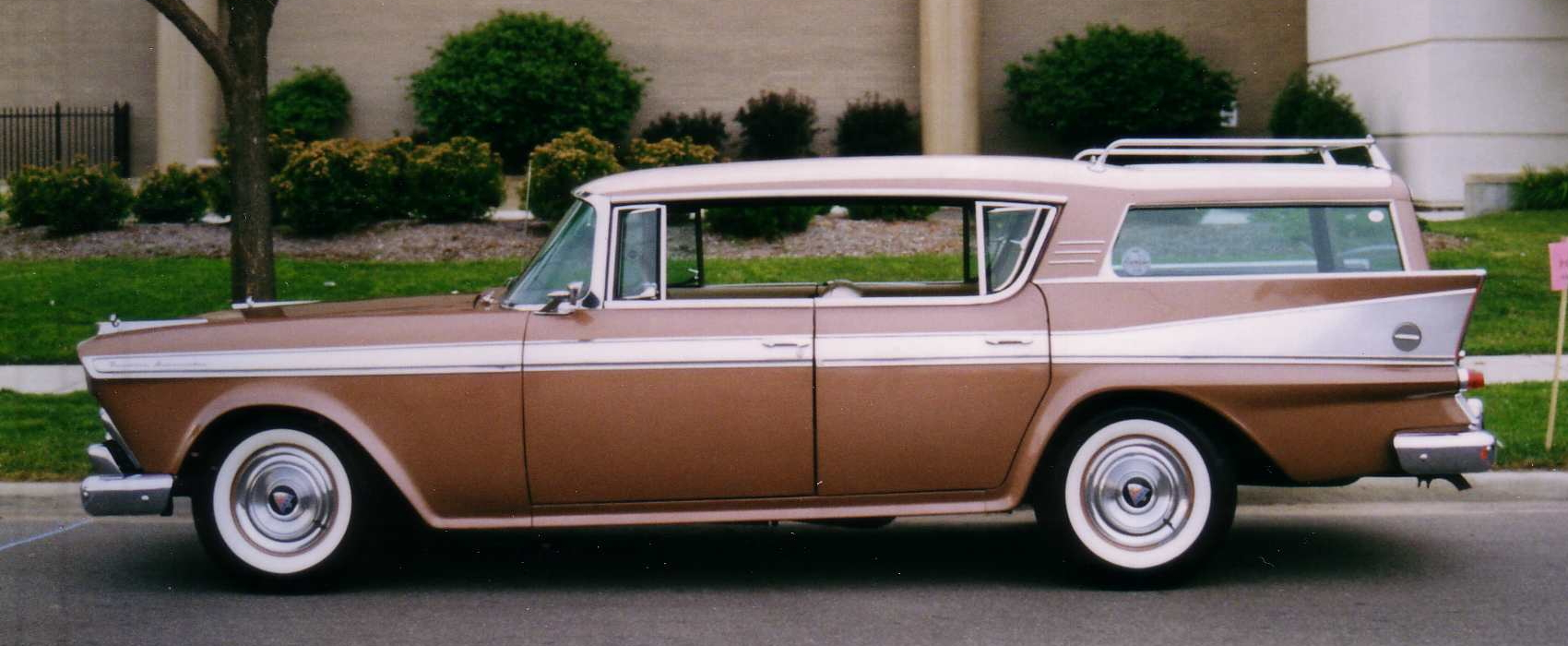
Ambassador familiar de techo duro

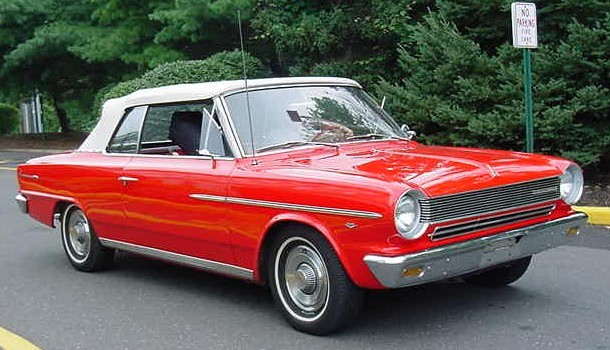
Rambler American convertible

Los modelos de American Motors históricamente considerados por los aficionados como particularmente "coleccionables" incluyen los Javelin, AMX y modelos especiales de alto rendimiento, como los Rambler Rebel de 1957, Marlin de 1965-67, Hurst SC/Rambler de 1969, Rebel Machine de 1970 y Hornet SC/360 de 1971. Estos modelos disfrutaron de una popularidad limitada cuando eran nuevos, lo que se tradujo en cifras de producción bajas. En enero de 2007, el AMC AMX estaba "realmente despegando en el mercado de los muscle cars" según los editores de Hemmings Classic Car, y había "dejado su marca entre los coleccionistas de AMC como una gran alternativa" a los otros muscle cars con motor hemi de mayor precio.
El primer Javelin (1968-1970) se destaca de los pony cars de Ford, General Motors y Chrysler. El experto en automóviles Jack Nerad, señaló en un artículo de 2007 que "varios modelos AMX completamente restaurados" se encuentran a la venta a "poco más de la mitad del precio de un Buick Gran Sport, Chevrolet Chevelle, Olds 4-4-2 o Pontiac GTO comparable" en apoyo de la opinión del autor de que el Javelin de 1971-74 era "claramente un excelente «muscle car» alternativo para los entusiastas del motor con un presupuesto ajustado".
De acuerdo con James C. Mays, historiador automotriz y autor de La guía inteligente para comprar coches de colección en subastas, el factor "¡Guau! es un placer importante y medible para un propietario, ya sea que su automóvil se conduzca o se encuentre en un garaje climatizado. Incluye ejemplos de un AMX rojo brillante de 1969 que, según su propietario, "es simplemente un Rambler rápido", pero atrae a más personas a los eventos que los más prestigiosos Ferrari y Lamborghini. Además, un coche de colección del autor, un Ambassador familiar de 1969, le permitió hacer amigos cuando unos desconocidos vinieron a saludarlo y a recibirlo como si fuera un "pariente perdido". Mays destaca la fácil disponibilidad de repuestos para los motores de American Motors y sus experiencias al realizar el mantenimiento en los Rambler sin que se le cobre por el trabajo a cambio de la experiencia de conducir un "sassy Rambler" (un convertible estadounidense de 1966) y poder tomarle fotografías.
Otros modelos de American Motors, durante un tiempo algo ignorados por la afición, ahora se consideran "futuros coleccionables". Los ejemplos incluyen el Ambassador familiar de 4 puertas con techo rígido de 1959, del que solo se produjeron 578 unidades, y el Jeep Scrambler CJ8, una camioneta combinada con Jeep, de la que solo se produjeron unos pocos miles.
La revista Hemmings Classic Car incluyó el Rebel SST de 1969-70 y el cupé Matador de 1974-78 en su lista de 2008 de coches de "dólar por libra [de peso]" que se podían comprar en condiciones de calidad de exhibición por un precio de desembolso comparativamente modesto, El escritor también señaló que "la mayoría de la gama de AMC de los años 70" se calificó para su inclusión en la lista.
Se describe que el AMC Gremlin tiene "un seguimiento de culto en el mercado de coches coleccionables de hoy en día, y dado que comparte componentes con algunos otros modelos de American Motors, su reparación y restauración pueden ser relativamente económicas en comparación con otros "automóviles históricos".
El AMC Pacer aumentó de valor según uno de sus propietarios, que es el director ejecutivo de un importante proveedor de seguros para automóviles de colección.
Hay clubes de autos Rambler y American Motors activos en los EE. UU. y en otros lugares (ejemplos en los Enlaces Externos).

### Broma del día de las inocentadas de Hot Rod Magazine
En abril de 2008, la revista Hot Rod Magazine publicó un artículo en el que afirmaba que American Motors estaba en proceso de reactivación. Los vehículos a punto de producir serían el AMX, el Matador, el Ambassador, el Pacer y el Gremlin. Ilustrado con dibujos de los prototipos entrando en producción y acompañado de abundante información, fue un artículo popular, aunque luego se reveló que era una inocentada del día de las bromas de abril.

## Galería

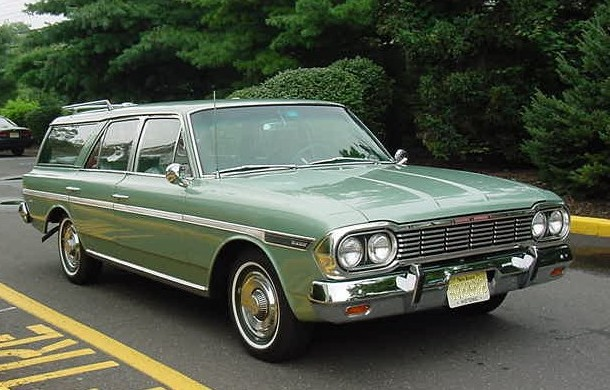
Modelo Rambler Classic 770 de 1964.
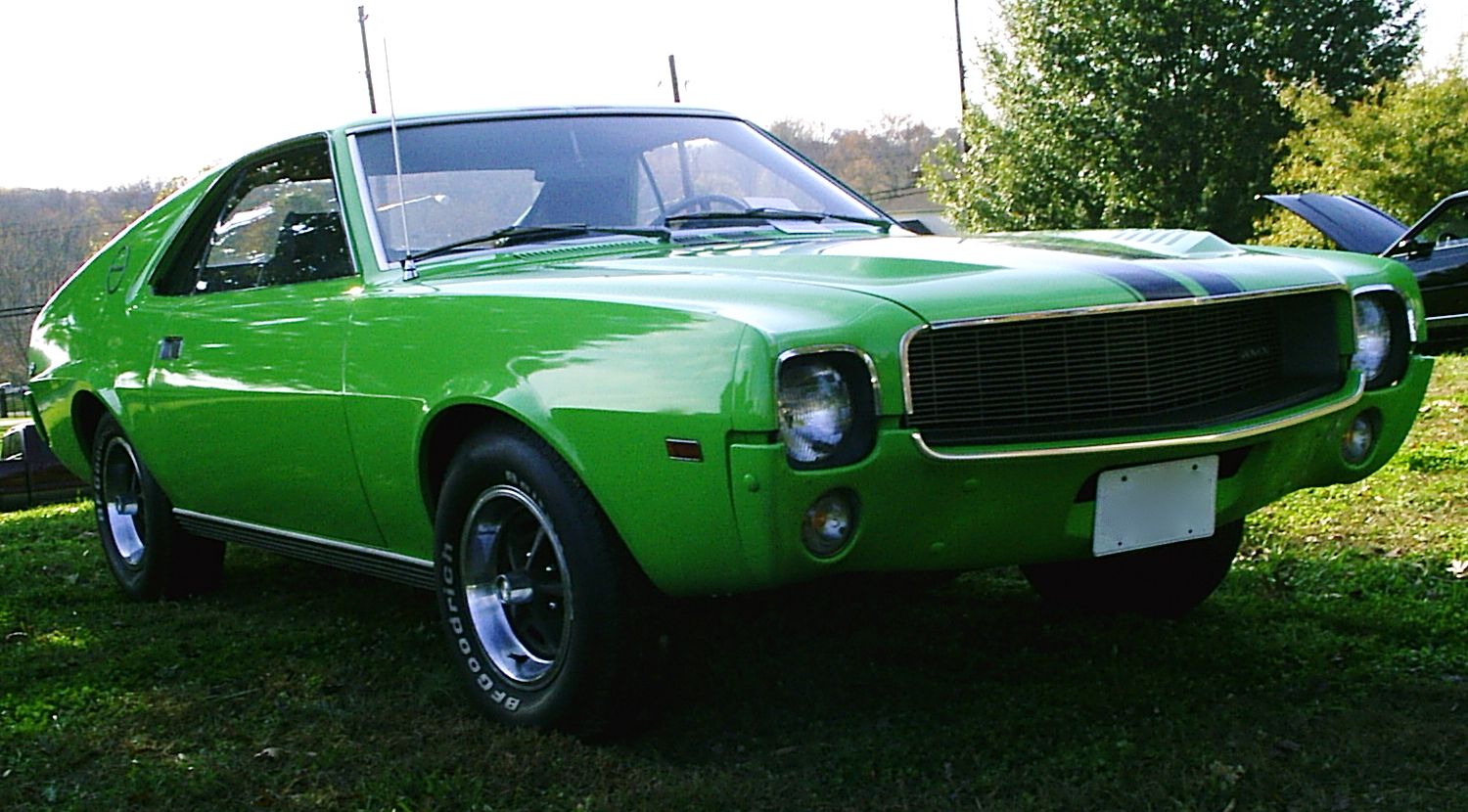
1969 Modelo AMX de American Motors de 1969.
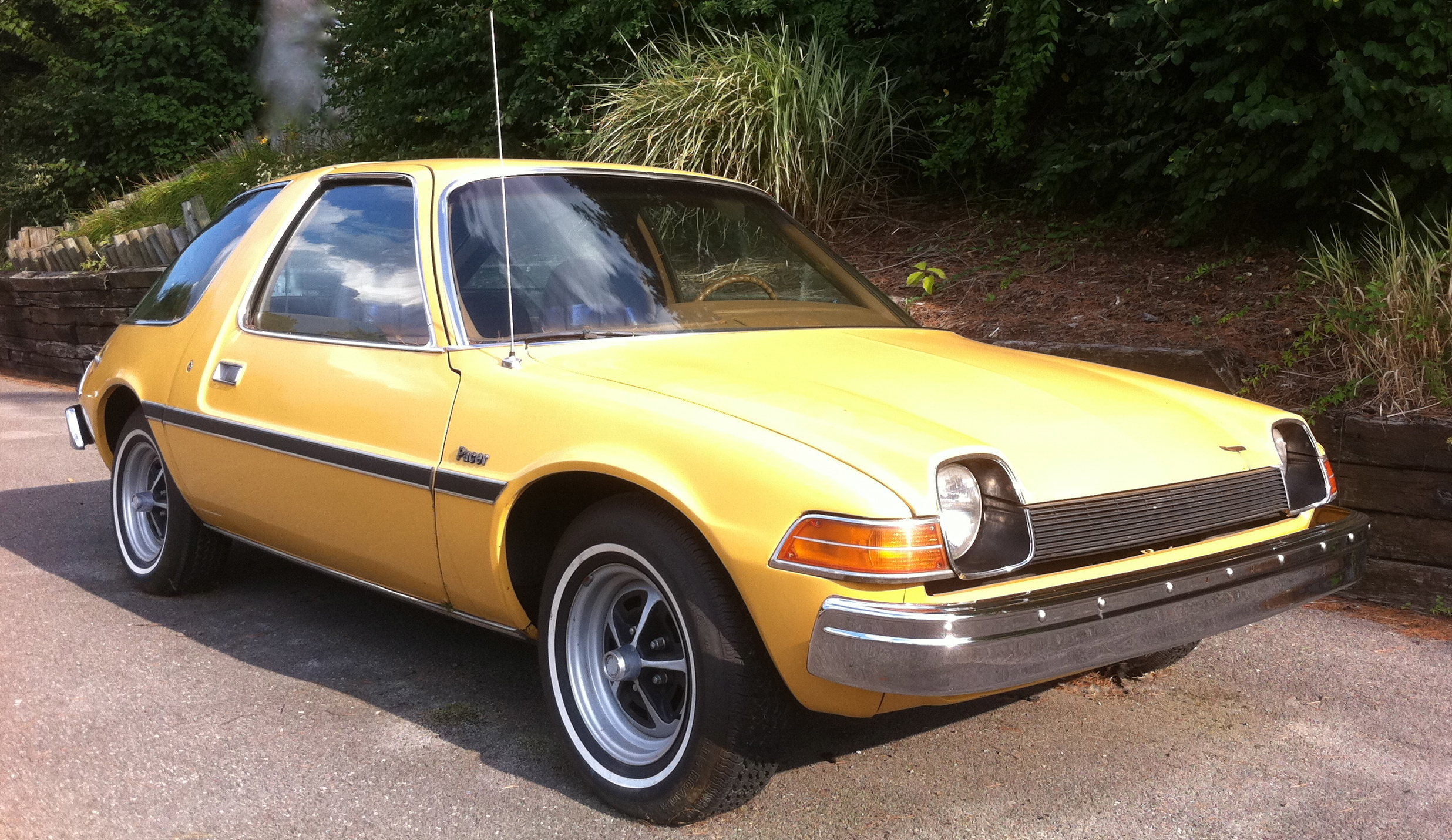
AMC Pacer de 1975.
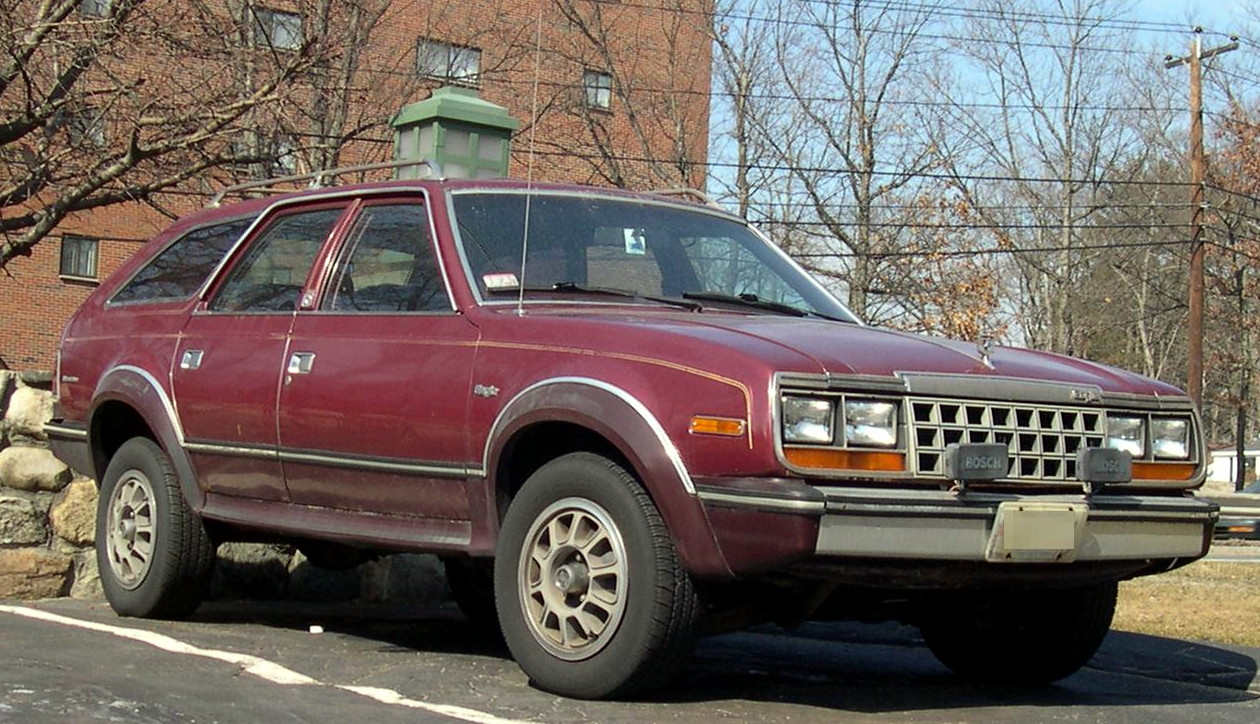
AMC Eagle Wagon de 1981.
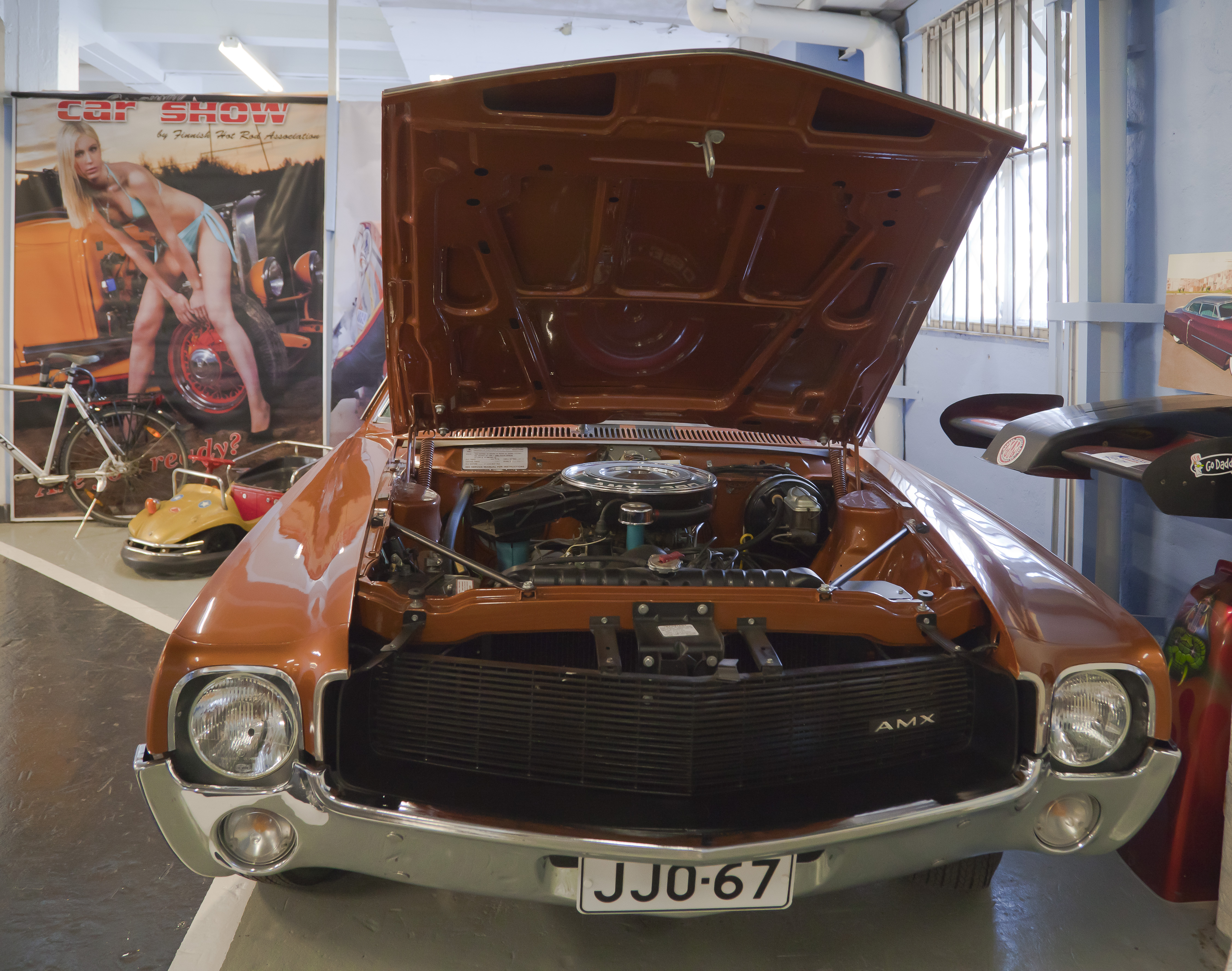
AMC AMX de 1969.

## Cronología de los modelos
| Cronología de los turismos de American Motors Corporation (AMC) en el Mercado de Estados Unidos, 1954-1987 |

| Tipo                                                                            | 1950s           | 1950s           | 1950s           | 1950s           | 1950s            | 1950s            | 1960s            | 1960s            | 1960s            | 1960s            | 1960s            | 1960s            | 1960s            | 1960s            | 1960s            | 1960s            | 1970s           | 1970s           | 1970s           | 1970s           | 1970s           | 1970s           | 1970s           | 1970s           | 1970s           | 1970s           | 1980s           | 1980s           | 1980s           | 1980s           | 1980s           | 1980s           | 1980s           | 1980s           |
| Tipo                                                                            | 4               | 5               | 6               | 7               | 8                | 9                | 0                | 1                | 2                | 3                | 4                | 5                | 6                | 7                | 8                | 9                | 0               | 1               | 2               | 3               | 4               | 5               | 6               | 7               | 8               | 9               | 0               | 1               | 2               | 3               | 4               | 5               | 6               | 7               |
| Automóvil subcompacto                                                           | Metropolitan    | Metropolitan    | Metropolitan    | Metropolitan    | Metropolitan     | Metropolitan     | Metropolitan     | Metropolitan     | Metropolitan     |                  |                  |                  |                  |                  |                  |                  |                 |                 |                 |                 |                 |                 |                 |                 |                 | LeCar           | LeCar           | LeCar           | LeCar           | LeCar           | Encore          | Encore          | Encore          |                 |
| Automóvil subcompacto                                                           |                 |                 |                 |                 |                  |                  |                  |                  |                  |                  |                  |                  |                  |                  |                  |                  | Gremlin         | Gremlin         | Gremlin         | Gremlin         | Gremlin         | Gremlin         | Gremlin         | Gremlin         | Gremlin         | Spirit          | Spirit          | Spirit          | Spirit          | Spirit          |                 |                 |                 |                 |
| Compacto                                                                        | Rambler         | Rambler         |                 |                 | Rambler American | Rambler American | Rambler American | Rambler American | Rambler American | Rambler American | Rambler American | Rambler American | Rambler American | Rambler American | Rambler American | Rambler American | Hornet          | Hornet          | Hornet          | Hornet          | Hornet          | Hornet          | Hornet          | Hornet          | Concord         | Concord         | Concord         | Concord         | Concord         | Concord         |                 |                 |                 |                 |
| Compacto                                                                        | Jet             |                 |                 |                 |                  |                  |                  |                  |                  |                  |                  |                  |                  |                  |                  |                  |                 |                 |                 |                 |                 | Pacer           | Pacer           | Pacer           | Pacer           | Pacer           | Pacer           |                 |                 | Alliance        | Alliance        | Alliance        | Alliance        | Alliance        |
| Tamaño mediano                                                                  |                 |                 | Six & V8        | Six & V8        | Six              | Six              | Six              | Classic          | Classic          | Classic          | Classic          | Classic          | Classic          | Rebel            | Rebel            | Rebel            | Rebel           | Matador         | Matador         | Matador         | Matador         | Matador         | Matador         | Matador         | Matador         |                 |                 | 18i/Sportwagon  | 18i/Sportwagon  | 18i/Sportwagon  | 18i/Sportwagon  | 18i/Sportwagon  | 18i/Sportwagon  | Medallion       |
| Tamaño mediano                                                                  |                 |                 |                 | Rebel           | Rebel            | Rebel            | Rebel            |                  |                  |                  |                  | Marlin           | Marlin           | Marlin           |                  |                  |                 |                 |                 |                 | Matador Cupé    | Matador Cupé    | Matador Cupé    | Matador Cupé    | Matador Cupé    |                 |                 |                 |                 |                 |                 |                 |                 |                 |
| Tamaño completo                                                                 | Nash Ambassador | Nash Ambassador | Nash Ambassador | Nash Ambassador | Ambassador       | Ambassador       | Ambassador       | Ambassador       | Ambassador       | Ambassador       | Ambassador       | Ambassador       | Ambassador       | Ambassador       | Ambassador       | Ambassador       | Ambassador      | Ambassador      | Ambassador      | Ambassador      | Ambassador      |                 |                 |                 |                 |                 |                 |                 |                 |                 |                 |                 |                 |                 |
| Tamaño completo                                                                 | Hudson Hornet   |                 |                 |                 |                  |                  |                  |                  |                  |                  |                  |                  |                  |                  |                  |                  |                 |                 |                 |                 |                 |                 |                 |                 |                 |                 |                 |                 |                 |                 |                 |                 |                 |                 |
| Tamaño completo                                                                 | Hudson Wasp     |                 |                 |                 |                  |                  |                  |                  |                  |                  |                  |                  |                  |                  |                  |                  |                 |                 |                 |                 |                 |                 |                 |                 |                 |                 |                 |                 |                 |                 |                 |                 |                 |                 |
| Deportivo/Roadster                                                              | N-H             |                 |                 |                 |                  |                  |                  |                  |                  |                  |                  |                  |                  |                  | AMX              | AMX              | AMX             |                 |                 |                 |                 |                 |                 |                 |                 | AMX             | AMX             |                 |                 | Fuego           | Fuego           | Fuego           | Fuego           | GTA             |
| Deportivo/Roadster                                                              | Italia          |                 |                 |                 |                  |                  |                  |                  |                  |                  |                  |                  |                  |                  | Javelin          | Javelin          | Javelin         | Javelin         | Javelin         | Javelin         | Javelin         |                 |                 |                 |                 |                 |                 |                 |                 |                 |                 |                 |                 |                 |
| Crossover                                                                       |                 |                 |                 |                 |                  |                  |                  |                  |                  |                  |                  |                  |                  |                  |                  |                  |                 |                 |                 |                 |                 |                 |                 |                 |                 |                 | Eagle           | Eagle           | Eagle           | Eagle           | Eagle           | Eagle           | Eagle           | Eagle           |
| SUV                                                                             |                 |                 |                 |                 |                  |                  |                  |                  |                  |                  |                  |                  |                  |                  |                  |                  | Modelos de Jeep | Modelos de Jeep | Modelos de Jeep | Modelos de Jeep | Modelos de Jeep | Modelos de Jeep | Modelos de Jeep | Modelos de Jeep | Modelos de Jeep | Modelos de Jeep | Modelos de Jeep | Modelos de Jeep | Modelos de Jeep | Modelos de Jeep | Modelos de Jeep | Modelos de Jeep | Modelos de Jeep | Modelos de Jeep |
| Vehículos militares                                                             |                 |                 |                 |                 |                  | Mighty Mite      | Mighty Mite      | Mighty Mite      | Mighty Mite      |                  |                  |                  |                  |                  |                  |                  |                 | AM General      | AM General      | AM General      | AM General      | AM General      | AM General      | AM General      | AM General      | AM General      | AM General      | AM General      | AM General      | AM General      |                 |                 |                 |                 |
| Vehículos a la venta durante la alianza con Renault marcados con fondo amarillo |                 |                 |                 |                 |                  |                  |                  |                  |                  |                  |                  |                  |                  |                  |                  |                  |                 |                 |                 |                 |                 |                 |                 |                 |                 |                 |                 |                 |                 |                 |                 |                 |                 |                 |